# Itálie
Itálie (italsky  Italia), plným názvem Italská republika (italsky Repubblica Italiana), je stát ležící v jižní a západní Evropě. Skládá se z Apeninského poloostrova zasahujícího do Středozemního moře, na jehož severní hranici se nachází Alpy, dále ze skoro 800 ostrovů. K největším a nejvýznamnějším patří Sicílie a Sardinie. Itálie sousedí na západě s Francií, na severu se Švýcarskem a Rakouskem, na východě se Slovinskem; a také se dvěma enklávami Vatikánem a San Marinem. Povrch země je převážně hornatý, středomořské podnebí je ovlivněno mořem. Itálie se dělí na 20 regionů, na ploše asi 301 000 km² žije 59 milionů obyvatel; je desátou největší zemí evropského kontinentu podle rozlohy a třetím nejlidnatějším členským státem Evropské unie. Její hlavní a největší město je Řím, mezi další velká města patří Milán, Neapol, Turín a Palermo. Drtivou většinu obyvatel tvoří Italové, úředním jazykem je italština. Celkem 84 % obyvatel se hlásí ke katolické církvi.
Apeninský poloostrov byl historicky domovem a místem pobytu mnoha starověkých národů. Latinské město Řím ve střední Itálii, založené jako království, se stalo republikou, která si podmanila Středomoří a po staletí mu vládla jako říše. S rozšířením křesťanství se Řím stal sídlem katolické církve a papežství. Během raného středověku zažila Itálie pád Západořímské říše a stěhování národů germánských kmenů. Do 11. století se italské městské státy a námořní republiky rozšířily, což přineslo obnovenou prosperitu díky obchodu a položilo základy moderního kapitalismu. Italská renesance vzkvétala v 15. a 16. století ve Florencii a rozšířila se do zbytku Evropy. Italští objevitelé také našli nové cesty na Dálný východ a do Nového světa, čímž pomohli nastolit evropský věk objevů. Staletí rivality a bojů mezi italskými městskými státy však mimo jiné způsobily, že poloostrov byl až do pozdního novověku rozdělen do mnoha států. V průběhu 17. a 18. století italský hospodářský a obchodní význam výrazně poklesl.
Po staletích politického a územního rozdělení byla Itálie v roce 1861 po válkách o nezávislost a Expedici tisíce téměř zcela sjednocena a vzniklo Italské království. Od konce 19. století do začátku 20. století se Itálie rychle industrializovala, hlavně na severu, a vytvořila koloniální říši, zatímco jih zůstal z velké části chudý a vyloučený z industrializace, což podnítilo vznik rozsáhlé diaspory přistěhovalců v Americe. V letech 1915–1918 se Itálie účastnila první světové války na straně států Dohody a proti ústředním mocnostem. V roce 1922 byla po období krize a zmatků nastolena italská fašistická diktatura. Během druhé světové války byla Itálie nejprve součástí Osy, dokud se nevzdala spojeneckým mocnostem (1940–1943), a poté, protože část jejího území okupovalo nacistické Německo za kolaborace fašistů, spolubojovníkem spojenců během italského odboje a osvobození Itálie (1943–1945). Po skončení války země na základě referenda nahradila monarchii republikou a zažívala dlouhotrvající hospodářský rozmach, až se stala významnou vyspělou ekonomikou.
Itálie je unitární parlamentní republikou s prezidentem jako ceremoniální hlavou státu, zákonodárnou moc má dvoukomorový parlament. Má osmé největší nominální HDP na světě; v indexu lidského rozvoje se umístila na 30. místě, má druhý největší zpracovatelský průmysl v Evropě (sedmý největší na světě) a hraje významnou roli v regionálních a globálních hospodářských, vojenských, kulturních a diplomatických záležitostech.  Je domovem mnoha vynálezů a objevů, je považována za kulturní velmoc a dlouhodobě je světovým centrem umění, hudby, literatury, kuchyně, vědy, techniky a módy. Má největší počet památek světového dědictví na světě (58) a je pátou nejnavštěvovanější zemí světa. Itálie je zakládajícím členem Evropské unie a členem mnoha mezinárodních institucí včetně NATO, G7, Unie pro Středomoří, Latinské unie a dalších.

## Etymologie
V Itálii lze vysledovat původ kmene Vitali, jehož jméno je spojováno s latinským slovem „vitulus“, což v překladu znamená „tele“. Slovo „Itálie“ lze přeložit jako „synové býka“.

## Dějiny

### Pravěk a antika

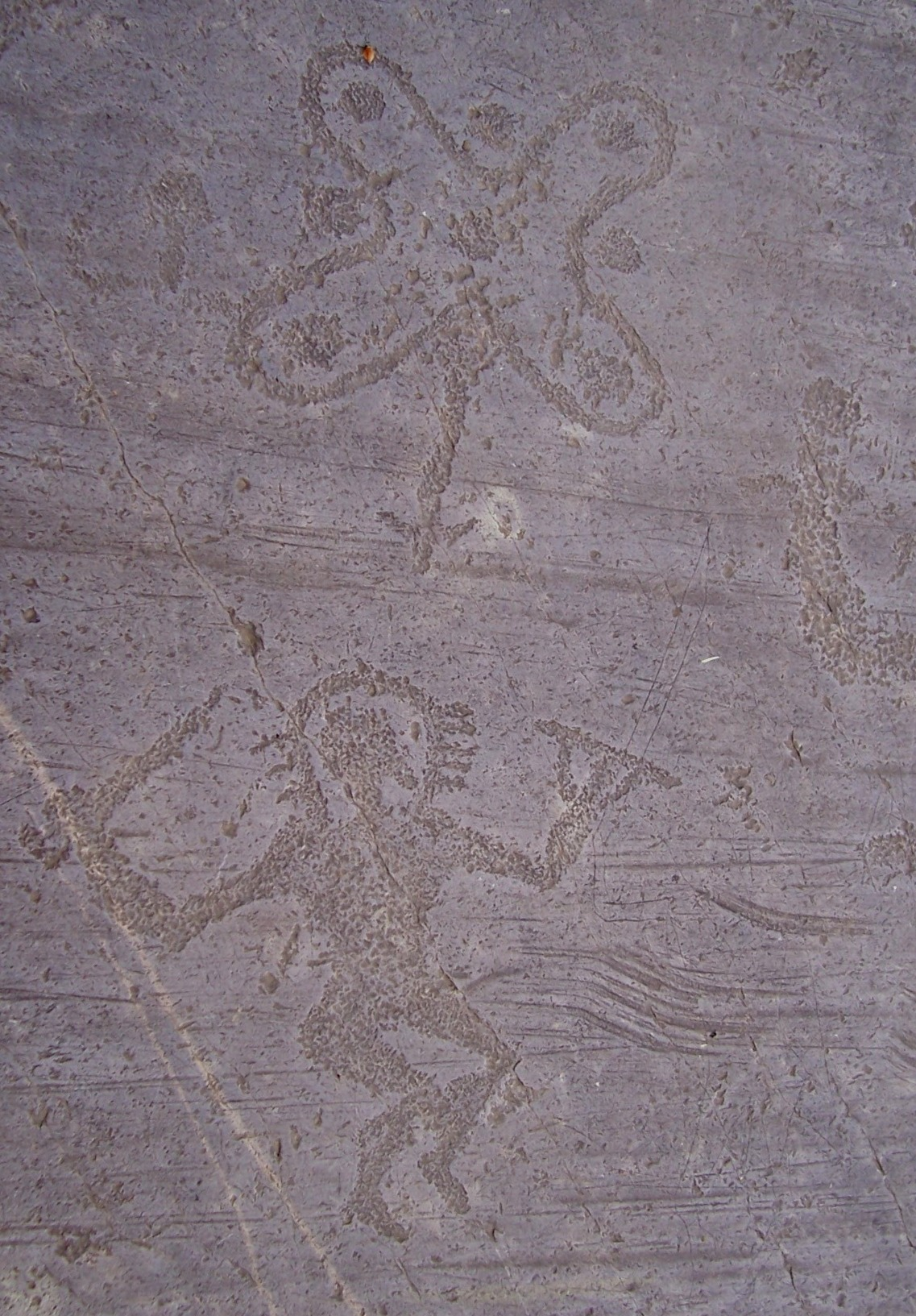
Skalní kresby ve Val Camonica

Nedaleko města Forlì byly objeveny tisíce artefaktů z paleolitu, jejich stáří bylo odhadnuto na 850 000 let, což z nich činí nejstarší důkaz lidského osídlení na Apeninském poloostrově. Vykopávky rovněž prokázaly neandrtálské osídlení po celé Itálii, zhruba z doby před 200 000 lety. Moderní lidé se tu objevili asi před 40 000 lety, nálezy z Riparo Mochi jsou nejstarším důkazem přítomnosti tohoto typu lidí v Evropě.
V počátcích starověku byla Itálie osídlena různými kmeny. Ve středu Itálie to byly Umbrové, Latinové, Sabinové, Volskové a Picenové, na severu Keltové, Ligurové, Venetové a Etruskové, na jihu pak Oskové, Samnité a Messapiové. Většina z těchto kmenů byli Italikové, indoevropská skupina, která na Apeninský poloostrov přišla ve 2. tisíciletí př. n. l. Jiný původ mají patrně Etruskové (a jim blízcí Rétové), stále však zůstává záhadný. Neitalické kořeny měli také Keltové a kmeny na Sicílii a Sardinii (kde vznikla dokonce osobitá civilizace zvaná Nuragská). V lombardském údolí Val Camonica žil také kmen záhadného původu zvaný Kamunové, který je autorem největší starověké sbírky petroglyfů na světě (až 300 000 obrazců). Semitského původu byli Féničané, kteří osídlili Sicílii a Sardinii a vytvořili zde první významná města. Ještě větší vliv měla Mykénská civilizace, která se s jihem Itálie dostala do kontaktu možná již v 17. století př. n. l. Od 8. století př. n. l. začali od jihu italské území silně ovlivňovat Řekové, jejichž civilizace na Peloponésu rychle mohutněla. Řecké kolonie na území Itálie a Sicílie se nazývají Velké Řecko.

Koloseum, jedna z nejznámějších starořímských staveb

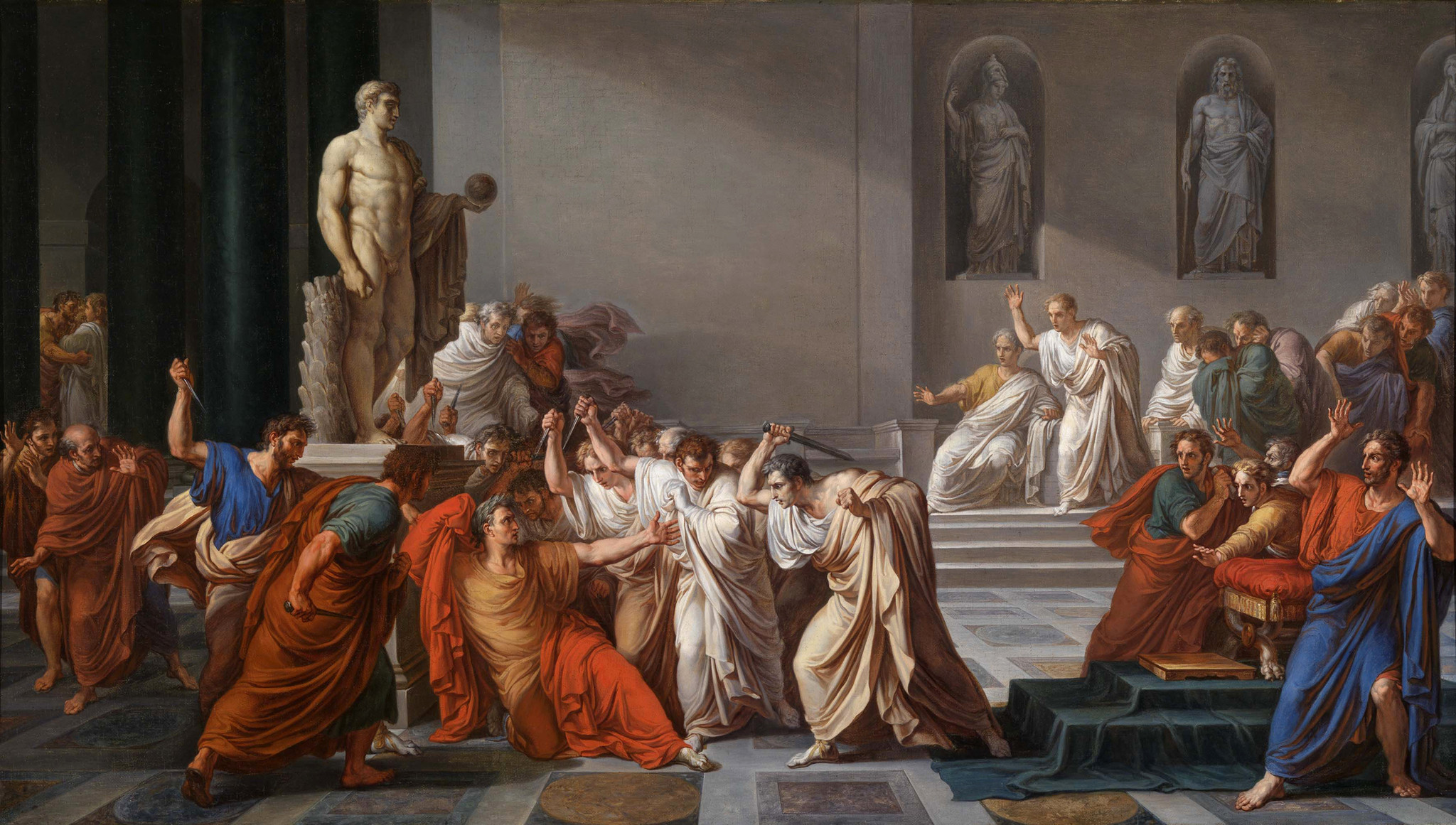
Zavraždění Julia Caesara na obraze Vincenza Camucciniho

Rozsah Římské říše na sklonku Traianovy vlády (117)

Navzdory řeckému iniciačnímu vlivu se ústředním civilizačním centrem nestalo některé ze sídel na jihu, ale město ve středu poloostrova, Řím. Město, podle legend založené roku 753 př. n. l., které ovládali nejprve Latinové a Sabinové, posléze Etruskové. Řím nakonec ovládl italické, keltské, etruské, fénické i řecké kmeny na poloostrově a posléze vytvořil civilizaci známou jako Starověký Řím. Expandovala na západ (provincie Hispánie, Galie a Británie), na sever (Raetie, Panonie, Noricum), východ (Dalmácie, Dácie, Makedonie, Thrákie a dále až k Babylónii) i na sever Afriky (Numidie), včetně Egypta (Aegyptus). Starověký Řím je jednou z nejvýznamnějších zaniklých civilizací dějin a v dějinách Evropy sehrál naprosto zásadní roli (například latina se stala základem řady evropských jazyků, pochopitelně včetně italštiny). Roku 509 př. n. l. Řím odvrhl monarchické zřízení a stal se republikou. Ta zažila vrchol moci za Julia Caesara a jeho bezprostředních nástupců, kteří se prohlásili císaři: Augusta (vládl 27 př. n. l. – 14), Tiberia (14–37), Caliguly (37–41), Claudia (41–54) a Nera (54–68). Největší územní rozmach měla říše za Traiana (vládl 98–117), kdy plocha impéria dosáhla 5 miliónů čtverečních kilometrů. Od 3. století v Římě stále větší roli začalo sehrávat křesťanství, císař Konstantin z křesťanství učinil dokonce státní náboženství. To byla ovšem také již doba úpadku římské moci. Roku 395 byl Řím rozdělen na Západořímskou a Východořímskou říši (později zvanou Byzantská). Zatímco východní říše trvala ještě tisíc let, západní, jejímž jádrem byla dnešní Itálie, byla rychle rozvrácena germánskými kmeny.
Pád Starověkého Říma bývá dnes spojován s rokem 476, kdy císaře Romula Augusta sesadil germánský vůdce z kmene Skirů Odoaker. Ten pak jako první v historii získal titul "král Itálie". Poté do Itálie vpadli Ostrogóti. Jim vládu načas vyrvala Byzanc, ale další germánský vpád, Langobardů, na konci 6. století, definitivně rozbil nejen sny o obnově římské říše, ale i jednotu poloostrova. Ten ztratil politickou kohezi na příštích 1300 let.

### Středověk

Středověká Itálie byla rozdrobena na mnoho menších nezávislých států

Kulturně nejvýznamnějšími oblastmi dnešní Itálie se v raném středověku staly její severní regiony, které byly od 8. století součástí Franské říše, následně Středofranské říše (Lotharingie) a poté Svaté říše římské. V Římě sídlil katolický papež, který ovládal Papežský stát (mnohem větší a silnější než je dnešní Vatikán, jenž je jeho pozůstatkem). Ten se zformoval v 8. století. Mocenské boje mezi německými knížaty a knížaty podléhajícími papeži pak naplnily značnou část raně a vrcholně středověkých italských dějin, tato etapa je známa jako éra guelfů a ghibellinů.
V této situaci mocenského chaosu se objevil nový fenomén – suverenitu a vliv začaly získávat některé městské státy, většinou pobřežní, žijící z námořního obchodu. Ty se staly pozoruhodnými centry kultury. O jejich síle svědčí, že když se sdružily do tzv. Lombardské ligy (Lega Lombarda), dokázaly roku 1176 porazit německého císaře Fridricha Barbarossu v bitvě u Legnana. Čtyřmi nejvýznamnějšími z těchto tzv. námořních republik byly Benátská republika, Janovská republika, Pisánská republika a Republika Amalfi. Časem se k nim přidala Florentská republika, kterou pozdvihl rod Medicejských, a Milánské vévodství ovládané Sforzy. Obchod ve Středomoří po porážce svých soupeřů z Pisy a Janova nakonec ovládla zejména Benátská republika, která opanovala pobřeží Dalmácie a středomořské ostrovy jako Kypr nebo Krétu.

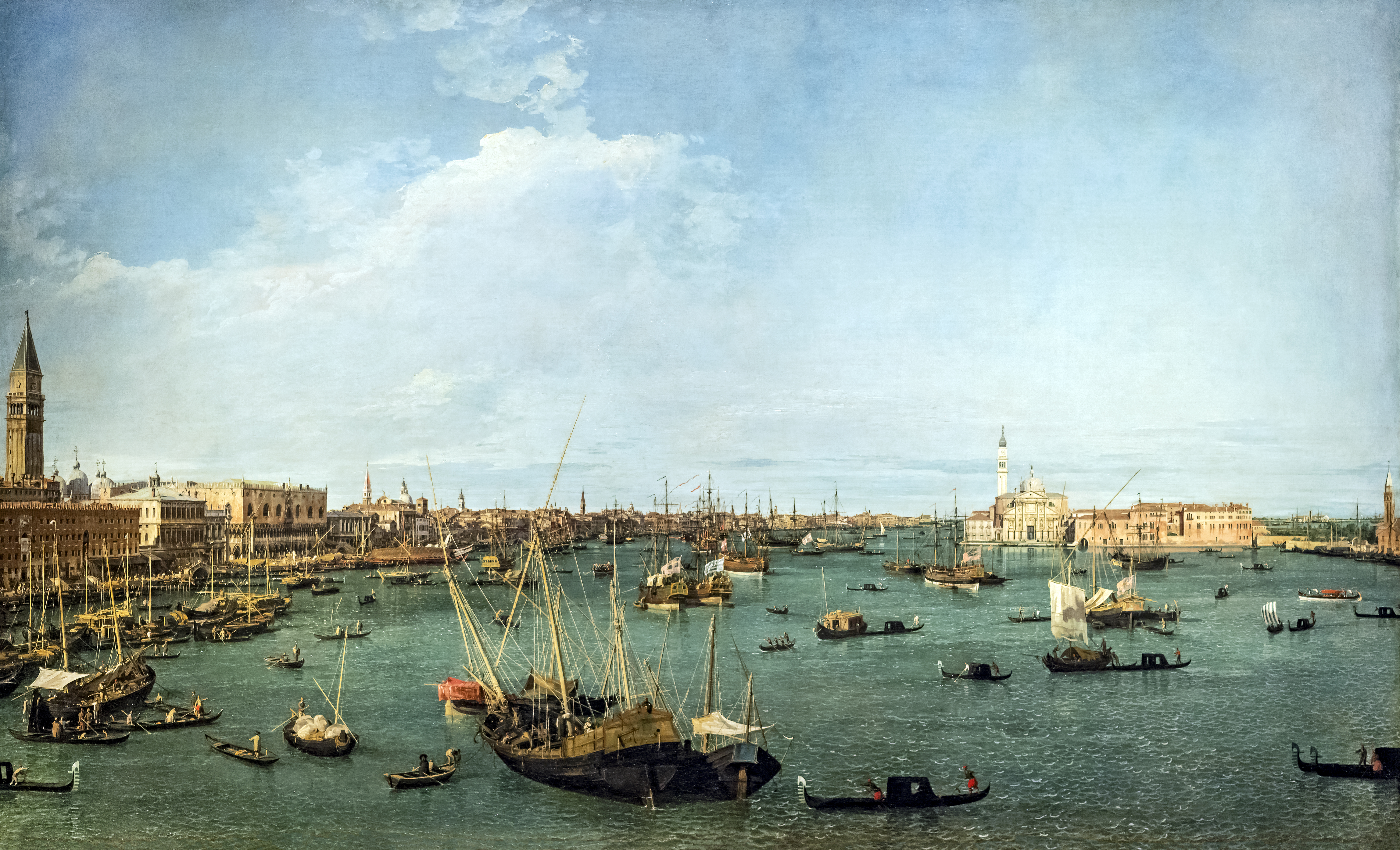
Benátky, centrum obchodu

Systém vlády v těchto státech bývá označován jako signorie. Soubor těchto městských států představoval ohromnou sílu, která začala ovlivňovat i evropský vývoj. Někdy se uvádí, že vnesly do evropských dějin kapitalismus. Měly značný vliv i politický – financovaly křížové výpravy, Benátky porazily Byzanc, stejně jako financovaly objevitelskou cestu Marca Pola. Právě v této oblasti vznikly první evropské univerzity, bohaté obchodnické rody financovaly vrcholné umění, není také náhoda, že mnozí navigátoři a objevitelé, byť většinou v cizích službách, byli Italové – Janované Kryštof Kolumbus a John Cabot (rodným jménem Giovanni Caboto), Florenťané Amerigo Vespucci a Giovanni da Verrazzano. Přičteme-li umění římské placené papeži, stala se ve vrcholném středověku Itálie – byť rozbitá do mnoha jednotek – znovu kulturním epicentrem Evropy.
Jih Itálie ovšem zažíval jiný osud. Ten byl v 9. století ovládnut muslimy (Sicilský emirát), potom ho ovládli Normani (potomci Vikingů), posléze Štaufové, Anjouovci a Barcelonská dynastie.

### Italská renesance

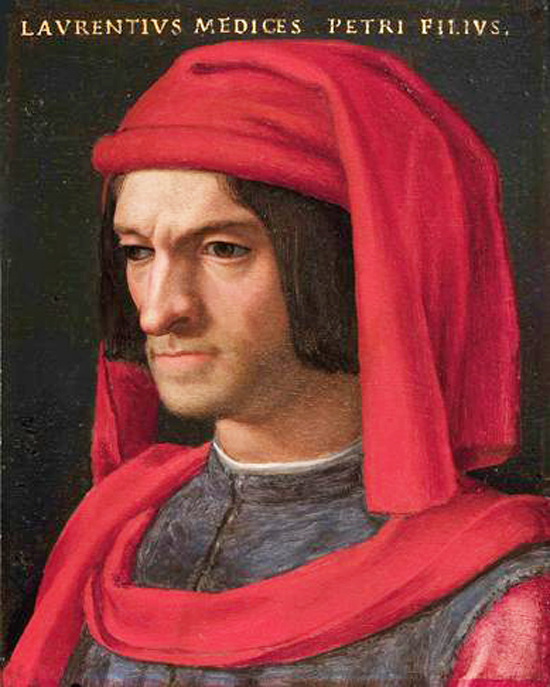
Lorenzo I. Medicejský

Roku 1348 pandemie moru vyhladila třetinu italského obyvatelstva, poloostrov se z této rány však pozoruhodně rychle zotavil a pokračoval v kulturním rozkvětu, který je znám jako italská renesance, jíž se Itálie vrátila ke svým antickým kořenům (mj. i díky příchodu řecky mluvících učenců po pádu Konstantinopole, tedy po ovládnutí Byzance Turky).

Italská renesance se obvykle dělí na trecento (14. století), quattrocento (1420–1500) a cinquecento (16. století), jež značí vrcholnou renesanci a pozvolný přechod k manýrismu. V oblasti myšlení se italská renesance projevila humanismem (Francesco Petrarca), novou lehkostí a hravostí (Giovanni Boccaccio) ale i pragmatickými úvahami o správě věcí veřejných (Niccolò Machiavelli). V literatuře vznikla spisovná italština, zejména díky Dante Alighierimu. Počátky přírodních věd propátrával zejména Leonardo da Vinci. Zdaleka největší vliv měla italská renesance na malířství (Fra Angelico, Sandro Botticelli, Masaccio, Michelangelo Buonarroti, Piero della Francesca, Raffael Santi, Tizian, Tintoretto, Paolo Veronese), sochařství (Donatello) a architekturu (Donato Bramante a jeho Bazilika svatého Petra v Římě, vila La Rotonda Andrea Palladia, katedrála Santa Maria del Fiore ve Florencii). Jako mecenáši a podporovatelé vědy a umění vynikli Cosimo Medicejský a jeho vnuk Lorenzo I. Medicejský.

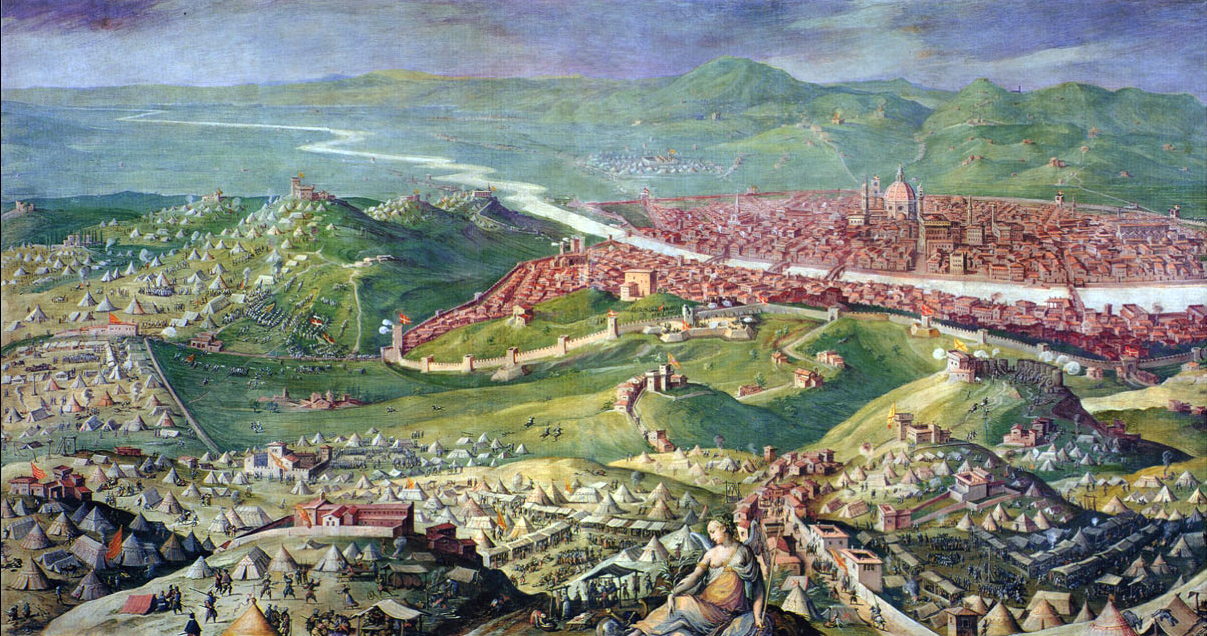
Císař a Španělé roku 1530 obléhají Florencii. Obraz od Giorgia Vasariho.

Renesanční rozkvět, kulturní i obchodní, vyvrcholil v 16. století, načež dostal několik ran – nejprve vzestup Osmanské říše a portugalský objev nové námořní cesty do Asie narušily obchodní hegemonii námořních republik – Benátek a Janova. Nakonec smrtelnou ránu rozkvětu zasadily italské války (1494–1559), v nichž sváděly boj o nadvládu nad Itálií Španělsko a Francie. Španělští Habsburkové postupně ovládli Sardinii, Sicílii, Neapolsko a Milánsko. Po válce o španělské dědictví připadly jejich državy v Itálii rakouské větvi Habsburků a Bourbonům. V Toskánsku dlouho vládl rod Medici, který však v 18. století rovněž vystřídali rakouští Habsburkové. Výsledkem byla periferizace a zaostávání jak severu Itálie, tak zvláště jejího jihu.

### Novověk a sjednocení Itálie

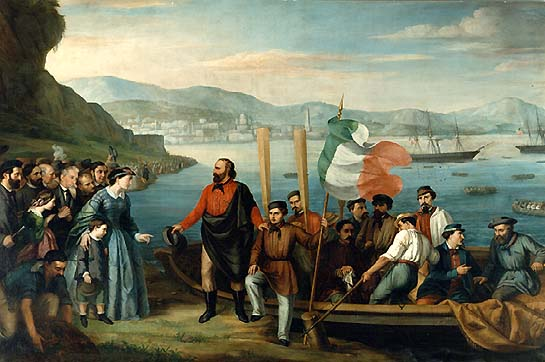
Sjednotitel Itálie Giuseppe Garibaldi se během Expedice tisíce vyloďuje roku 1860 na Sicílii

Během napoleonských válek Itálii načas ovládli Francouzi. Byli rychle poraženi, ale ideály francouzské revoluce měly silný vliv na rodící se italský nacionalismus. Ten začal sehrávat klíčovou roli od počátku 19. století. Boj za sjednocení Itálie, tzv. Risorgimento, vedli republikáni z hnutí Mladá Itálie Giuseppe Garibaldi a Giuseppe Mazzini, i monarchisté Viktor Emanuel II. (sardinský král ze savojské dynastie) a Camillo Benso Cavour. Tito čtyři muži jsou dnes v Itálii nazýváni "čtyři otcové vlasti". Politické i vojenské kampaně (jako druhá italská válka za nezávislost z roku 1859 nebo expedice tisíce roku 1860) vedly k postupnému sjednocení země, pod vládou Viktora Emanuela. Garibaldi obětoval nakonec republikánské ideje a na slavném setkání v Teanu roku 1860 uvítal Viktora Emanuela jako krále Itálie. Italské království bylo vyhlášeno 17. března 1861. Nový stát ovšem zpočátku nezískal území Říma, proto byla jeho hlavním městem Florencie. Díky spojení s Pruskem se Itálii podařilo během rakousko-italské války roku 1866 dobýt rakouské Benátsko. Roku 1870 konečně dobyla i Řím a Papežský stát. Řím byl prohlášen vzápětí novým hlavním městem.

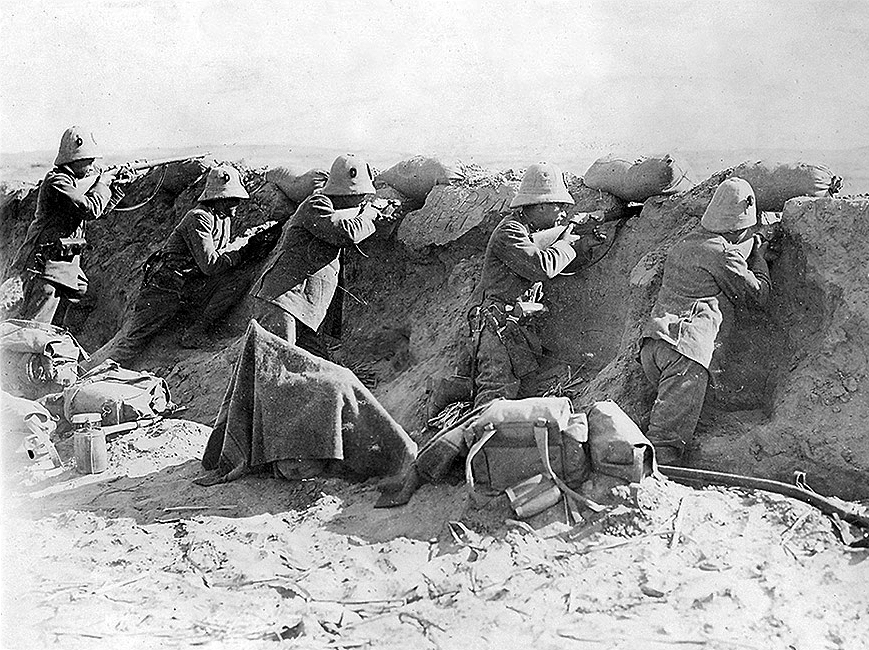
Italsko-turecká válka o Libyi

Nový stát byl zmítán značnými rozpory. Sardinské zákonodárství, které bylo v novém státě, vzhledem ke králi, aplikováno, bylo poměrně konzervativní a vylučovalo z politiky nemajetné, zatímco politické elity, zejména na severu, byly poměrně liberální, ba radikální. Velkým problémem (existujícím dodnes) byl rozpor industrializovaného a rozvinutého severu a zaostalého jihu, který byl ovládán archaickými klanovými vazbami, v nichž se dařilo zločinu (mafie), korupci a klientelismu. Klíčovou politickou osobností konce 19. století a začátku 20. století byl liberál Giovanni Giolitti, který prosadil mnoho modernizačních projektů. Všeobecné volební právo (pro muže) bylo ale zavedeno až roku 1913.
Itálie se také snažila vyrovnat svým konkurentům založením vlastní koloniální říše a vpadla na území dnešního Somálska a Eritreje a roku 1911 po vítězství v italsko-turecké válce obsadila Libyi a některé řecké ostrovy (Dodekany).

### Od 1914 po současnost

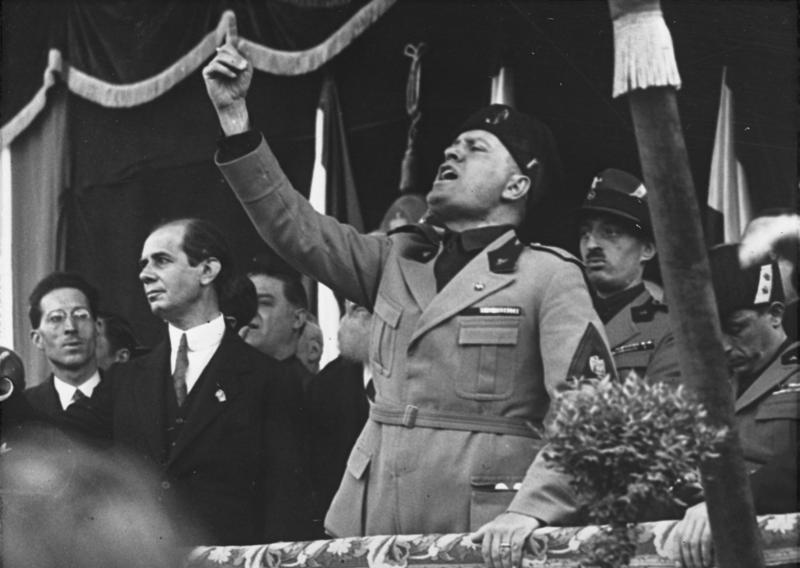
Benito Mussolini řeční (1930)

Do první světové války vstupovala Itálie jako člen Trojspolku, tedy na straně Německa a Rakousko-Uherska. Roku 1915 ale přeběhla na stranu Trojdohody, od čehož si slibovala územní zisky na úkor Rakouska na Balkáně. Italové skutečně porazili rakouskou armádu na italské frontě (za cenu 650 000 padlých vojáků a stejného počtu mrtvých civilistů). Za toto krvavé vítězství se však nacionalisté po válce od spojenců necítili dostatečně odměněni. To hrálo do karet nové síle, italským fašistům vedeným Benitem Mussolinim. Druhý motor, který získali, byl strach středních vrstev z poválečného vzestupu radikální levice toužící po sovětizaci země dle ruského vzoru. Výsledkem bylo, že ač puč, který zprvu malá Mussoliniho strana roku 1922 provedla (Pochod na Řím), nebyl úspěšný, král Viktor Emanuel III. Mussoliniho stejně raději jmenoval premiérem. Během příštích několika let Mussolini zakázal všechny politické strany a vytvořil diktaturu. Inspiroval tím podobné diktatury a hnutí – německé nacisty a španělské frankisty.

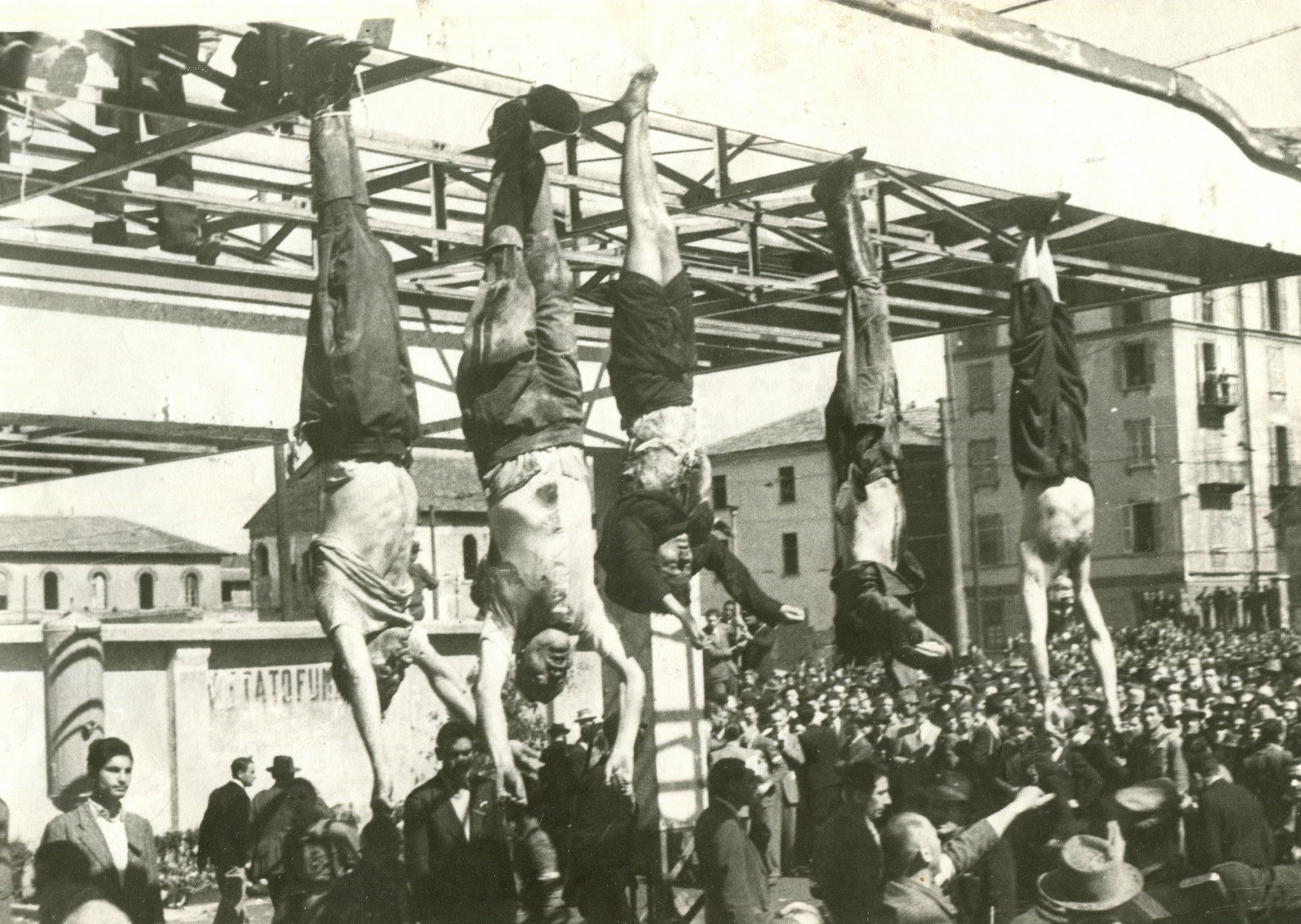
Mussolini a spol. popravení partyzány

Roku 1936 po vítězství v druhé italsko-etiopské válce Mussoliniho Italská říše obsadila Habeš (Etiopii), poté vojensky podpořila Francisca Franca ve španělské občanské válce a roku 1939 anektovala Albánii. Mussolini vytvořil alianci s nacistickým Německem a Japonskem zvanou Osa Berlín–Řím–Tokio a jako její součást vstoupil roku 1940 do druhé světové války. V ní však italská vojska utrpěla drtivé a potupné porážky, jak v Africe, tak na východní frontě. V červenci 1943 se na Sicílii vylodili Spojenci. Král Viktor Emanuel III. nechal Mussoliniho vzápětí zatknout a jeho režim se zhroutil. 8. září král podepsal příměří se Spojenci. Nicméně Němci provedli do severní a střední Itálie invazi, během níž vysvobodili i Mussoliniho ze zajetí. Postavili ho do čela loutkového státu, jejž na severu Itálie zřídili, a jež je nazýván obvykle republika Saló (oficiálně Italská sociální republika). Italská armáda věrná králi se postavila na stranu Spojenců, její část věrná Mussolinimu na stranu Němců, navíc na území republiky Saló vzniklo mohutné partyzánské hnutí bojující proti fašistům (Resistenza). Právě partyzáni nakonec Mussoliniho dopadli a popravili. Německé síly v Itálii se vzdaly 29. dubna 1945. Válka stála Itálii půl milionu životů.

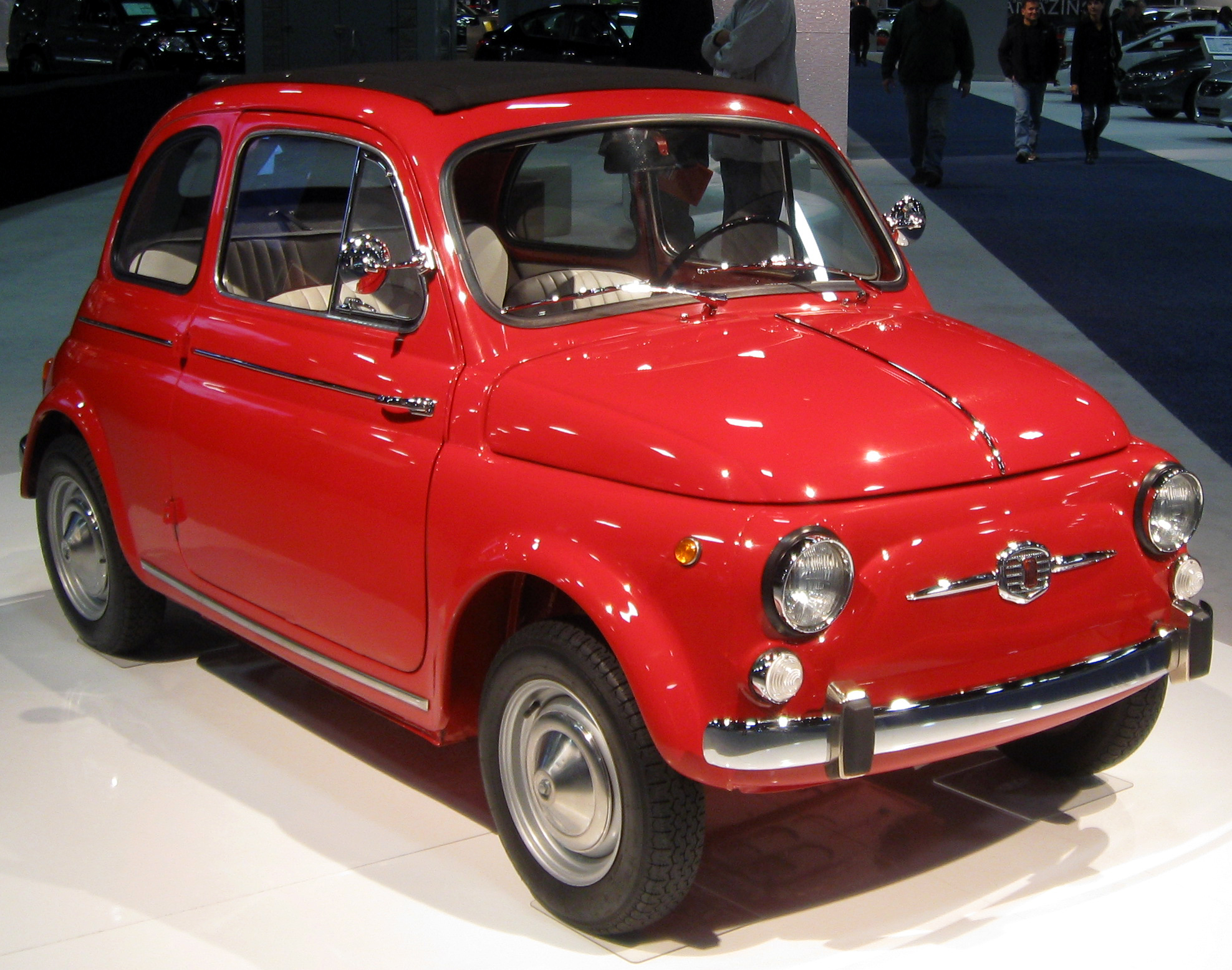
Fiat 500, symbol italského hospodářského zázraku 50. a 60. let 20. století

Mírová smlouva posléze Itálii vzala koloniální území a i některé oblasti v Evropě na úkor Jugoslávie. Přestože si král svým postupem z roku 1943 zachránil reputaci, Italové se v referendu z roku 1946 rozhodli pro republiku. Bylo to také první lidové hlasování v italské historii, jehož se zúčastnily ženy. Ačkoli bylo po válce v Itálii velmi silné komunistické hnutí a čekalo se, že se Itálie stane součástí sovětského bloku, volby v roce 1948 vyhráli překvapivě křesťanští demokraté vedení Alcide De Gasperim. Itálie se tak v rámci studené války připojila k západnímu bloku, vstoupila do NATO a přijala americký Marshallův plán. Ten jí pomohl postavit na nohy ekonomiku, a to až tak, že se o 50. a 60. letech 20. století začalo hovořit jako o italském hospodářském zázraku.

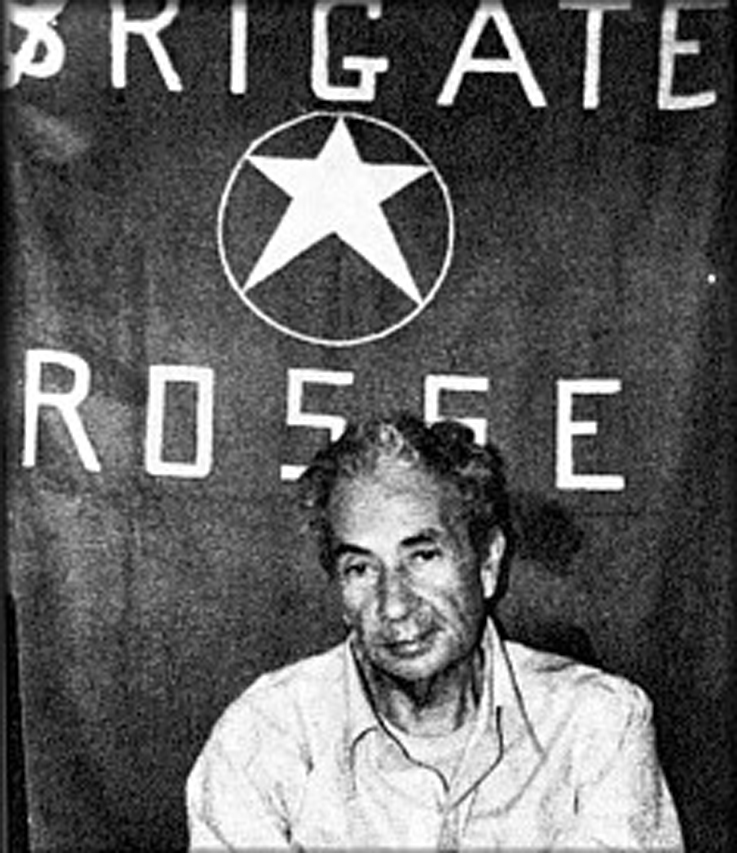
Unesený Aldo Moro

Od konce 60. let však přišly problémy – ekonomická krize, rostoucí zadlužení, rychle slábnoucí měna, mohutný nástup politického radikalismu, který v 70. letech přerostl v terorismus skupin jako byly levicové Rudé brigády, ale i některých neofašistických skupin. 70. a 80. léta jsou kvůli tomu nazývána "olověná". Obětí rudých teroristů se stal dokonce i jeden z premiérů – Aldo Moro. Hlavu také zdvihla znovu mafie. Na mezinárodním poli se Itálie stala velkým podporovatelem evropské integrace.
Ač byl italský politický systém zdánlivě nestabilní (střídání vlád se stalo pověstným, v letech 1945–1993 se jich vystřídalo 52), ve skutečnosti mu 40 poválečných let dominovaly dvě politické síly – křesťanští demokraté a socialisté. Tato relativní rovnováha se zhroutila na začátku 90. let, kdy propukla série korupčních skandálů, které odhalila akce Čisté ruce (Mani Pulite). To otevřelo prostor novým silám. Na pravici ho využil zejména miliardář a mediální podnikatel Silvio Berlusconi se svojí stranou Forza Italia. Jeho oslabení ovšem nevedlo k obnově tradičních stran, ale dalo zrodit novým politickým hnutím (Hnutí pěti hvězd) či vedlo ke vzestupu starších, v minulosti celostátně neúspěšných (Liga severu, již pozdvihl Matteo Salvini). Tato hnutí, označovaná obvykle za populistická, posílená evropskou migrační krizí, se v roce 2018 chopila vlády. Podobné síly (strana Bratři Itálie) sestavily vládu i v roce 2022.

## Státní symboly

### Vlajka
Italská vlajka je tvořena listem o poměru stran 2:3 se třemi svislými pruhy v barvě zelené, bílé a červené.

### Znak
Italský státní znak je emblém, který tvoří červeně lemovaná bílá pěticípá hvězda položená do středu šedého ozubeného kola. Po stranách jsou olivová a dubová ratolest. Ty jsou dole převázány červenou stuhou nesoucí nápis REPVBBLICA ITALIANA (česky Italská republika).

### Hymna
Italská hymna je píseň Fratelli d'Italia (česky Bratři Itálie). Slova hymny napsal italský básník Goffredo Mameli, hudbu složil Michele Novaro.

## Geografie

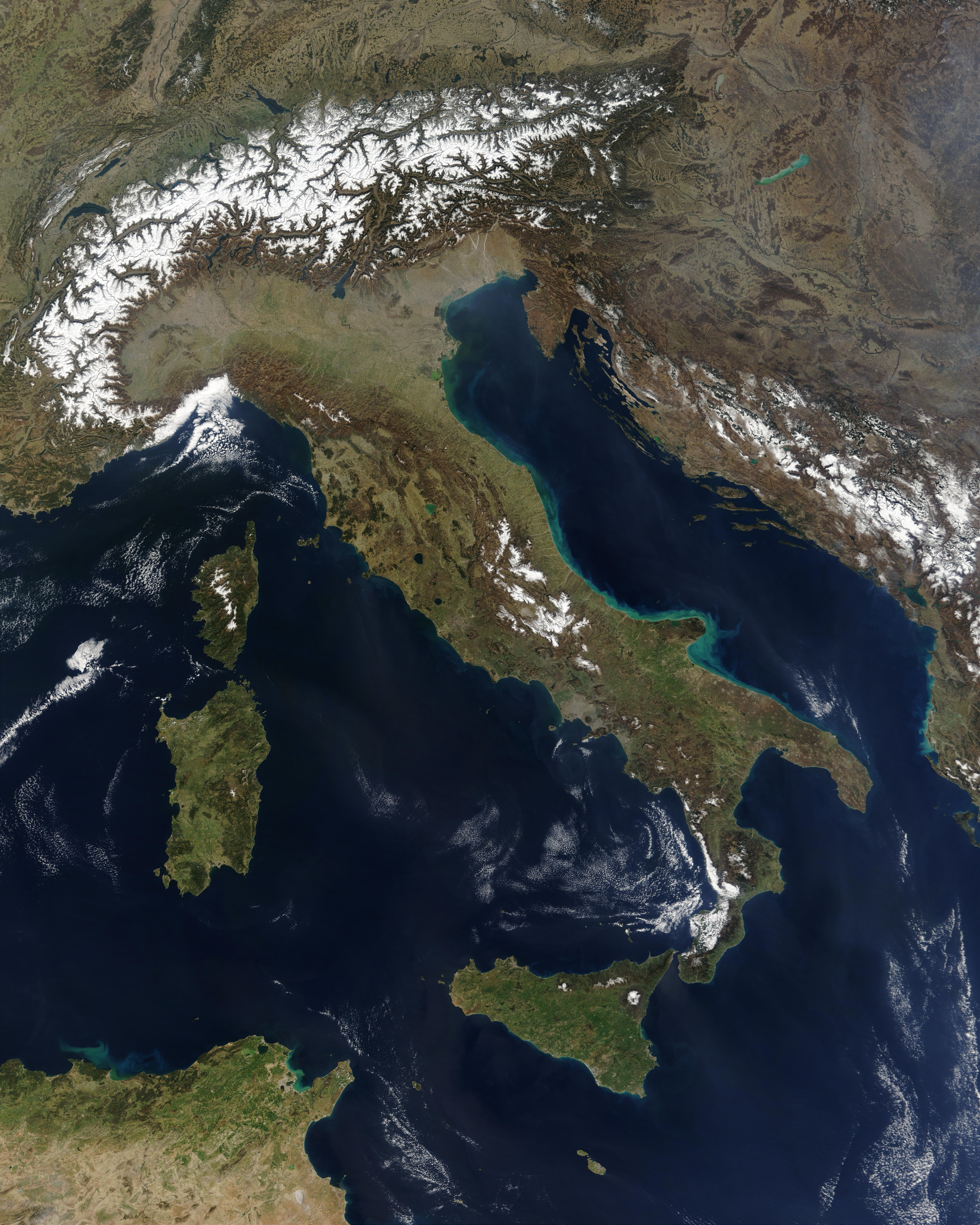
Satelitní snímek Itálie

Pobřeží je na západě členité se zálivy, na východě ploché. Celková délka pobřeží je asi 7600 km. Povrch převážně hornatý. Dominují Západní a Východní Alpy, na severu přesahující 4000 m n. m. včetně nejvyšší hory Mont Blanc 4808 m n. m.(Monte Bianco). V nich jsou častá jezera (Gardské, Lago Maggiore, Comské jezero) vzniklá ústupem pleistocenních ledovců. Celý Apeninský a Kalabrijský poloostrov (Calabria) a největší středomořský ostrov Sicílii (Sicilia) vyplňuje pohoří Apeniny dosahující téměř 3000 m n. m. Pásmo Apenin je seismicky velmi aktivní. Častá jsou zemětřesení a erupce sopek Vesuv (Vesuvio), Etna (nejvyšší činná sopka Evropy, 3403 m n. m.) a sopek v souostroví Lipari. Hospodářsky významná je Pádská nížina v okolí řeky Pád (Po). Druhým největším ostrovem Středozemního moře je Sardinie (Sardegna).
Itálie je obklopená mořem a má poloostrovní charakter. Středozemní moře (původně Mare Nostrum, naše moře, jak mu říkali Římané) je z historických důvodů rozděleno na čtyři části: Jaderské moře, Tyrhénské moře, Jónské moře a Ligurské moře. Na západ od Sardinie se nachází Sardské moře (Mar di Sardegna) a na jih od Sicílie Sicilský kanál (Canale di Sicilia) a Maltézský kanál (Canale di Malta). Sicílii od Kalábrie odděluje Messinská úžina (Stretto di Messina) a od Afriky Sicilský kanál.

### Seznam geografických útvarů

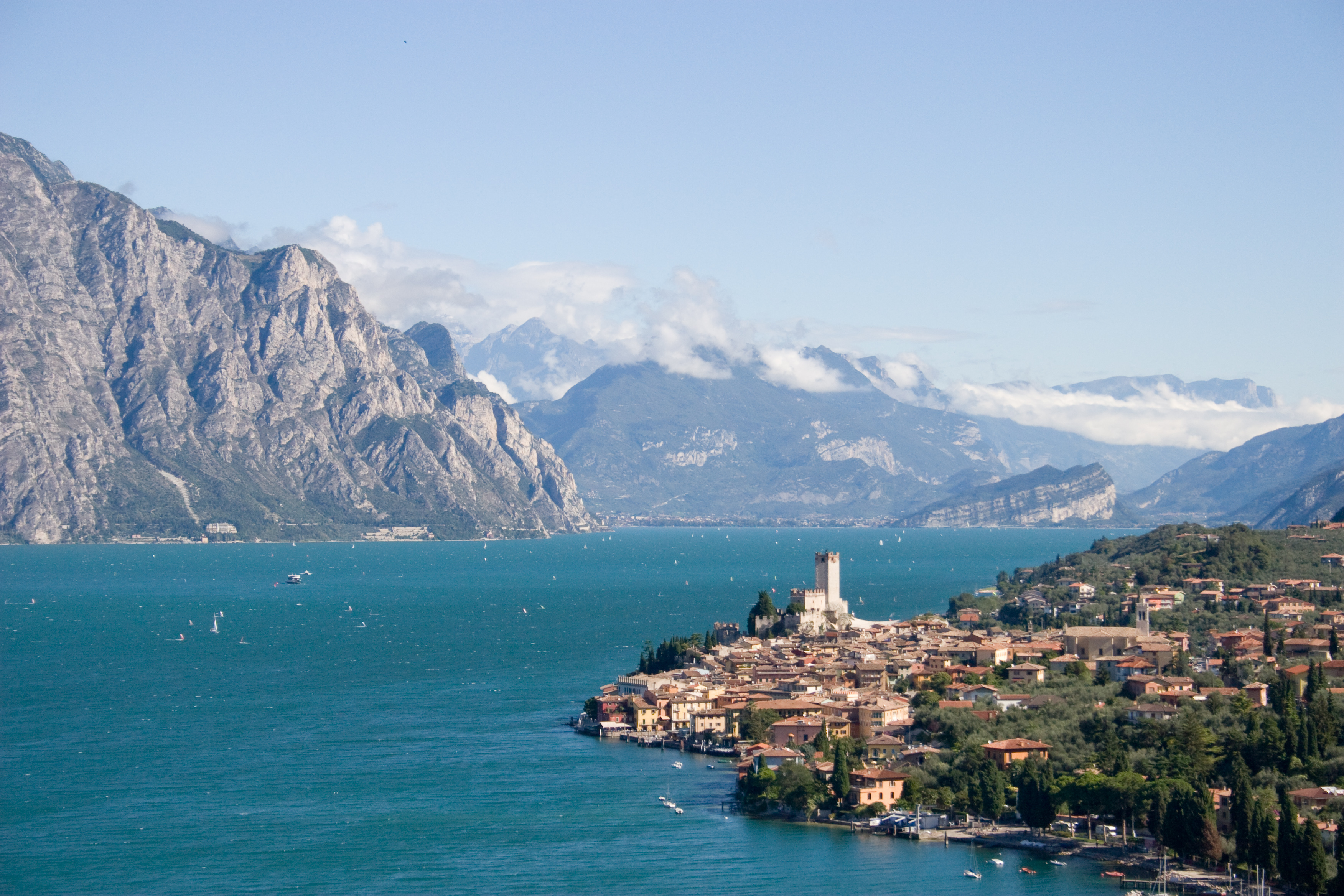
Gardské jezero v severní Itálii

- moře: Ligurské moře, Tyrhénské moře, Středozemní moře, Jónské moře, Jaderské moře
- zálivy: Janovský záliv, Gaetský záliv, Salernský záliv, Tarentský záliv, Benátský záliv
- průlivy: Messinský průliv, Otrantský průliv, Bonifácký průliv
- ostrovy: Sicílie, Sardinie, Elba,
- souostroví: Toskánské souostroví (Arcipelago Toscano), Kampánské souostroví (Arcipelago Campano), Eolské ostrovy (Isole Eolie), Tremitské ostrovy (Isole Tremiti), Isole Pelagie, Isole Egadi
- poloostrovy: Apeninský poloostrov, Salentina, Kalabrijský poloostrov, Gargano
- pohoří: Apeniny, Alpy, Dolomity
- jezera: Gardské jezero (Lago di Garda), Como, Lago Maggiore, Trasimenské jezero
- řeky: Pád, Adiže (Adige), Tibera (Tevere), Arno, Piave, Ofanto, Sineto
- sopky: Etna, Vesuv (Vesuvio), Stromboli

### Podnebí
Alpy leží v mírném pásu s rozdíly mezi vrcholy hor a údolími. Pádská nížina má chladný vnitrozemský charakter. Zbytek území leží v Středozemním klima s typickým horkým suchým létem a mírnou zimou bohatou na srážky.

## Politický systém

### Parlamentní demokracie

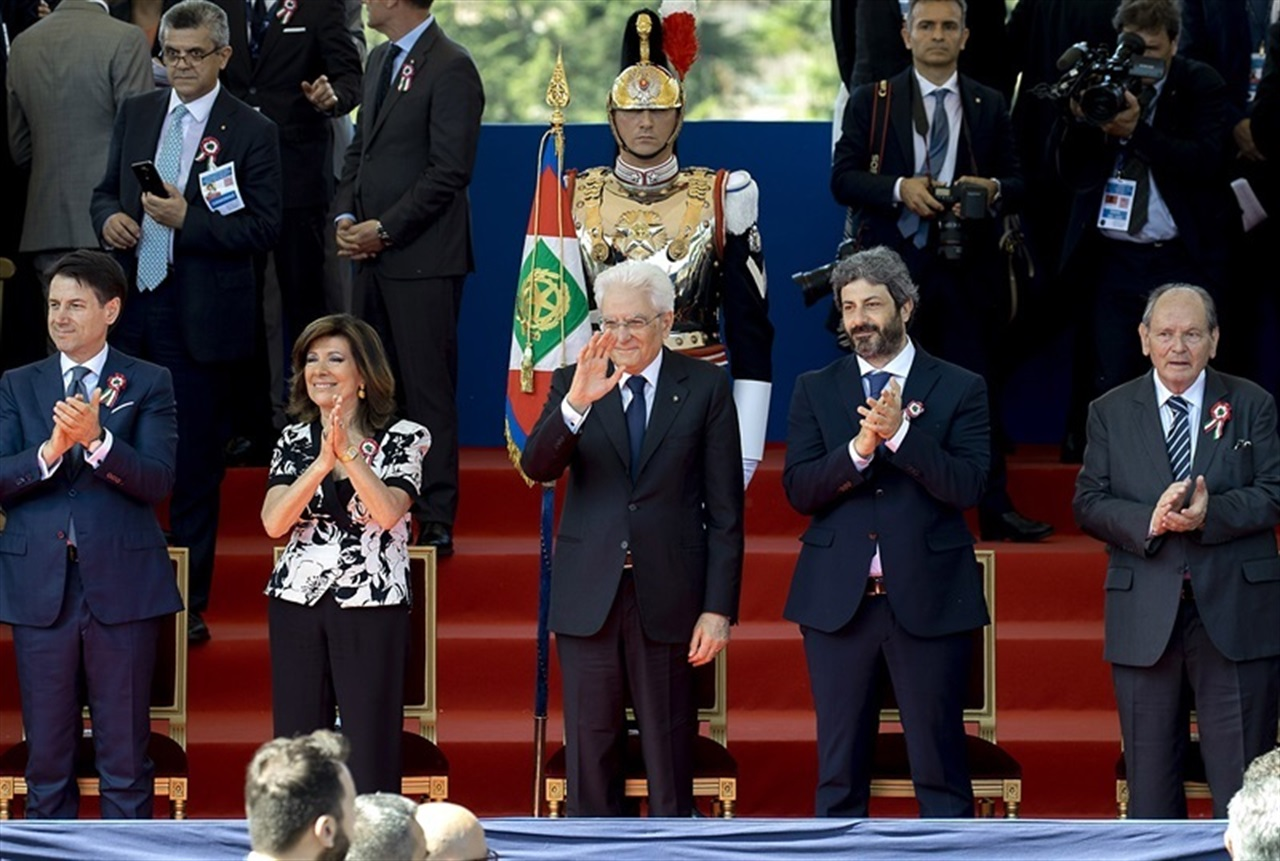
Pětice nejvyšších představitelů Italské republiky, 2. června 2018. Zleva: premiér Giuseppe Conte, předsedkyně Senátu Elisabetta Casellati, prezident Sergio Mattarella, předseda Parlamentu Roberto Fico a předseda Ústavního soudu Giorgio Lattanzi.

Italská republika je parlamentní demokracií. Prezident republiky je volen nepřímo oběma komorami parlamentu. Předseda vlády a vláda jako celek se zodpovídají oběma parlamentním komorám, Poslanecké sněmovně a Senátu republiky.
Nejvyšší instituce Italské republiky mají svá sídla v reprezentativních římských palácích (palazzi).

#### Italský prezident
Mezi pravomoci prezidenta Italské republiky patří, že může rozpustit jak horní tak dolní komoru italského parlamentu před uplynutím volebního období, pokud není žádná vláda schopna získat důvěru. Všechny legislativní kroky prezidenta musí kontrasignovat premiér.
Současným italským prezidentem je Sergio Mattarella. Jeho sídlem je Kvirinálský palác (Palazzo del Quirinale).

#### Senát republiky
Senát republiky (italsky: Senato della Repubblica) je horní komora Parlamentu Itálie (Parlamento della Repubblica Italiana). Sestává z 315 křesel pro zvolené senátory, nepočítaje doživotně jmenované politiky. 309 křesel se rozděluje podle výsledků regionálních voleb. Funkční období je pětileté. V ústavním systému Itálie je postavení Senátu rovnocenné dolní komoře, kterou je Poslanecká sněmovna, což je výjimečné v politických systémech demokratických států. Vláda musí o vyslovení důvěry požádat obě komory, jedná se o příklad tzv. dokonalého bikameralismu. Volby se do obou zastupitelských sborů uskutečňují současně. Naposledy tomu bylo 4. března 2018.
Ve své současné podobě byl Senát založen 8. května 1948. Existoval však již v Italském království pod názvem Senato del Regno (Senát království).
Sídlem Senátu je Palazzo Madama v Římě na Piazza Madama 11. Současnou předsedkyní Senátu je 71letá Elisabetta Caselatti (Forza Italia), která byla do tohoto druhého nejvyššího úřadu v Itálii zvolena 24. března 2018. Jejím předchůdcem byl Pietro Grasso ze strany Svobodní a rovní. Předseda Senátu v případě uvolnění úřadu prezidenta republiky zastává jeho funkci.

#### Poslanecká sněmovna

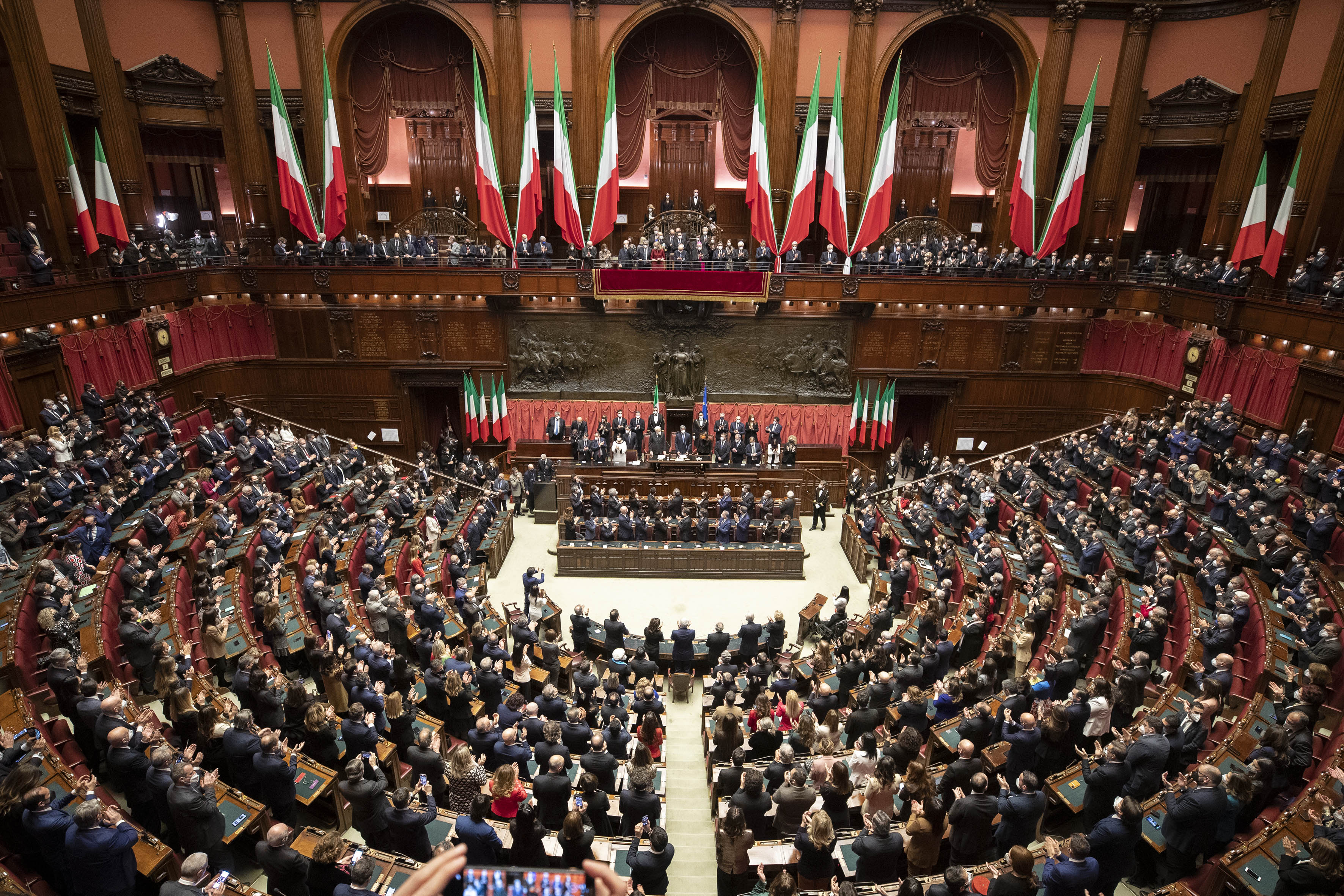
Zasedací sál Poslanecké sněmovny

Poslanecká sněmovna (italsky: Camera dei Deputati) je dolní komora italského parlamentu, sestávající ze 630 poslaneckých mandátů. Funkční období je pětileté. V ústavním systému země je její postavení rovnocenné s horní komorou, kterou je Senát republiky. Volby do obou zastupitelských sborů se uskutečňují současně. Naposledy tomu bylo 4. března 2018.
Sídlem Sněmovny je Palazzo Montecitorio v Římě. Současným předsedou dolní komory je 43letý Roberto Fico, politik Hnutí pěti hvězd, který byl do této funkce zvolen 24. března 2018. Jeho předchůdkyní byla Laura Boldriniová ze strany Levice Ekologie Svoboda.

#### Premiér a Vláda Italské republiky
Specifikou italského politického systému je, že předsedy vláda má omezenou možnost odvolat ministra z vlády. Může vyvíjet jen neformální tlak na jeho rezignaci. V minulosti kvůli tomu nezřídka premiéři podali demisi, aby je mohl prezident znovu jmenovat a oni mohli sestavit novou vládu bez ministrů, které již v kabinetu nechtěli mít. Byla to jedna z příčin rychlého střídání italských vlád. Záludnost tohoto systému ale spočívá v tom, že po demisi premiéra dostává značný prostor prezident, který může odmítnout stávajícího premiéra jmenovat znovu, zvláště je-li naladěn protivládně. Tato hrozba se omezuje tím, že prezident je volen parlamentem a nikoli přímo, bývá tedy, zejména zpočátku, spjat s vládnoucí politickou garniturou, avšak na druhou stranu je jeho mandát delší než parlamentní, sedmiletý, takže se po čase nezřídka otevírá prostor pro fázi střetávání prezidenta s vládou. 
Současnou předsedkyní italské vlády je Giorgia Meloniová. Sídlem předsedy vlády je od roku 1961 Palazzo Chigi.

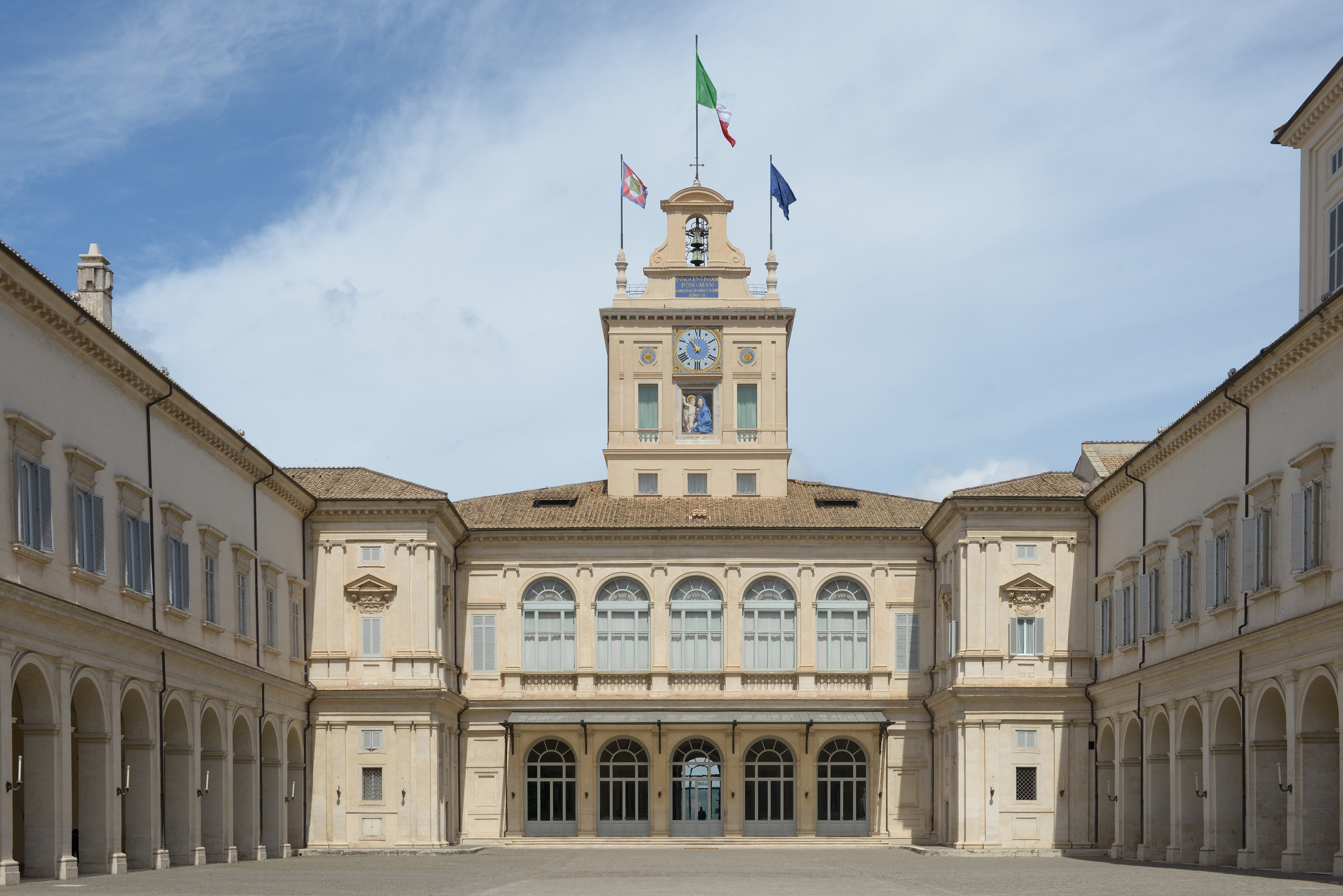
Palazzo del Quirinale, sídlo prezidenta Italské republiky (vnitřní dvůr)
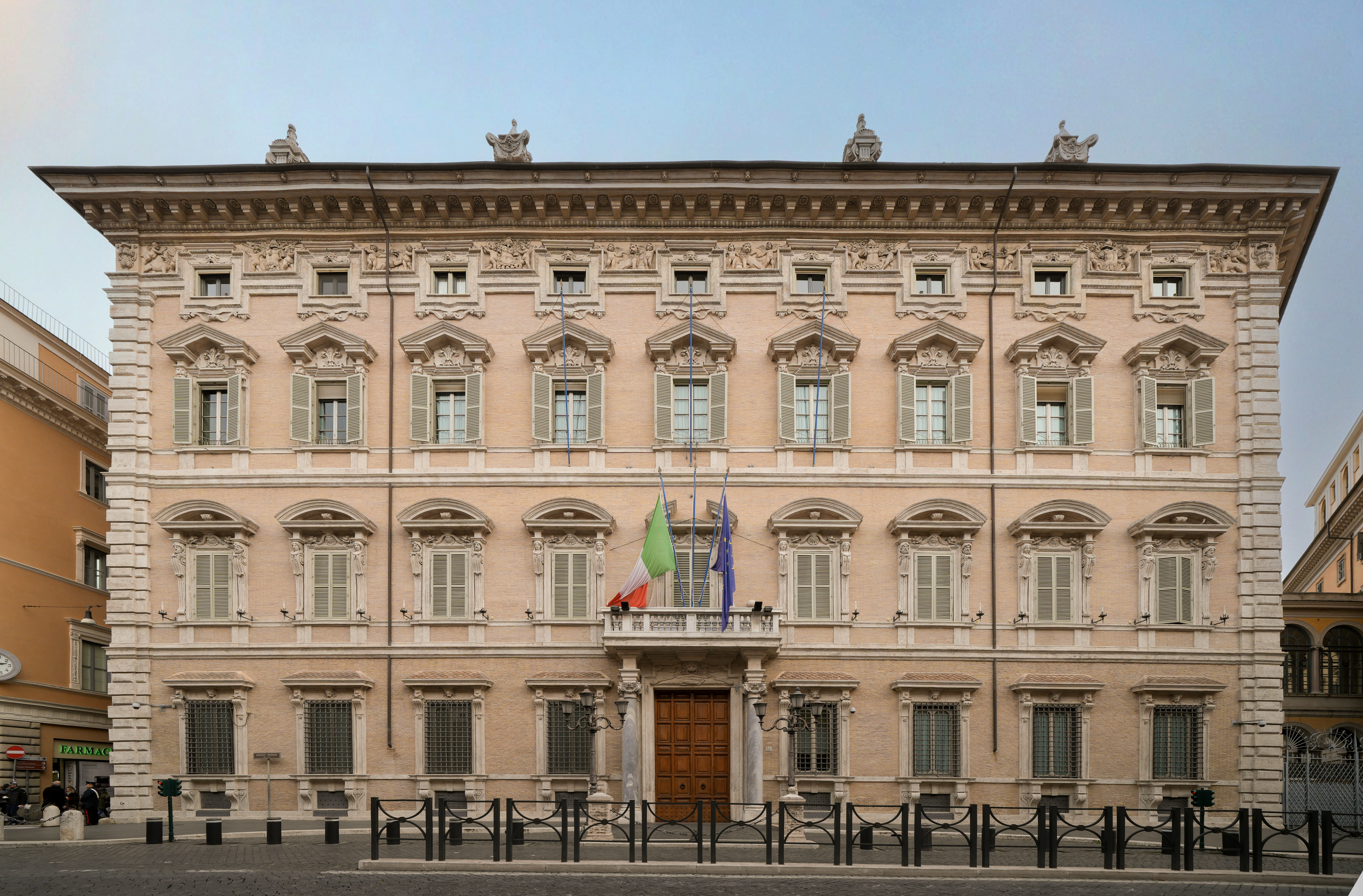
Palazzo Madama, sídlo Senátu republiky
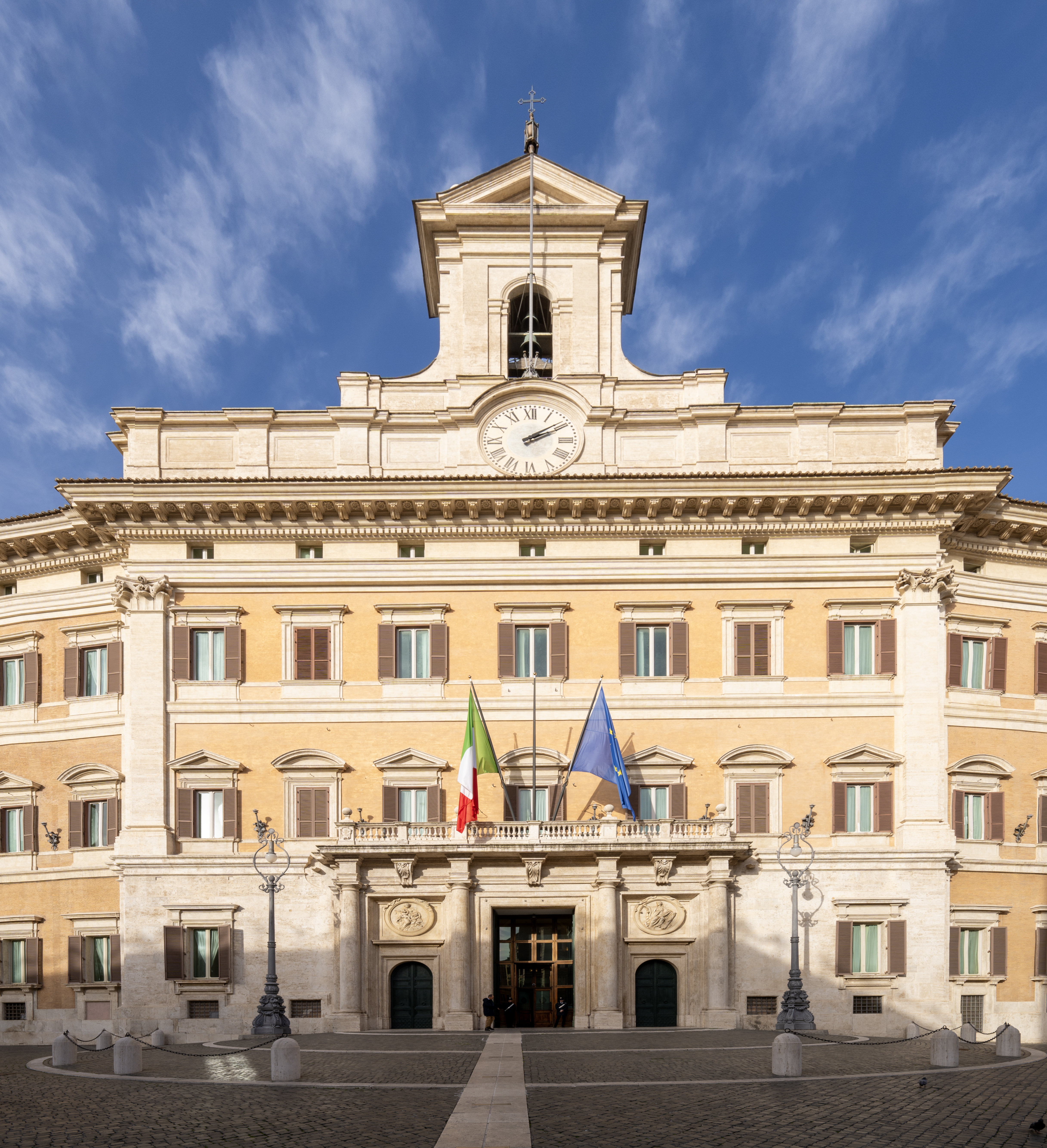
Palazzo Montecitorio, sídlo Poslanecké sněmovny
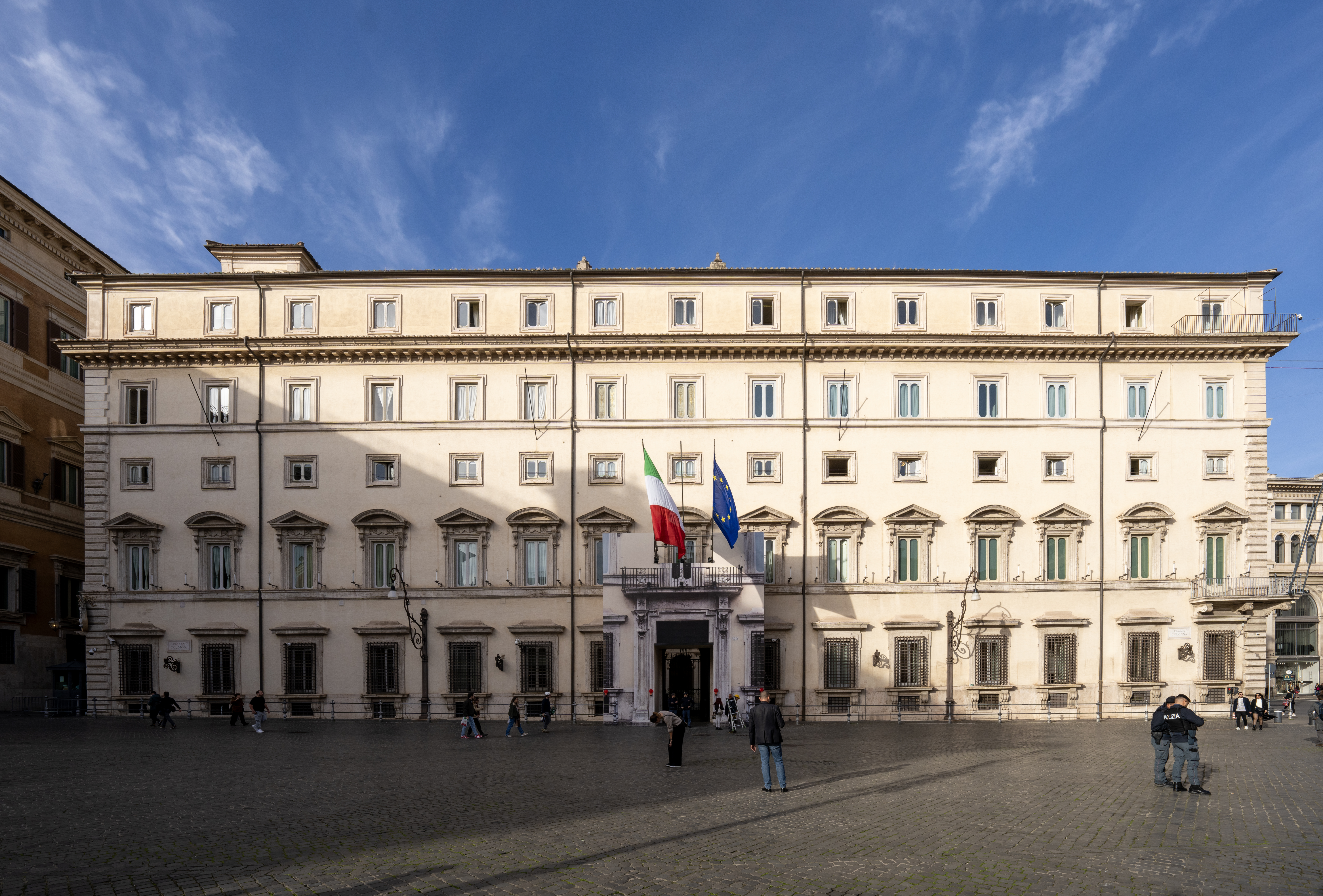
Palazzo Chigi na Via del Corso, sídlo předsedy vlády

### Parlamentní volby a vládní krize 2018

#### Parlamentní volby
Výsledky parlamentních voleb dne 4. března 2018 zásadním způsobem změnily rozložení politických sil v Itálii. V rámci dějin Italské republiky to není nijak nový jev. Ve volbách do dolní komory, Poslanecké sněmovny (Camera dei deputati), dosáhlo velkého úspěchu doposud opoziční Hnutí pěti hvězd (Movimento Cinque Stelle, M5S), které získalo 32,6 % hlasů (+ 6,8 % oproti volbám roku 2017). Toto hnutí založené komikem Beppem Grillem se tak stalo nejsilnější samostatnou politickou stranou země. Co se týče přírůstku hlasů oproti minulým volbám ji však předstihla Liga severu (Lega Nord) se ziskem 17,4 % hlasů (+ 13,3 %). K této straně se přiklonila velká část voličů z ekonomicky silných severních oblastí Itálie. Liga severu je ovšem součástí středopravicové koalice, v němž jako druhá velká formace figuruje Forza Italia vedená bývalým předsedou vlády Silviem Berlusconim. Tato strana naopak ztratila velkou část svých bývalých voličů; hlasovalo pro ni 14,0 % účastníků voleb (- 7,5 %). Na středopravou koalici čtyř stran připadlo celkově 37,0 % hlasů. Jak se posléze ukázalo, byla tato koalice politicky značně nesourodá a při vytváření vlády se rozpadla. Dosavadní vládní uskupení pod vedením Demokratické strany (Partito Democratico, PD) bývalého předsedy vlády Mattea Renziho naopak utrpělo značné ztráty. Připadlo na ně jen 22,9 % hlasů. Samotná strana PD získala 18,7 % hlasů (- 6,8 %). Sám Renzi poté odstoupil z funkce předsedy strany.
Za politickým vzestupem a volebními výsledky Hnutí pěti hvězd stojí 42letý milánský mediální podnikatel Davide Casaleggio, který vlastní internetovou firmu Casaleggio Associati. Tuto firmu a vliv na M5S zdědil po svém otci Gianrobertovi Casaleggiovi, který zemřel v roce 2016 ve věku 61 let. Casaleggio senior byl spřátelen s formálním zakladatelem M5S Beppem Grillem, kterému dopomohl k úspěšnému vytvoření jeho velmi vyhledávaného blogu. Grillo se mezitím stáhl z každodenní práce v hnutí a přenechal vůdčí pozici tehdy 31letému Luigimu Di Maio z Neapole. Davide Casaleggio založil po smrti svého otce nadaci, provozující internetový portál „Rousseau“ (pojmenovaný po Jeanu-Jacquesovi Rousseauovi, velkém francouzském filosofovi 18. století). Tento portál je nejdůležitějším nástrojem politické práce Hnutí pěti hvězd.

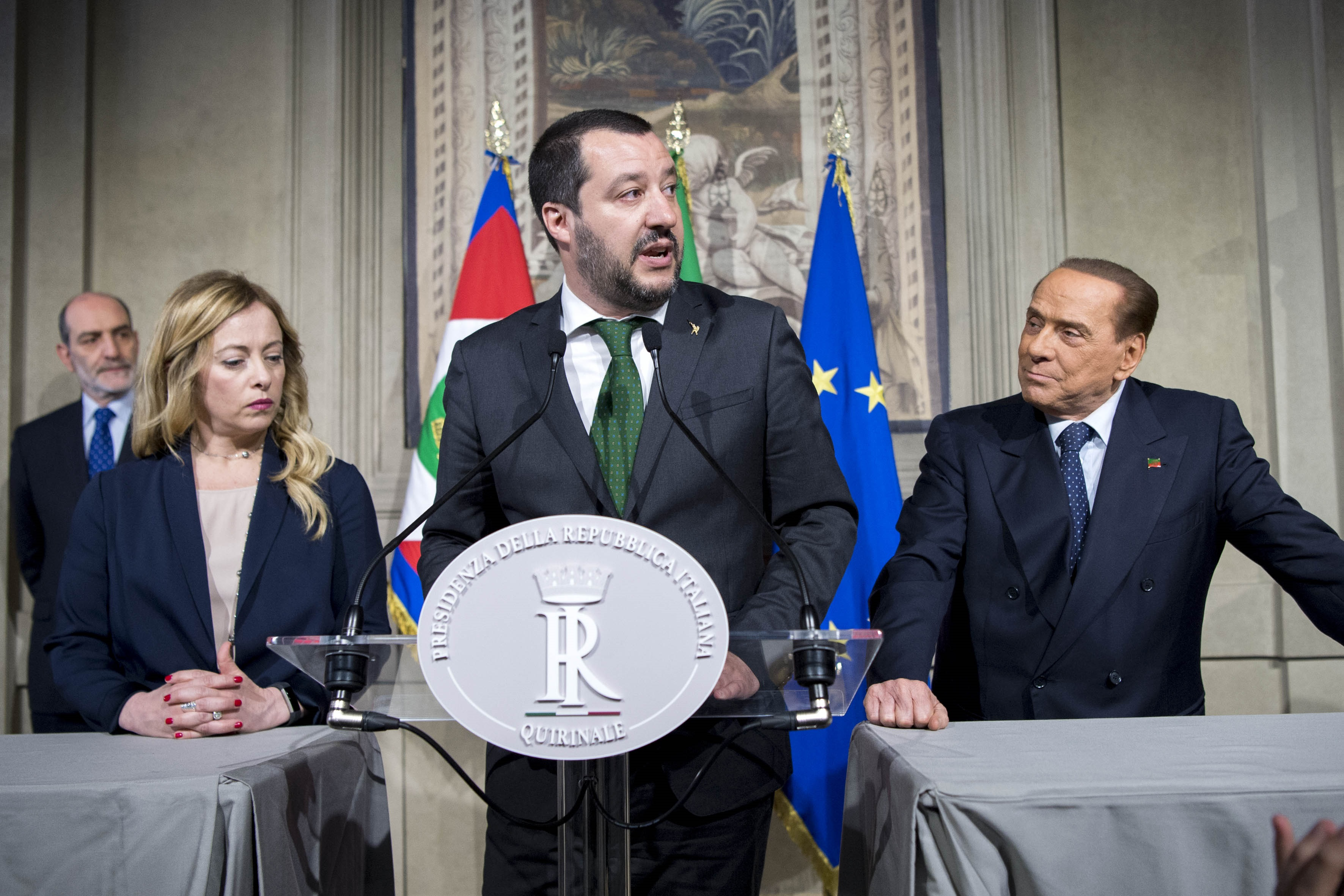
Giorgia Meloniová, Matteo Salvini a Silvio Berlusconi v Palazzo del Quirinale 12. dubna 2018

Po volbách se očekávalo obtížné a déletrvající sestavování nové italské vlády. O funkci premiéra se zprvu ucházeli jak volební lídr M5S Luigi Di Maio, tak předseda Ligy Severu, 45letý Matteo Salvini. Jak však uvedl jeden z vedoucích činitelů Hnutí pěti hvězd, Riccardo Fraccaro, „nebude nikdo schopen vládnout bez M5S“.
Matteo Salvini vedl volební kampaň Ligy Severu pod heslem „Italové napřed“, tedy ve znamení odporu proti masovému přistěhovalectví, hlavně ze zemí Afriky na člunech přes Středozemní moře. Tím se dokonce postavil proti benevolentnímu přístupu biskupů římskokatolické církve a samotného papeže Františka k tomuto pro obyvatelstvo Itálie palčivému problému. Postoj katolické církve je podle německého deníku Frankfurter Allgemeine Zeitung totiž takový, že je podle ní každý Ital, který by chtěl i jen uvažovat o navrácení „stovek tisíců ilegálních hospodářských migrantů“ do zemí jejich původu a o lepším zabezpečení italských státních hranic, vytlačován na okraj nebo již zcela mimo křesťanství. Salvini takto získal tolik hlasů i v oblastech daleko na jih od původního územního ohraničení působnosti Legy Nord, že její podíl na odevzdaných hlasech vzrostl proti parlamentním volbám v roce 2013 na čtyřnásobek. Po úspěchu ve volbách dostal Salvini příslib od Silvia Berlusconiho, že jej Forza Italia bude při jeho snaze získat křeslo předsedy vlády podporovat. Výsledek Berlusconiho strany byl totiž natolik neuspokojivý, že v rozporu s předvolebními prognózami skončila dokonce až za Ligou Severu.
Souběžně s volbami do Poslanecké sněmovny se konaly volby do Senátu republiky (Senato della Repubblica). Výsledky těchto voleb se nijak podstatně neliší od výsledků voleb do dolní komory parlamentu. Jsou následující:
- Hnutí pěti hvězd (32,1 % hlasů)
- Demokratická strana (19,1 %)
- Liga severu (17,7 %)
- Forza Italia (14,5 %)
- Bratři Itálie (4,3 %)
- Svobodní a rovní (3,3 %)
- Více Evropy (2,4 %)
- My s Itálií – Unie středu (1,2 %)[78]

#### Vládní krize a její rozuzlení
Vítězové parlamentních voleb ze dne 4. března 2018, Hnutí pěti hvězd a Liga severu, dlouho vyjednávali o možné koalici a jejím programu. Možnost jejich koalice byla dána teprve poté, co se Silvio Berlusconi a jeho Forza Italia pod dojmem odklonu Salviniho od jejich původního spojenectví vzdali jakékoliv účasti na vládě, která by vzešla z rozhovorů mezi oběma silnými uskupeními. Tím se otevřela cesta pro požadavek Pěti hvězd, aby hnutí stanovilo kandidáta na místo předsedy vlády, kterým se stal profesor práv z Florencie Giuseppe Conte. 23. května 2018 jej do této funkce jmenoval prezident Italské republiky Sergio Mattarella.
Lídr Pěti hvězd Luigi Di Maio si ve vznikající Conteho vládě pro sebe vyhradil post ministra práce a sociální politiky a další rezort, ministerstvo pro hospodářský rozvoj. Matteo Salvini z Ligy severu si vyžádal vlivné ministerstvo vnitra, aby mohl na tomto místě zostřit imigrační politiku. Obě strany se dohodly na společném politickém programu, který mj. obsahoval silnou kritiku politicko-hospodářských poměrů v Evropské unii. Tyto plány byly jen dočasně zastaveny prezidentem Mattarellou, který využil svého ústavou daného práva a odmítl jmenovat ministrem financí a hospodářství silně euroskeptického 81letého ekonoma Paola Savonu, kterého prosazoval Salvini. Bezprostředně poté vrátil Conte prezidentovi své pověření k sestavení nové vlády; obě potenciální vládní strany prezidentovo rozhodnutí ostře kritizovaly. Mattarella se však rozhodl pověřit sestavením vlády proevropského ekonoma a bývalého činitele Mezinárodního měnového fondu Carla Cottarelliho. Cottarelli však nezískal potřebný souhlas Poslanecké sněmovny.
Situace byla rozuzlena 31. května 2018, když prezident Mattarella opět pověřil Giuseppe Conteho sestavením vlády, a den nato jej jmenoval předsedou vlády. Vláda Giuseppe Conteho byla složená ze zástupců Hnutí pěti hvězd a Ligy severu. Luigi Di Maio se stal ministrem sociálních věcí a Matteo Salvini ministrem vnitra. Euroskeptický ekonom Paolo Savona byl v této vládě ministrem pro evropské záležitosti. Obě vládní strany, jak Hnutí pěti hvězd tak Liga severu, jsou považovány za populistické, s tím rozdílem, že Hnutí pěti hvězd je zaměřeno levicově, zatímco Liga severu je spíše pravicová. Jejich spojením vznikla podle německého novináře Matthiase Rüba první panpopulistická vláda v Evropské unii.

### Zahraniční politika

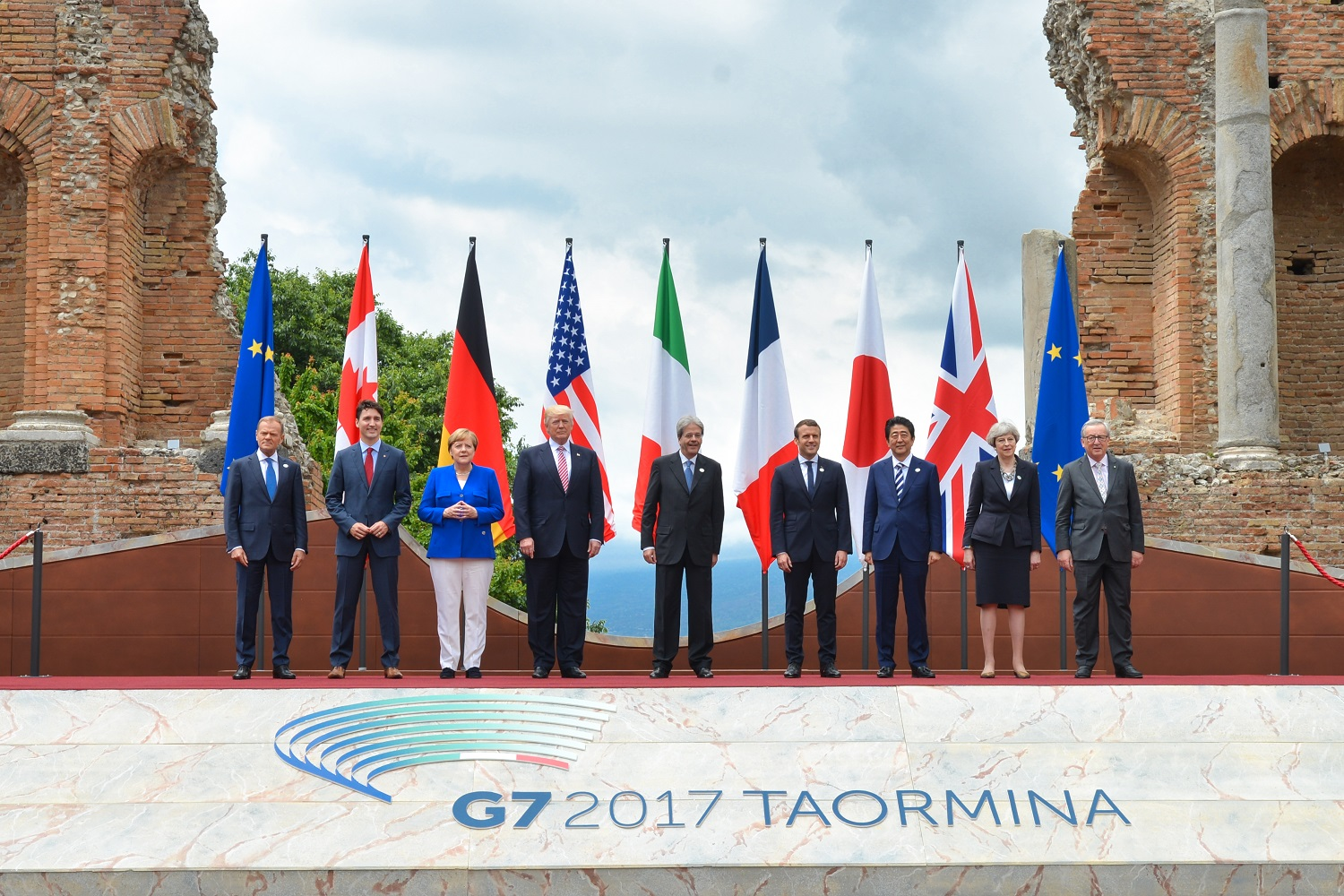
Představitelé G7 na 43. sjezdu G7, Taormina

Itálie je zakládajícím členem Evropského hospodářského společenství (EEC), dnes Evropské unie (EU) a NATO. Do OSN byla Itálie přijata v roce 1955 a je členem a silným zástupcem širokého spektra mezinárodních organizací, např. Organizace pro hospodářskou spolupráci a rozvoj (OECD), Všeobecné dohody o clech a obchodu/Světové obchodní organizace (GATT/WTO), Organizace pro bezpečnost a spolupráci v Evropě (OSCE), Rady Evropy a Středoevropské iniciativy. Mezi nedávné nebo nadcházející změny v rotujícím předsednictví mezinárodních organizací patří Organizace pro bezpečnost a spolupráci v Evropě v roce 2018, G7 v roce 2017 a od července do prosince 2014 Rada EU. Itálie je také opakujícím se nestálým členem Rady bezpečnosti OSN, naposledy v roce 2017.
Itálie silně podporuje mnohostrannou mezinárodní politiku, podporuje Organizaci spojených národů a její mezinárodní bezpečnostní aktivity. K roku 2013 bylo Itálií nasazeno 5 296 vojáků v zahraničí, kteří se podíleli na 33 misích OSN a NATO ve 25 zemích světa. Itálie vyslala jednotky na podporu mírových misí OSN v Somálsku, Mosambiku a Východním Timoru a poskytuje podporu operacím NATO a OSN v Bosně, Kosovu a Albánii. Od února 2003 vyslala Itálie více než 2 000 vojáků do Afghánistánu na podporu operace Trvalá svoboda (OEF).

### Ozbrojené síly

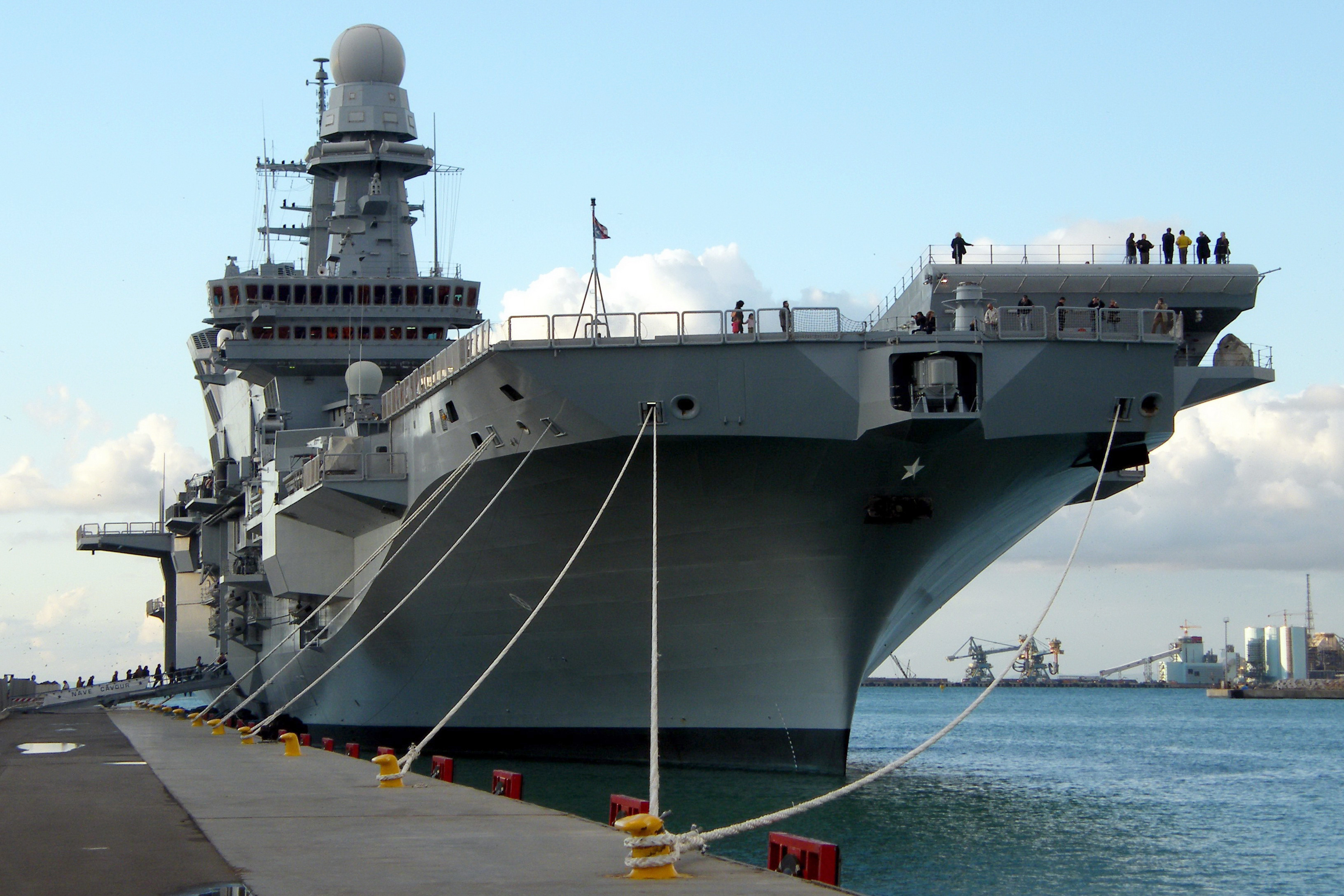
Letadlová loď MM Cavour

Italská armáda, námořnictvo, letectvo a karabiniéři společně tvoří Italské ozbrojené síly, pod vedením Nejvyšší rady obrany, které předsedá italský prezident. Od roku 2005 v Itálii neplatí branná povinnost. V roce 2010 bylo v aktivní službě ozbrojených sil 293 202 členů, ze kterých bylo 114 778 příslušníků jednotek Carabinieri. Celkové italské armádní výdaje se v roce 2010 umístily na desátém místě na světě a dosáhly výše 35,8 miliardy USD, což odpovídá 1,7% národního HDP. Jako součást strategie NATO pro sdílení jaderných zbraní se v Itálii nachází také 90 jaderných pum B61, které jsou umístěny na leteckých základnách Ghedi a Aviano.
Italská armáda je národní pozemní obrannou sílou, která měla v roce 2008 109 703 aktivních členů. Mezi její nejznámější vybavení patří bojové vozidlo pěchoty Dardo, stíhač tanků B1 Centauro a tank C1 Ariete. Mezi letadla patří bitevní vrtulník Mangusta, v posledních letech se účastnil misí EU, NATO a OSN. Armáda má také k dispozici velké množství obrněných vozidel Leopard 1 a M113.
Italské námořnictvo mělo v roce 2008 35 200 aktivních členů s 85 loděmi a 123 letadly. Jde o oceánské neboli širokomořské námořnictvo (angl. Blue-water navy, tj. schopné operovat po celém světě). V moderní době se jako člen EU a NATO, zúčastnilo mnoha mírových operací na celém světě.
V Italském letectvu v roce 2008 sloužilo 43 882 členů a provozovalo 585 letadel, z toho 219 bojových proudových letounů a 114 vrtulníků. Transportní síly zajišťuje 27 letounů C-130J a C-27J Spartan.
Autonomní sbory armády – Carabinieri – jsou italské četnictvo a vojenská policie.

### Administrativní rozdělení

Administrativní rozdělení

Území státu se člení na 20 krajů (regione), které představují správní jednotky nejvyšší úrovně. Ty se člení na 103 územně-správních celků druhé úrovně a dále na obce, které jsou seskupeny v oblasti pod jednu větší zvanou comune. Z toho má pět regionů autonomní status.
| Region                                            | Hlavní město        | Obyvatel (2011) |
| ------------------------------------------------- | ------------------- | --------------- |
| Abruzzo                                           | L'Aquila            | 1 303 335       |
| Apulie (Puglia)                                   | Bari                | 4 042 843       |
| Basilicata                                        | Potenza             | 576 420         |
| Benátsko (Veneto)                                 | Benátky (Venezia)   | 4 817 382       |
| Kampánie (Campania)                               | Neapol (Napoli)     | 5 753 564       |
| Emilia-Romagna                                    | Bologna             | 4 317 113       |
| Furlansko-Julské Benátsko (Friuli-Venezia Giulia) | Terst (Trieste)     | 1 208 411       |
| Kalábrie (Calabria)                               | Catanzaro           | 1 953 284       |
| Lazio                                             | Řím (Roma)          | 5 474 327       |
| Ligurie (Liguria)                                 | Janov (Genova)      | 1 560 180       |
| Lombardie (Lombardia)                             | Milán (Milano)      | 9 648 023       |
| Marche                                            | Ancona              | 1 534 536       |
| Molise                                            | Campobasso          | 312 530         |
| Piemont (Piemonte)                                | Turín (Torino)      | 4 330 669       |
| Sardinie (Sardegna)                               | Cagliari            | 1 633 414       |
| Sicílie (Sicilia)                                 | Palermo             | 4 986 669       |
| Toskánsko (Toscana)                               | Florencie (Firenze) | 3 655 672       |
| Tridentsko-Horní Adiže (Trentino-Alto Adige)      | Trident (Trento)    | 1 018 317       |
| Umbrie (Umbria)                                   | Perugia             | 879 370         |
| Údolí Aosty (Valle d'Aosta)                       | Aosta               | 125 986         |

Územně-správními celky 2. úrovně jsou provincie, autonomní provincie, metropolitní města a volná sdružení obcí. Údolí Aosty, které má postavení autonomního regionu, vykonává zároveň správní funkce provincie. Celkem existuje 103 těchto územních celků (stav v dubnu 2019). V regionu Furlansko-Julské Benátsko se nenacházejí žádné provincie (původní 4 byly zrušeny v roce 2017, resp. 2018), nýbrž 18 sdruženích obcí.

## Ekonomika
Itálie je vysoce rozvinutý průmyslově-zemědělský stát, nejrozvinutější v jižní Evropě. Uvnitř samotného státu je velký rozdíl mezi průmyslovým severem a zemědělským jihem, což zapříčiňuje i separatistické tendence na severu především v Lombardii (Milán). Převažuje export. Měnou je euro, do roku 2002 platili lirami. Především sever Itálie v čele s regiony Lombardie, Veneto a Piedmont patří k nejbohatším a průmyslově nejrozvinutějších zemí Evropy. Jen tyto tři regiony představují polovinu HDP celé Itálie.
Itálie se dlouhodobě potýká s rostoucím zadlužením, které v roce 2019 činilo 134 % HDP.

### Zemědělství

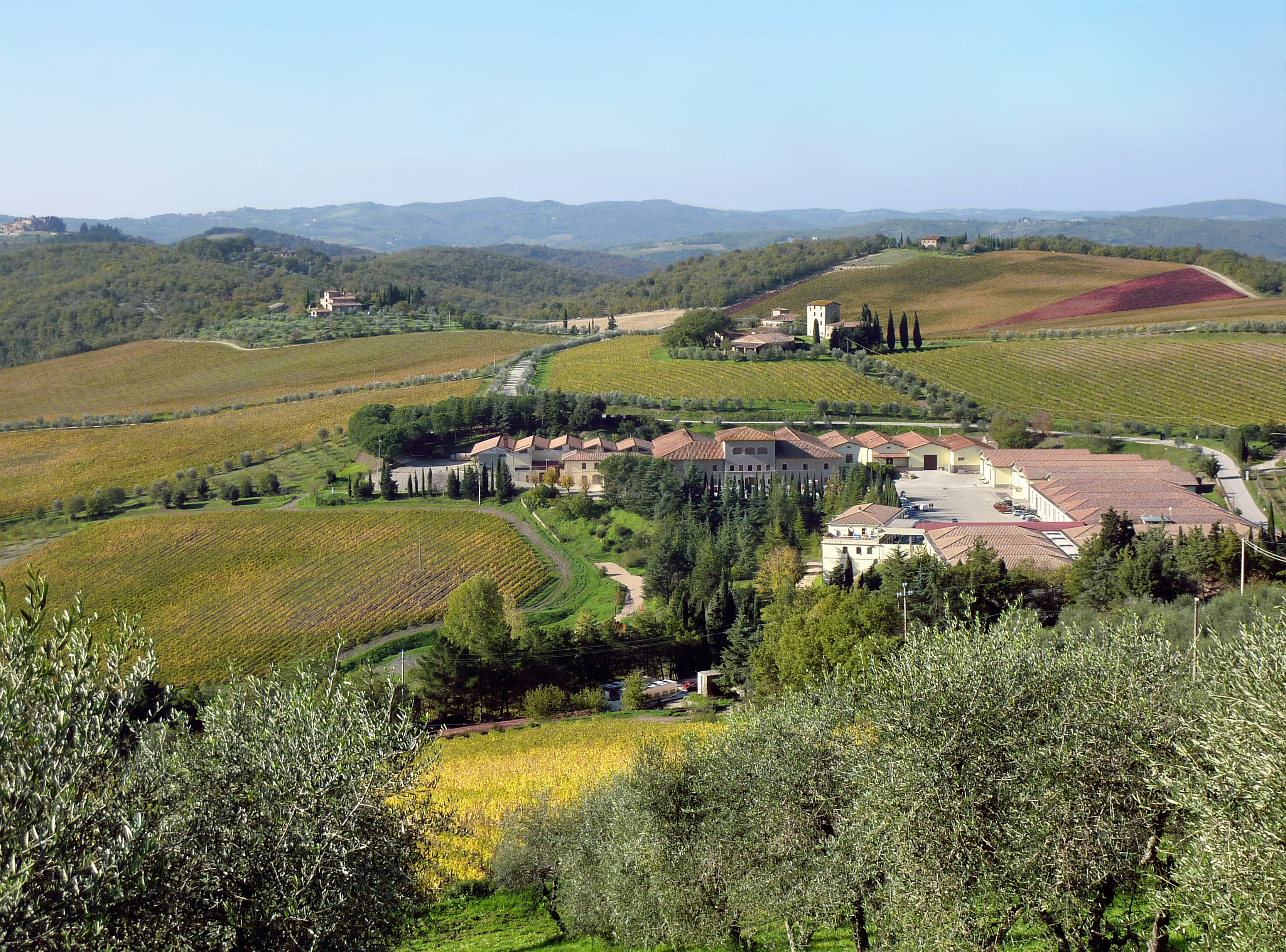
Vinice v oblasti Chianti. Itálie patří mezi největší producenty vína

Na celkovém hrubém národním produktu se podílí jen asi 1 %, ale je v něm zaměstnáno téměř 6 % ekonomicky aktivního obyvatelstva. Orná půda zabírá 41,6 % území, lesy 22,4 % a louky a pastviny asi 15 %. Je rozdíl mezi zemědělstvím na severu a na jihu. Na severu se uplatňuje privátní intenzifikované, zatímco na jihu latifundie.
Pěstují se tyto plodiny: pšenice, ječmen, žito, oves, kukuřice, rýže, brambory, cukrová řepa, sója, slunečnice, olivy, citrusy, jablka, hrušky, broskve, luštěniny, tabák, vinná réva a zelenina. Itálie vyniká ve sklizni vinné révy a výrobě vína. Produkce vína v roce 2023 byla 44 milionů hektolitrů.
Chovají se tato zvířata: skot, ovce, prasata, drůbež, koně, osli, kozy a bourci morušoví. Velmi významný je též rybolov. Významnými zemědělskými oblastmi jsou Pádská nížina, Apulie, Toskánsko, Sicílie a Kampánie.

### Průmysl

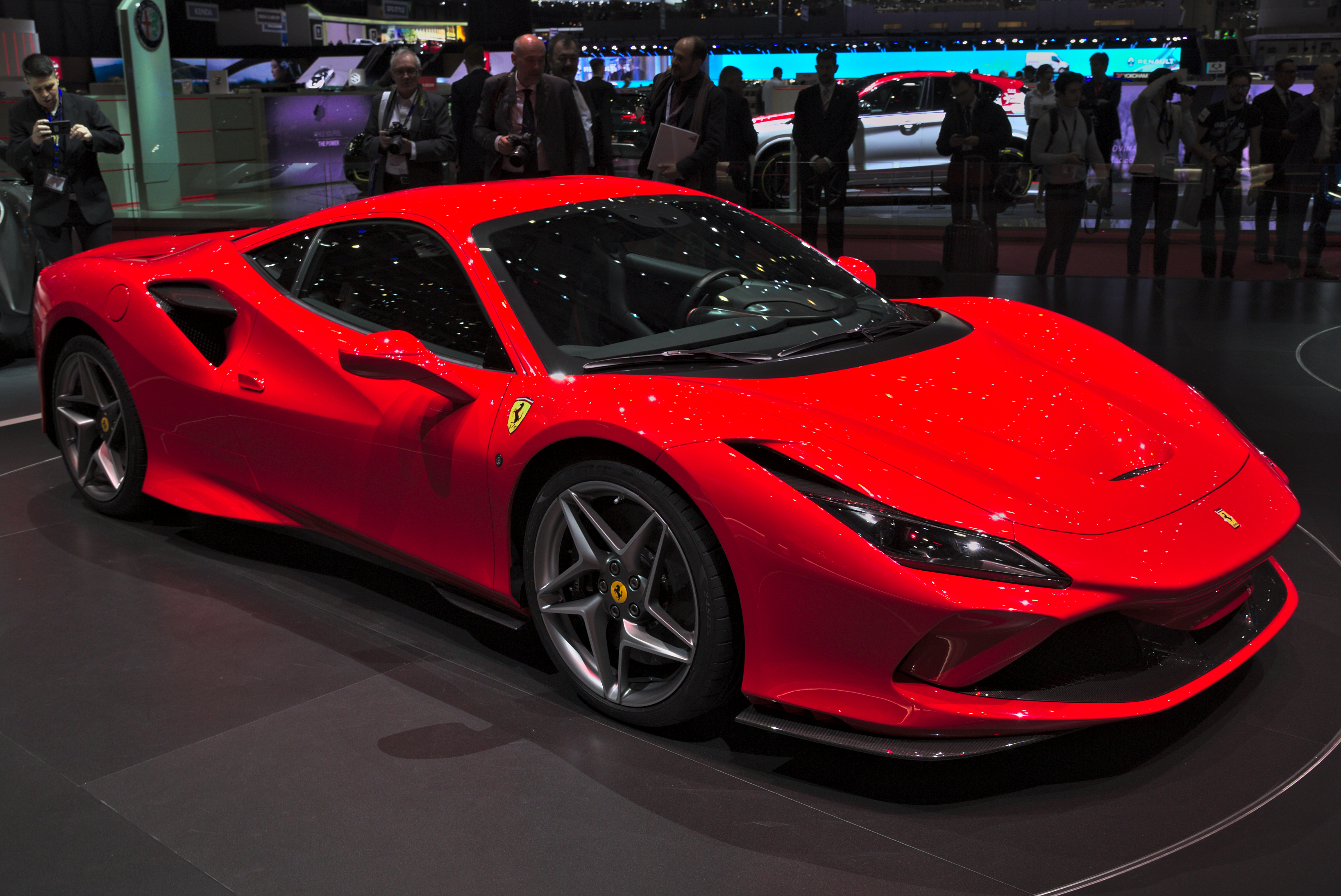
Nové Ferrari F8 Tributo

Itálie má malé zásoby paliv. Téměř veškerá se dovážejí. Naopak velký potenciál mají v energetice vodní zdroje. Do Itálie vede z Alžírska přes Tunisko plynovod. Zemní plyn se v malé míře těží na severu Jaderského moře, na jihu Apenin a na Sicílii. Ropa v ještě menší míře na jihu Sicílie. Stojí zde čtyři jaderné elektrárny (jejich produkce byla pozastavena na základě referenda v roce 1987), v Alpách se nachází mnoho vodních elektráren, poblíž Livorna dokonce jedna geotermická, přesto převažují tepelné. V malé míře se těží i asfalt a hnědé uhlí, přesto je Itálie v současnosti na třetím místě v Evropě ve výrobě oceli. V Itálii jsou významná ložiska mramoru, pyritu, kamenné a draselné soli, síry a rtuti.
Itálie je známa strojírenstvím, především dopravním. Známá je společnost FIAT Holding (FIAT, Iveco, Ferrari, Lancia, Alfa Romeo, Maserati, Lamborghini) a společnosti vyrábějící zemědělské stroje a vlaky. Itálie je pátá na světě ve stavbě lodí (0,777 mil. BRT v roce 1999).
Dalšími odvětvími jsou průmysl elektrotechnický, chemický, textilní, papírenský, potravinářský, průmysl stavebních hmot a výroba železa a oceli. Itálie je po Číně a Hongkongu třetí největší vývozce (28 mld. USD) a sedmý největší dovozce textilních výrobků (15 mld. USD). V potravinářství je významná produkce vína, cukru, masa, mléka, sýrů, těstovin, vlny a rybích výrobků.

### Doprava

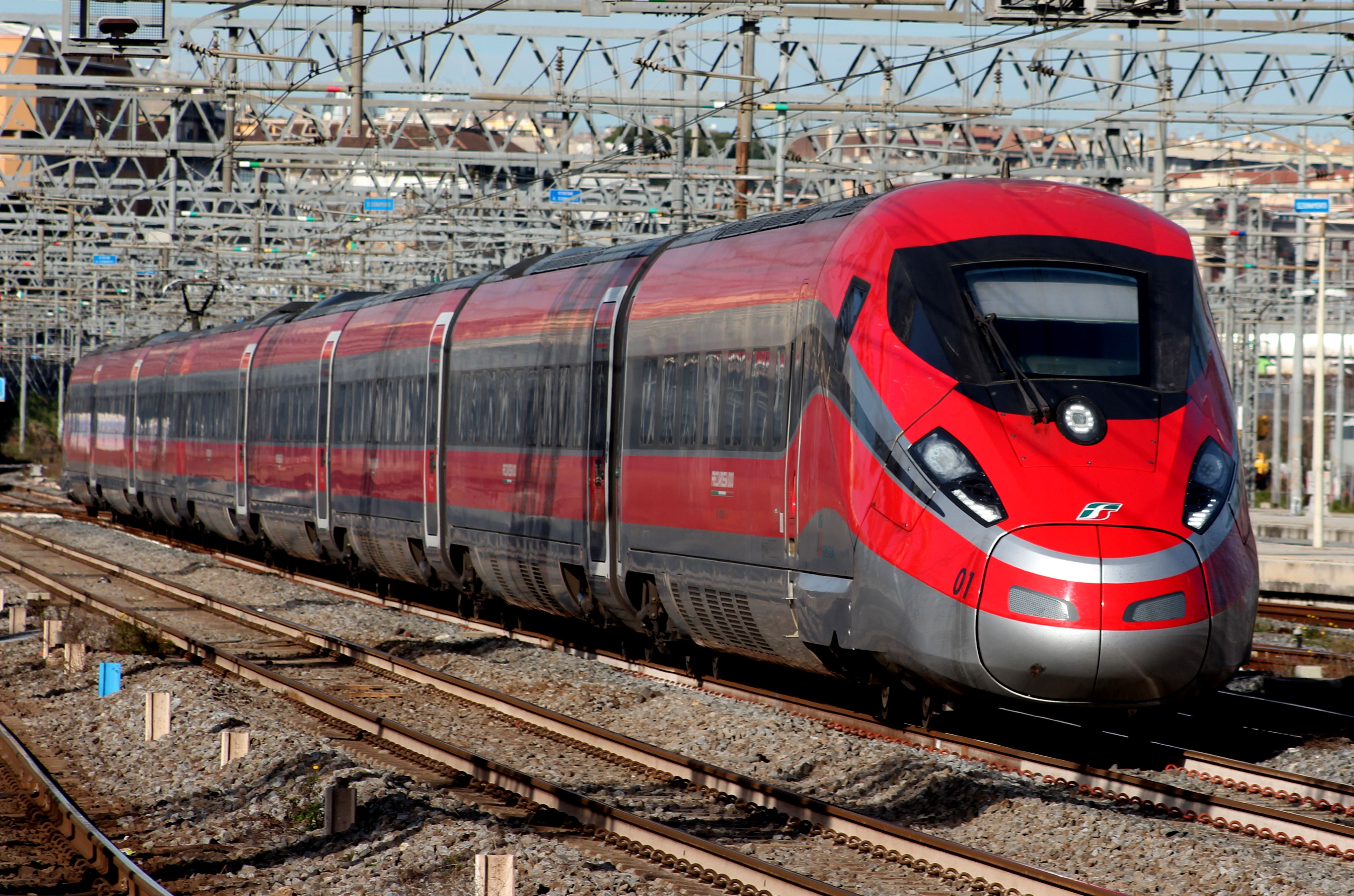
Rychlovlak FS Frecciarossa 1000 provozovaný rychlostí až 360 km/h

Dopravní síť je hustá a kvalitní. Je zde celkem 7 400 km dálnic spojujících všechny oblasti země. Železniční síť disponuje 16 225 km tratí, z toho necelých 1500 km jsou tratě vysokorychlostní s provozní rychlostí až 300 km/hod. Vysokorychlostní tratě aktuálně spojují všechna významná města Itálie s výjimkou Benátek.
Itálie má velkou námořní a leteckou flotilu (státní aerolinie Alitalia jsou členem SkyTeam stejně jako ČSA). Významné námořní přístavy jsou Janov (Genova), Livorno, Neapol (Napoli), Salerno, Reggio di Calabria, Palermo, Tarent (Taranto), Bari, Ancona a Terst (Trieste). Velká letiště jsou Řím-Fiumicino-Leonardo da Vinci, Milano-Malpensa a Palermo-Falcone. Do Itálie vede z Alžírska přes Tunisko plynovod.

### Cestovní ruch

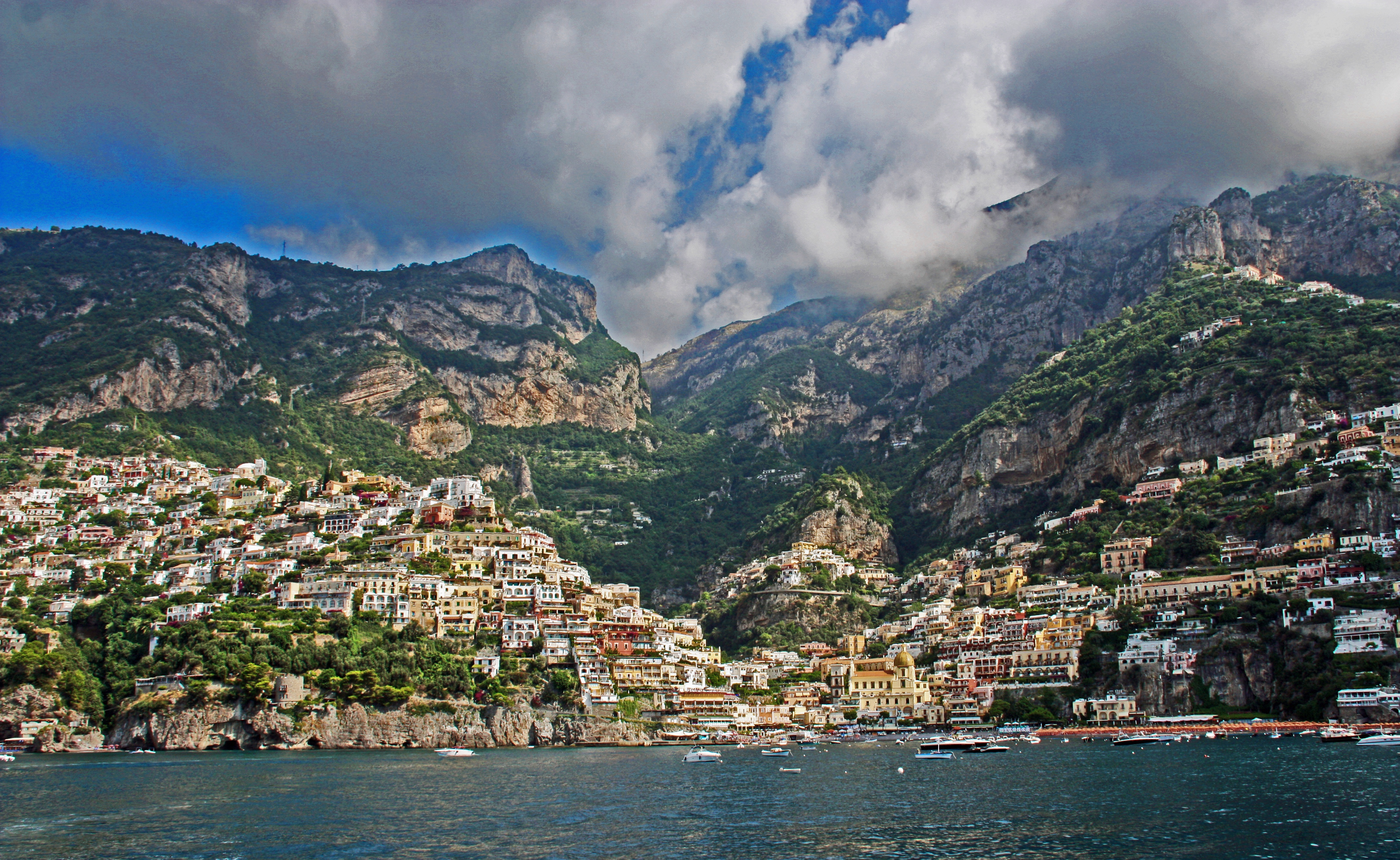
Amalfské pobřeží v Kampánii

Itálie patří mezi turisticky nejnavštěvovanější státy světa. Zemi ročně navštíví mezi 40 a 105 miliony turistů.

Turismus zde přitom tvoří asi 12 % HDP. Turisty sem lákají antické a středověké renesanční památky (Řím (Roma), Florencie (Firenze), Milán (Milano), Benátky (Venezia), Pisa), pláže (prakticky celé pobřeží, Bibione, Rimini; Gardské jezero), hory (Alpy, Cortina d'Ampezzo) i venkov (Umbrie, Toskánsko). Lákadly jsou i lázně a různé filmové a hudební festivaly (Benátky, San Remo). V Itálii se nachází nejvíce kulturních památek zapsaných na seznamu UNESCO (47).

### Organizovaný zločin
Roční obrat italských zločineckých skupin, známých jako mafie, se odhaduje na 160 miliard eur. Výrazné zisky plynou z obchodu s drogami nebo z vybírání výpalného. Ještě v roce 2004 platilo až 80% podnikatelů a obchodníků na Sicílii výpalné výběrčímu mafie, kterému se říká pizzo. Díky investicím se hodnota majetku mafie odhaduje až na 1,6 biliónu eur. Mafie také ovládla italský zemědělský a potravinářský sektor, neapolská mafie si vytvořila výnosný zdroj příjmů z likvidace odpadu. Během evropské migrační krize začala mafie vydělávat peníze na přílivu afrických imigrantů, italské zločinecké organizace se ale zároveň dostaly do konfliktu s africkými gangy, které se jim nepodrobily a začaly jim konkurovat. Mezi nejznámější zločinecké organizace v Itálii patří Cosa nostra na Sicílii, Camorra v Neapoli a 'Ndrangheta v Kalábrii. Kontakty mafie sahaly až na nejvyšší místa v italské politice, z napojení na mafii byl před soudem obviněn i sedminásobný křesťansko-demokratický předseda italské vlády Giulio Andreotti.

## Demografie
S 59 miliony obyvatel, zhruba tolik jako mají Spojené království a Francie, patří Itálie k nejlidnatějším státům Evropy a je nejlidnatější z celé jižní Evropy. Itálie bývala zemí masové emigrace, ke konci dvacátého století se naopak stala jedním z vyhledávaných cílů imigrace. V procesu neregulérního zaměstnávání cizinců, které se v osmdesátých letech 20. století podle odhadů týkalo půl milionu až milionu osob, byli nejsilněji zastoupeni imigranti z Maroka a Tuniska. K nim se přidávaly skupiny z bývalých italských kolonií v Africe (hlavně Somálsko a Eritrea) i z jiných oblastí světa – od Latinské Ameriky (např. Brazílie) až po Asii. Část imigrantů pocházela z Rumunska.

### Demografická krize
Populace se během 20. století téměř zdvojnásobila, ale růst byl extrémně nevyvážený kvůli vysoké vnitřní migraci ze zemědělského jihu na průmyslový sever, což byl fenomén způsobený italským hospodářským zázrakem v padesátých a šedesátých letech. Navíc po staletích emigrace se Itálie od osmdesátých let stala poprvé ve své moderní historii výrazným cílem imigrace. Podle italské vlády bylo v lednu 2014 v Itálii 4 922 085 cizinců.
Vysoká plodnost a čísla porodnosti přetrvala do sedmdesátých let, poté začala plodnost dramaticky klesat. To vedlo k rapidnímu stárnutí populace. Na konci první dekády 21. století byl jeden z pěti Italů starší než 65 let. Plodnost se z celkového nejnižšího čísla 1,18 dítěte na ženu v roce 1995 zvýšila na číslo 1,41 v roce 2008. Od té doby začala opět pozvolna klesat, až dosáhla hodnoty 1,24 v roce 2022.
Zatímco v 60. letech 20. století připadal na každé dítě do šesti let jeden člověk starší 65 let, v roce 2023 jich bylo pět až šest.

### Města

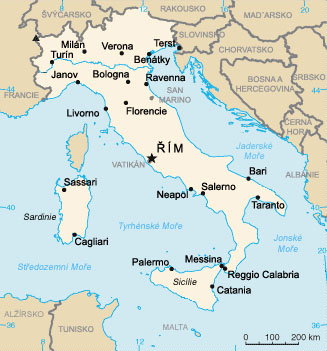
Mapa Itálie

Urbanizace dosahuje 67 %. V Itálii je mnoho měst s více než sto tisíci obyvateli. Tabulka ukazuje počet obyvatel u deseti nejlidnatějších italských měst.

#### Nejlidnatější města
- Řím (Roma) (2 872 800 obyvatel)
- Milán (Milano) (1 351 562 obyvatel)
- Neapol (Napoli) (972 212 obyvatel)
- Turín (Torino) (902 137 obyvatel)
- Palermo (678 492 obyvatel)
- Janov (Genova) (580 097 obyvatel)
- Bologna (384 202 obyvatel)
- Florencie (Firenze) (377 207 obyvatel)
- Bari (322 751 obyvatel)
- Katánia (315 535 obyvatel)
- Benátky (Venezia) (264 579 obyvatel)

### Etnické skupiny

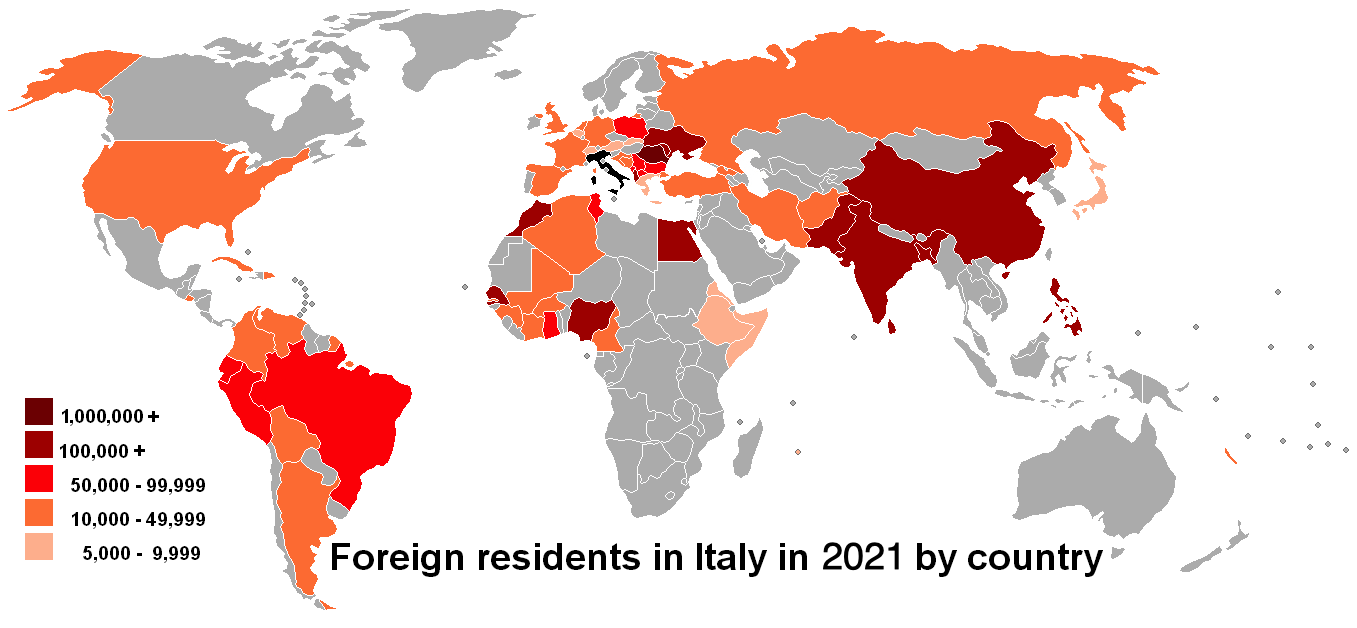
V Itálii žijí velké populace migrantů z východní Evropy a severní Afriky

Převažující národnost je italská (94 %), avšak někteří Italové pocházejí z jiného národa a mají jiný mateřský jazyk. Týká se to Sardů na Sardinii, hovořících sardsky, Rétorománů u východní části hranic se Švýcarskem, hovořících rétorománsky, Tyrolanů na severu u hranic s Rakouskem, hovořících německy, a Provensálců na západě u hranic s Francií, hovořících francouzsky. Přistěhovalci pocházejí především z bývalých kolonií, Libye, Somálska, Etiopie a Albánie, ale i z Maroka.
Od počátku osmdesátých let, do té doby jazykově a kulturně homogenní společnost, začala Itálie přitahovat podstatné přílivy zahraničních přistěhovalců. Po pádu berlínské zdi a nedávným rozšířením Evropské unie v letech 2004 a 2007 mnoho migrantů přichází z bývalých socialistických zemí východní Evropy (zejména z Rumunska, Albánie, Ukrajiny a Polska). Stejně významným zdrojem přistěhovalectví je sousední severní Afrika (zejména Maroko, Egypt a Tunisko) s rostoucími žádostmi v důsledku arabského jara. Navíc byly v posledních letech zaznamenány rostoucí migrační vlny z Asie a Tichomoří (zejména z Číny a Filipín), ale také Latinské Ameriky.
V roce 2014 žilo v Itálii zhruba 4,9 milionu cizinců, což činí 8.1% populace. Čísla zahrnují více než půl milionu dětí narozených cizincům v Itálii – přistěhovalcům druhé generace, ale nezahrnují cizince, kteří následně získali italskou státní příslušnost; to platí pro asi 130 000 lidí ročně. Oficiální údaje rovněž vylučují nelegální přistěhovalce, kterých bylo v roce 2008 odhadováno na nejméně 670 000 lidí.

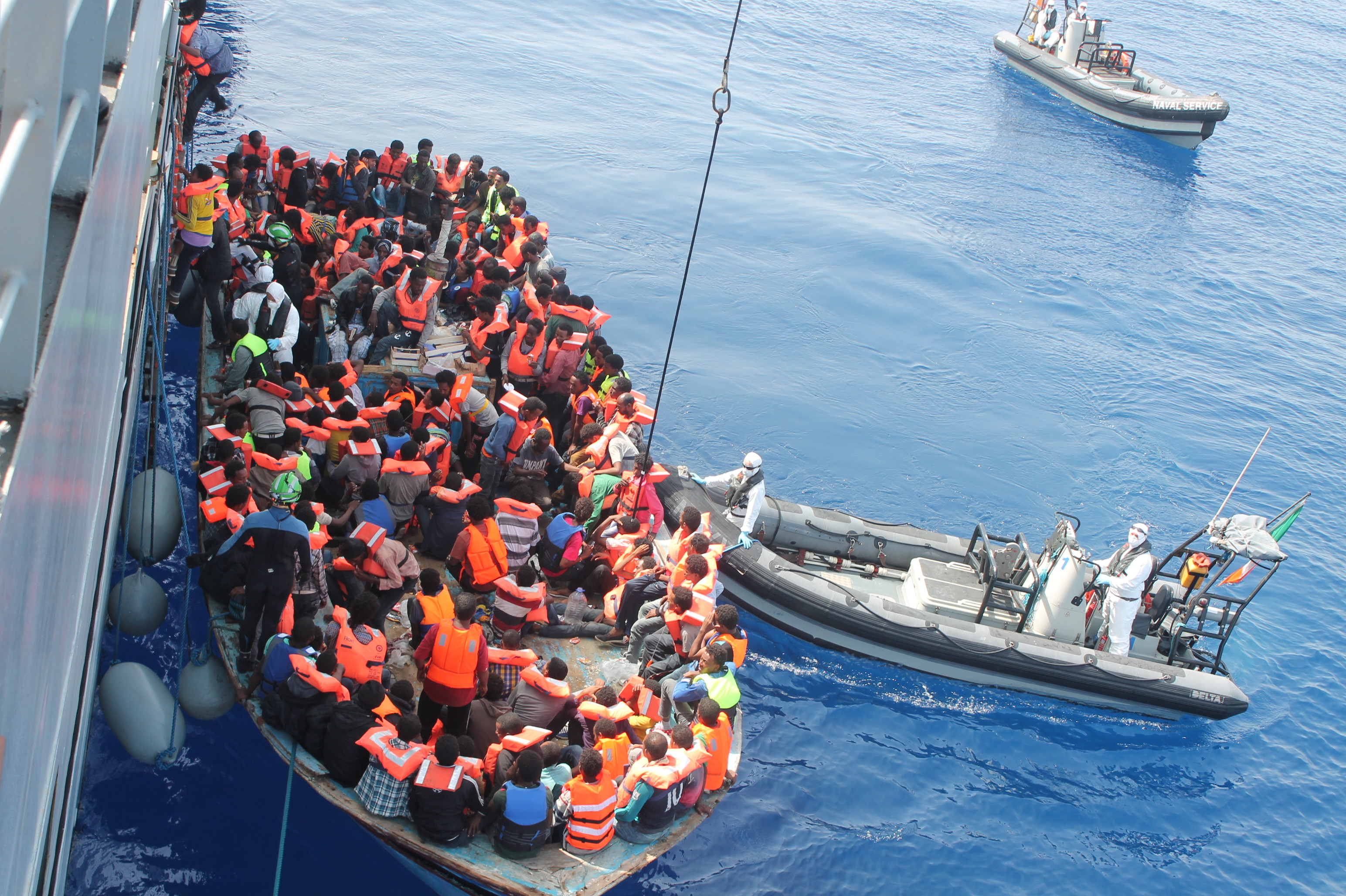
Záchrana migrantů mířících do Itálie v červnu 2015

V souvislosti s arabským jarem a válkou v Sýrii je Itálie vystavena náporu všemožných migrantů z arabských zemí, kteří se do země snaží dostat přes středozemní moře.

### Migrační krize
Od roku 2013 se do Itálie přeplavilo 700 000 migrantů převážně ze subsaharské Afriky. Kromě zločineckých gangů migranty do Itálie převážejí také italská pobřežní stráž a italské námořnictvo, evropská agentura na ochranu vnějších hranic Frontex, mise EU Sophia a různé neziskové organizace jako Lékaři bez hranic. Velkou mediální pozornost v Itálii i v zahraničí vyvolaly některé násilné činy imigrantů, například vražda Ashley Ann Olsenové nelegálním migrantem ze Senegalu, kterého si Olsenová pozvala do svého bytu ve Florencii, nebo hromadné znásilnění polské turistky na pláži v Rimini. Podle italského deníku Il Corriere della Sera „až polovinu trestných činů páchají cizinci, zatímco jejich počet dosahuje devíti procent obyvatelstva země“.

### Jazyky

Oficiálně uznané menšinové jazky v Itálii

Sjednocující jazyk Italů je italština, jazyk románského původu. Italština se u lidu stala běžná až v 19. století, do té doby se používala hlavně různá románská nářečí. Prvním literárním dílem v lidovém jazyce Itálie je Danteho Božská komedie, která byla napsána tzv. lidovým jazykem (vulga). Nářečí se běžně v domácnostech používají i nyní. Značný rozdíl je mezi nářečími ze severu a z jihu Itálie. Nejznámější jsou dialekty z kraje Benátsko, Emilia-Romagna, Toskánsko, Lazio, Neapole a Sicílie.
V Itálii se hovoří i jazyky, které se neřadí mezi nářečí, jsou to tři románské jazyky: Furlanština v kraji Furlansko (Friuli), sicilština na Sicílii a v Kalábrii, rétorománština v kraji Trento. Kromě toho existují dialekty řečtiny zvané griko v Kalábrii a Apulii. Dále se vyskytuje i albánština, a to v některých albanofonních vesnicích ve stejných jihoitalských oblastech. Jazyky etnických menšin jsou slovinština, kterou se hovoří v blízkosti slovinských hranic, němčina, kterou hovoří lidé v části kraje Trento (tj. v Jižním Tyrolsku) a francouzština, která je používána v kraji Údolí Aosty.

### Náboženství

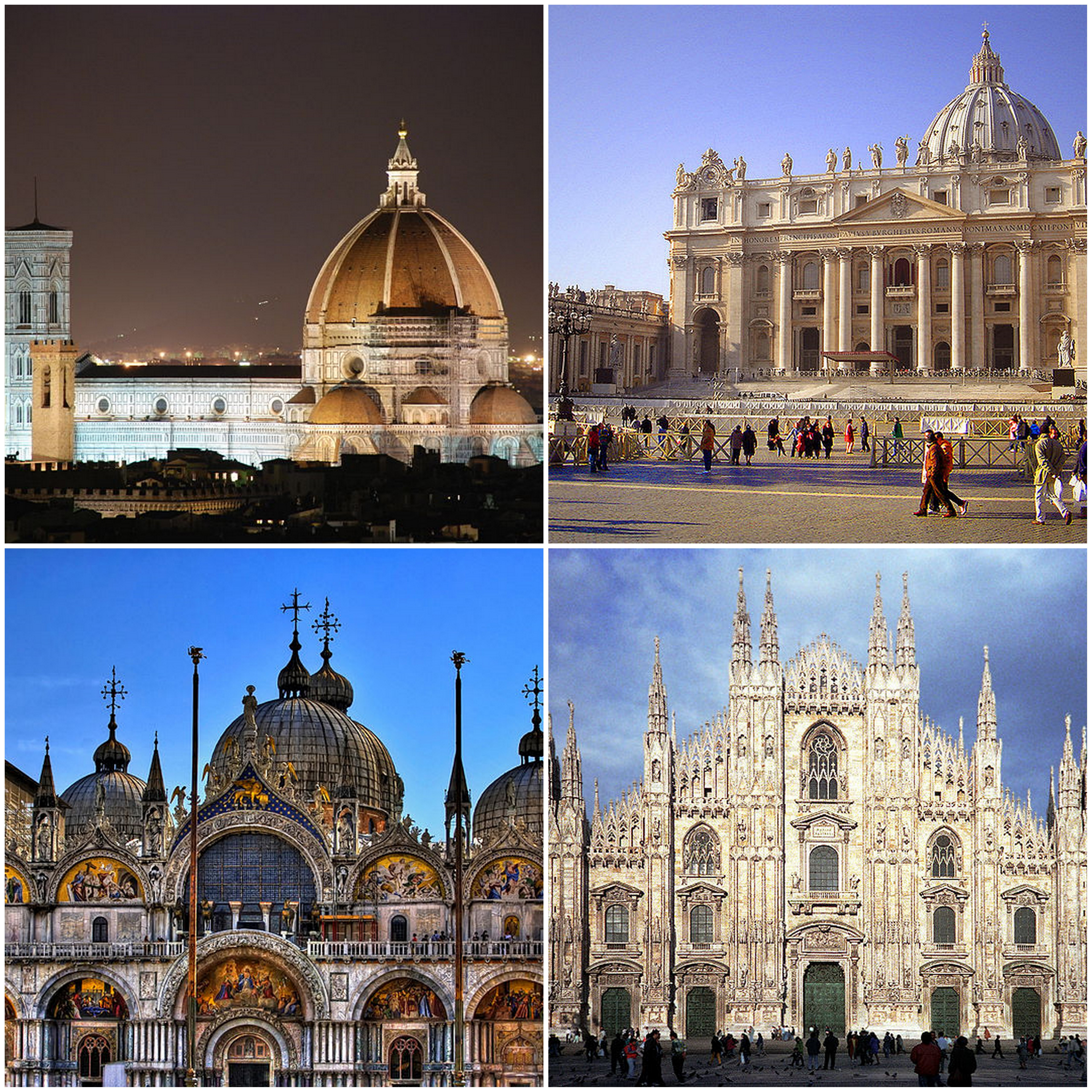
Nejznámější náboženské chrámy, ve směru hodinových ručiček zleva: Santa Maria del Fiore, Bazilika svatého Petra, nejdůležitejší a největší chrám ve Vatikánu, Katedrála v Miláně a Bazilika svatého Marka

V Itálii má největší zastoupení římskokatolická církev, ačkoli katolicismus již oficiálně není státním náboženstvím. Je to dáno historií a velký vliv má i samotný Vatikán a osobnost papeže. V roce 2010 byl podíl Italů, kteří se identifikovali jako římští katolíci 81,2%.
Římská episkopální jurisdikce Říma obsahuje ústřední vládu celé římsko-katolické církve, včetně různých agentur, které jsou nezbytné pro správu. Diplomaticky je uznávána jinými subjekty mezinárodního práva jako subjekt suverénní, vedený papežem, který je také biskupem Říma, s nímž má diplomatické vztahy.
Mezi křesťanské menšiny v Itálii patří pravoslavní, valdenští evangelíci a další protestantské komunity. V roce 2011 bylo v Itálii odhadováno 1,5 milionu pravoslavných křesťanů, tedy 2,5% obyvatel; 0,5 mil. z letničního hnutí a evangelikálů (z nichž je 0,4 mil. členů apoštolské církve), 235 685 svědků Jehovových, 30 000 valdenských, 25 000 adventistů sedmého dne, 22 000 z Církve svatých posledních dnů, 15 000 baptistů (plus asi 5 000 svobodných baptistů), 7 000 luteránů, 4 000 metodistů.
Rostoucí přistěhovalectví v posledních dvou desetiletích bylo doprovázeno nárůstem nekřesťanských náboženství. V roce 2010 bylo v Itálii 1,6 milionu muslimů, tvořících 2,6% populace.

#### Státní a náboženské svátky
- 1. leden – Nový rok (Capodanno)
- 6. leden – Tři králové (Epifania)
- Pasquetta – Velikonoční pondělí (pohyblivý svátek)
- 25. duben – Den osvobození (Festa della Liberazione)
- 1. květen – Svátek práce (Festa del Lavoro)
- 15. srpen – Nanebevzetí Panny Marie (Ferragosto)
- 1. listopad – Svátek všech svatých (Ognissanti)
- 8. prosinec – Neposkvrněné početí Panny Marie (Immacolata Concezione)
- 25. prosinec – Narození páně (Natale)
- 26. prosinec – Svátek sv. Štěpána (Santo Stefano)

## Kultura

### Výtvarné umění

Mona Lisa Leonarda da Vinciho, zřejmě nejslavnější obraz světa

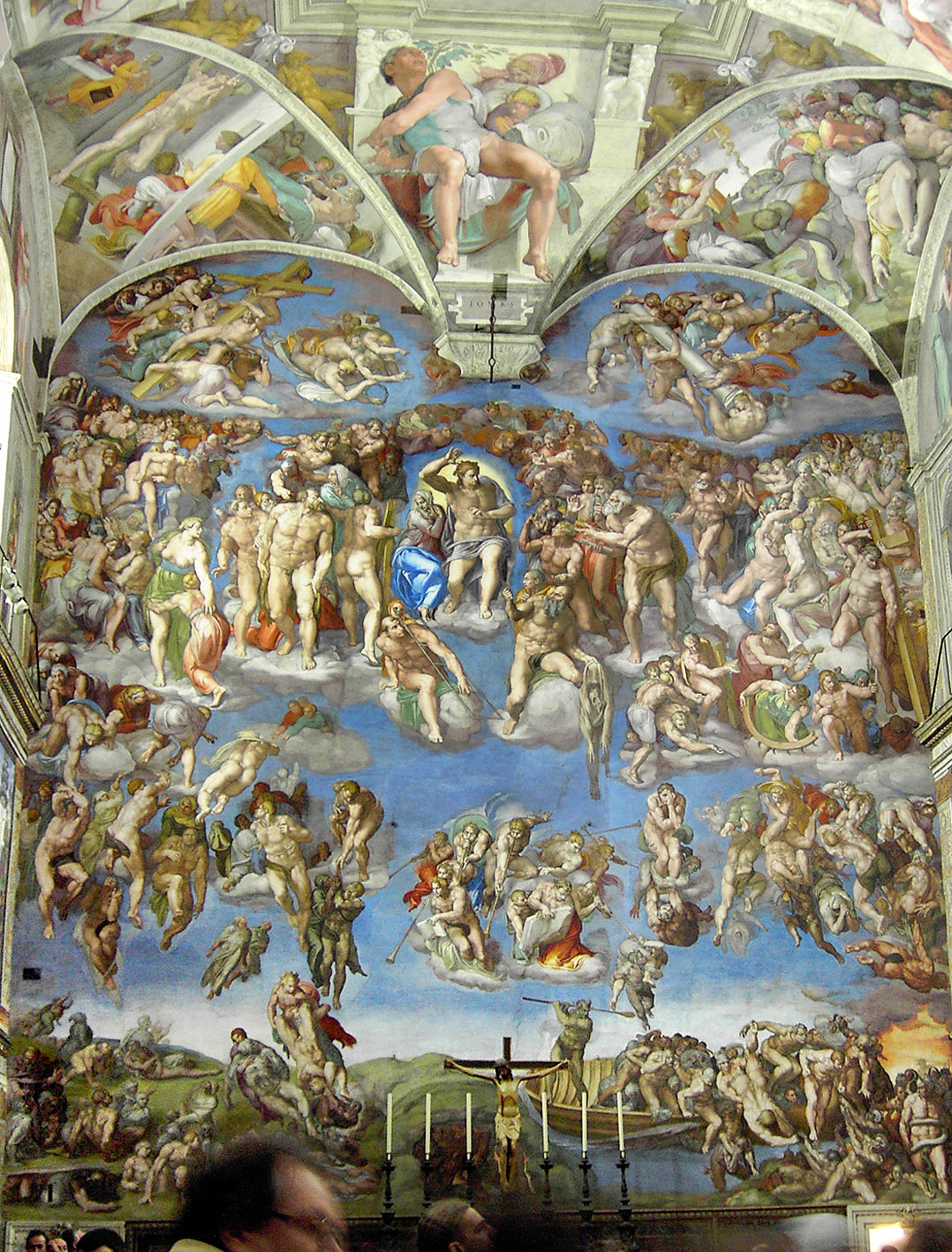
Michelangelova freska Poslední soud v Sixtinské kapli

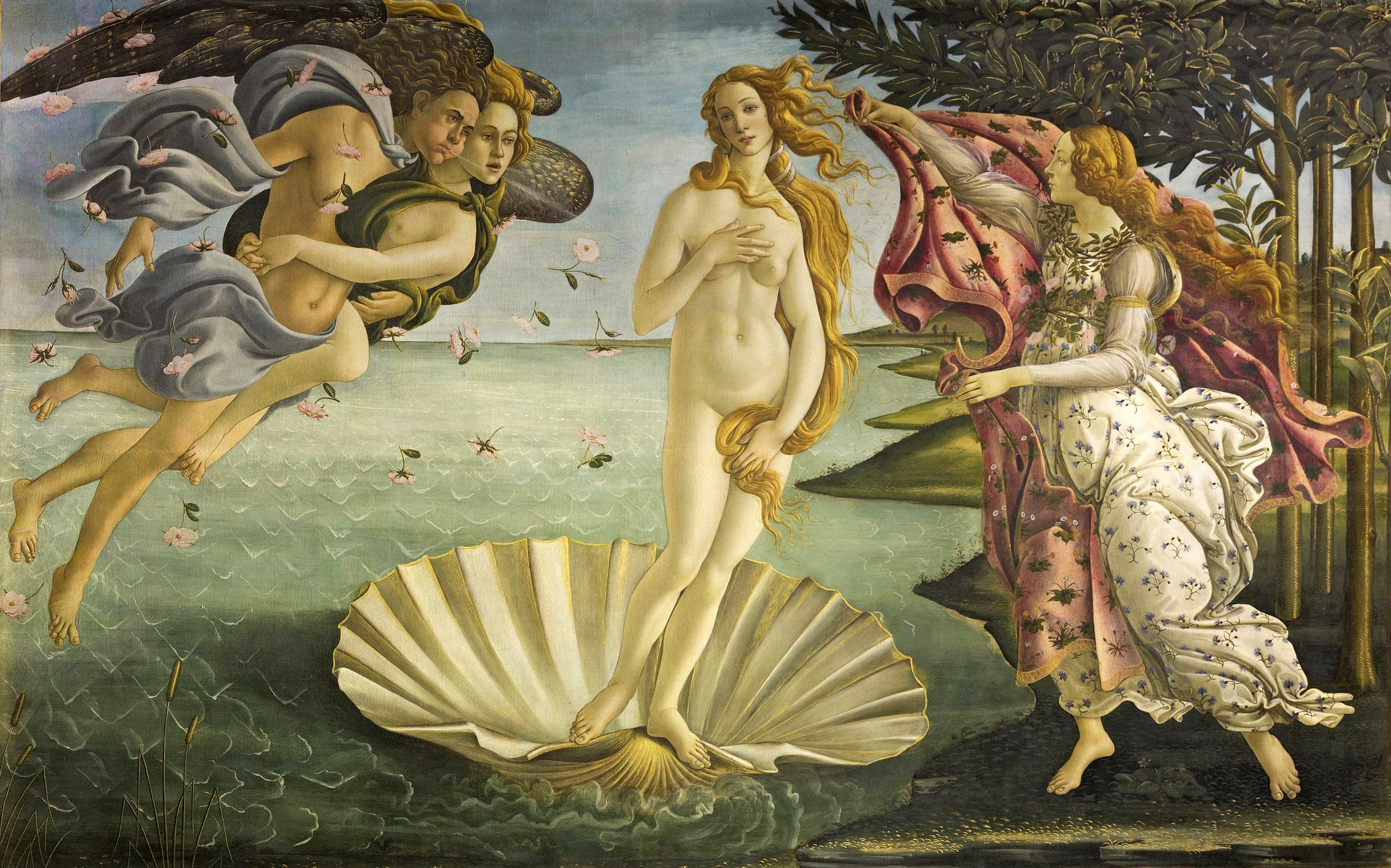
Zrození Venuše Sandra Botticelliho

Pět z nejslavnějších světových malířů, Leonardo da Vinci, Michelangelo Buonarroti, Sandro Botticelli, Raffael Santi a Tizian, pocházelo z Itálie. Moderní malířství pak nepopiratelně a zásadně ovlivnil Amedeo Modigliani. Ze starších autorů je stále více doceňován též Caravaggio. Také extravagantní pokusy (známé portréty z ovoce) Giuseppeho Arcimbolda docenili až některé moderní umělecké směry, například surrealismus.
O životě většiny jmenovaných bychom věděli jen málo, nebýt zakladatele kunsthistorie Giorgia Vasariho. Jeho snahy byly usnadněny tím, že Itálie byla několik století epicentrem výtvarného umění a dějiny italského malířství jsou z velké části dějinami malířství evropského. Již v gotice se objevili někteří vrcholní tvůrci (Cimabue, Duccio di Buoninsegna, Simone Martini). Průkopníkem perspektivy v malířství byl Paolo Uccello. Ovšem vrcholným obdobím italského výtvarného umění byla bezpochyby renesance. Krom již uvedených jsou v dějinách umění vyzdvihováni Giotto di Bondone, Tintoretto, Masaccio, Paolo Veronese, Fra Angelico, Andrea Mantegna, Giorgione, Andrea del Verrocchio, Piero della Francesca, Pietro Perugino, Domenico Ghirlandaio, Giovanni Bellini, Antonio Allegri da Correggio, Andrea del Sarto, Antonello da Messina, Filippo Lippi, Pinturicchio, Pisanello či Vittore Carpaccio. S manýrismem jsou spjati Bronzino, Parmigianino a Pontormo. Rokokovým klasikem je Giovanni Battista Tiepolo. Nejvýznamnějšími barokními malíři jsou Guido Reni a Artemisia Gentileschiová. Významným krajinářem 18. století byl Giovanni Antonio Canal. Do epochy romantismu spadá dílo Francesca Hayeze. Představitelem surrealismu byl Giorgio de Chirico. Ve druhé polovině 20. století v Itálii vzniklo významné umělecké hnutí Arte povera, volně přináležející ke konceptualismu.
Sochař Donatello se stal přímo symbolem své disciplíny. Renesanční sochařství rozvíjel Jacopo Sansovino, umění reliéfů v této epoše pak Lorenzo Ghiberti. Neoklasicistní sochy tvořil Antonio Canova, manýristické Benvenuto Cellini.

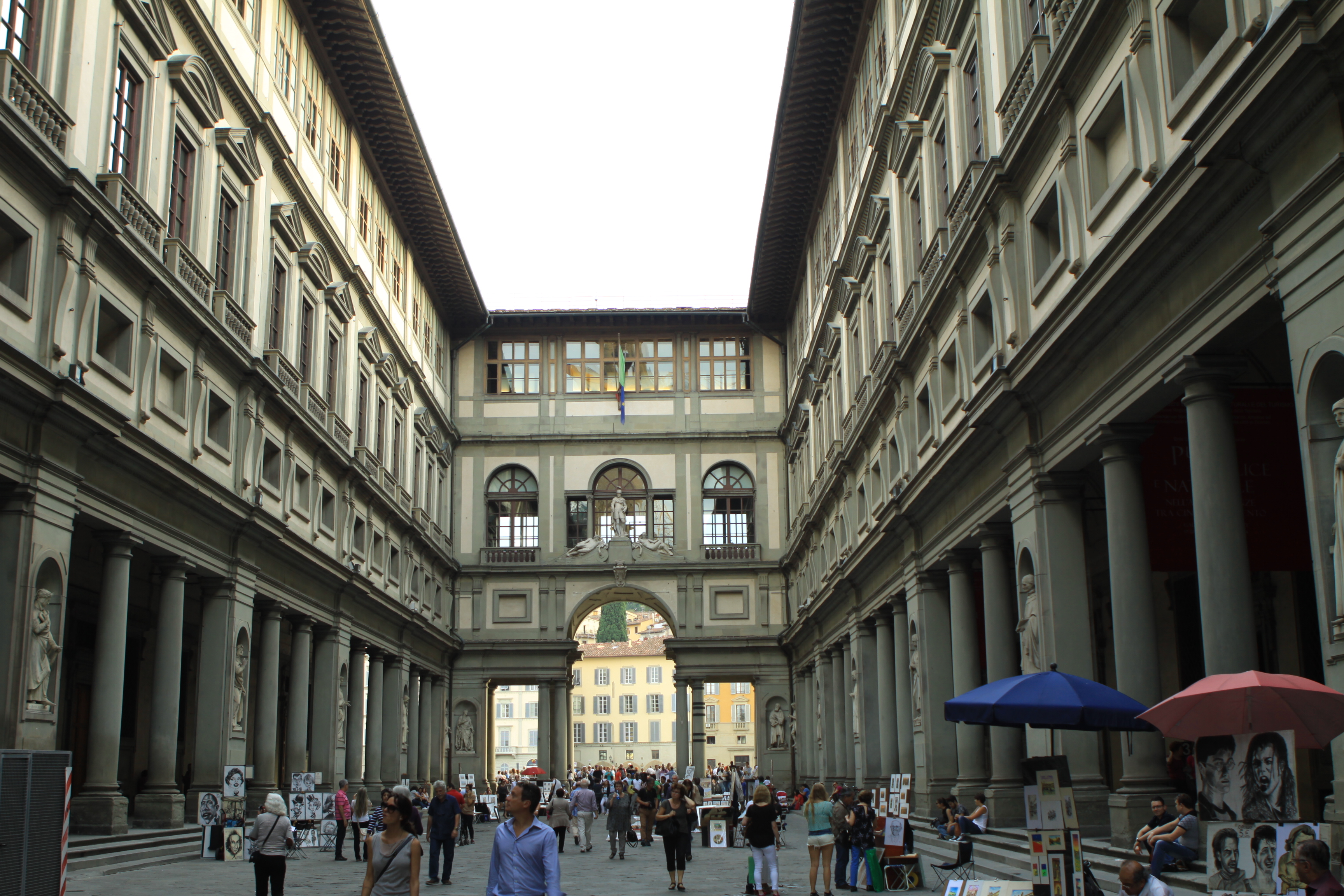
Galleria degli Uffizi

K významným galeriím patří Galleria degli Uffizi ve Florencii. Také ve florentském Paláci Pitti je významná galerie (palác jinak proslul především jako sídlo rodu Medicejů). Florentské muzeum Bargello je proslulé především svou sochařskou sbírkou. Důležitá muzea umění jsou ale i v Římě: zejména Kapitolská muzea, Galerie Borghese nebo Národní galerie starého umění v Palazzo Barberini. Mimo Florencii a Řím chovají nejvzácnější sbírky Ambrosiánská knihovna v Miláně, Gallerie dell'Accademia v Benátkách a Muzeum a národní galerie Capodimonte v Neapoli.
Ve starém Římě sepsal základní teoretické architektonické dílo Vitruvius. Ve Florencii prosadil renesanční architekturu Filippo Brunelleschi, hlavním architektem slavné benátské renesanční éry byl Andrea Palladio, do Milána a Říma tento styl vnesl Donato Bramante. Gian Lorenzo Bernini je zřejmě nejvýznamnějším barokním architektem. Významnými modernistickými architekty jsou Renzo Piano, Richard Rogers (rodák z Florencie) či Aldo Rossi.

### Literatura

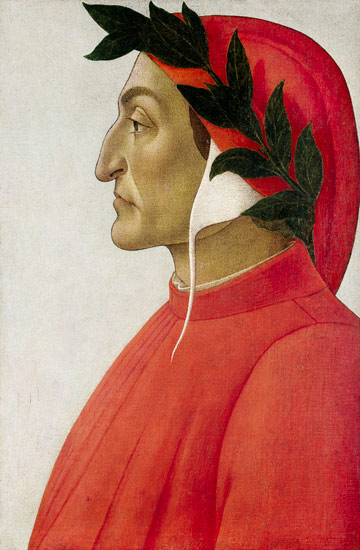
Dante

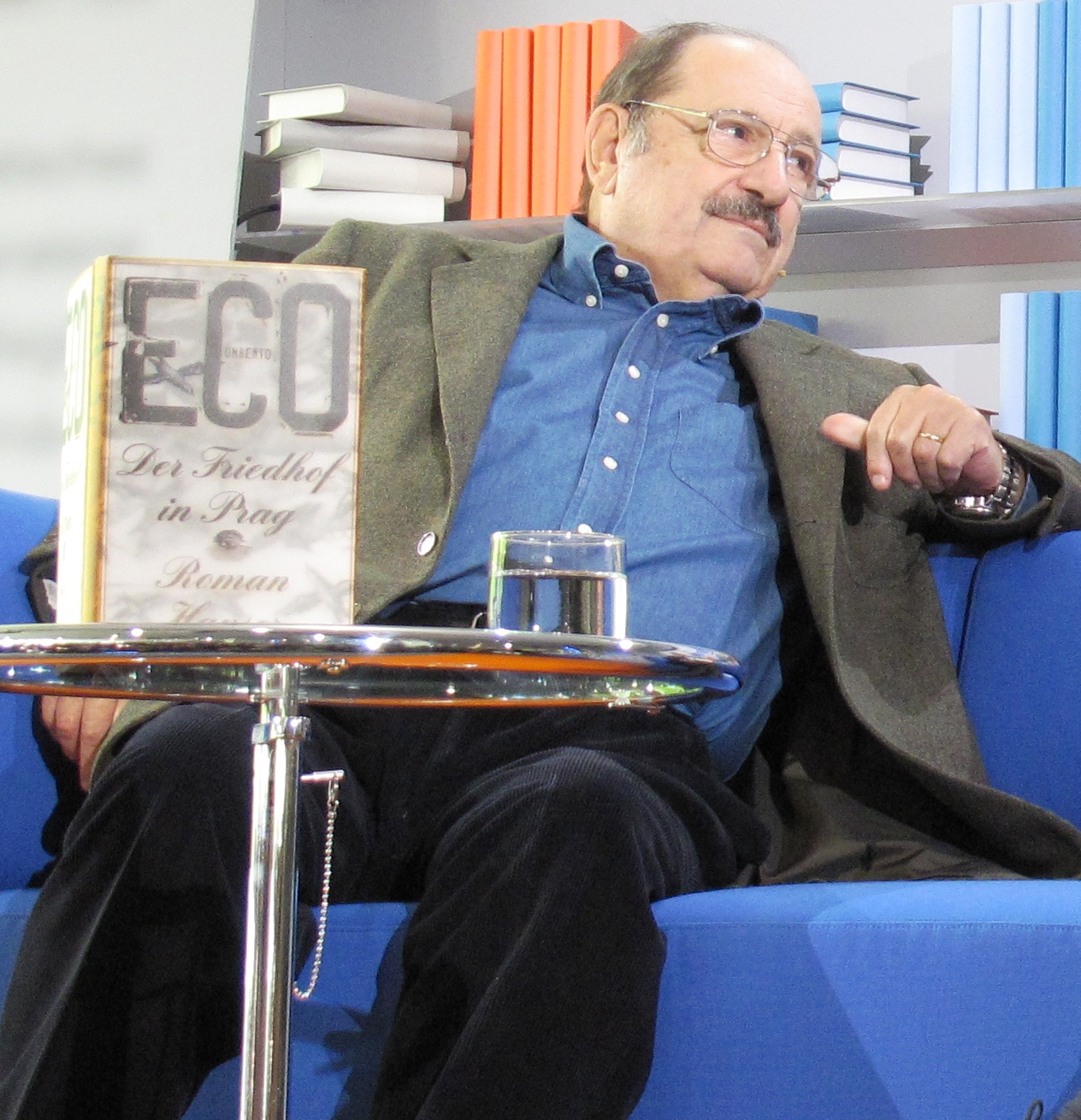
Umberto Eco

### Hudba

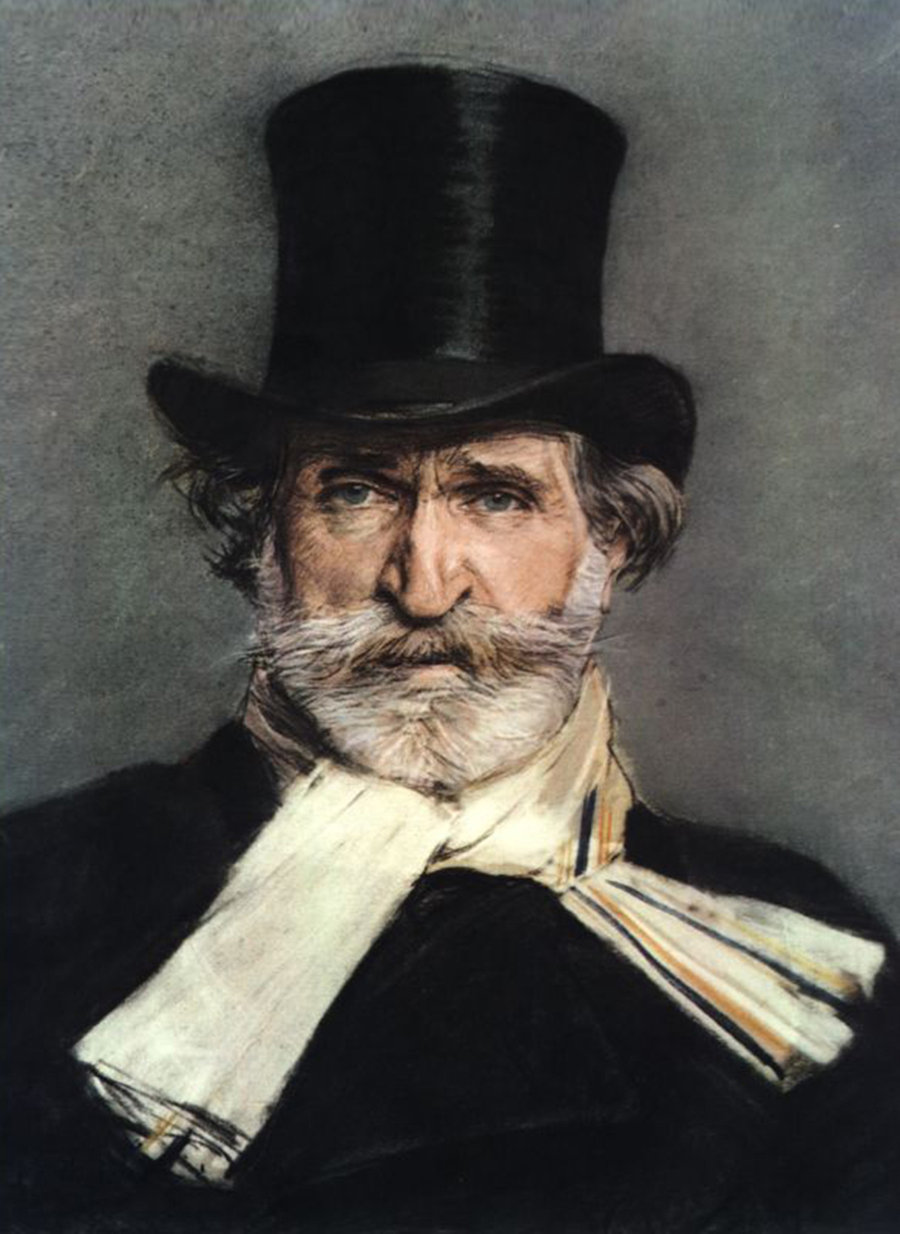
Giuseppe Verdi

K nejvýznamnějším renesančním skladatelům, zvláště chrámové sborové hudby, patřil Giovanni Pierluigi da Palestrina. Jako skladatel madrigalů proslul Carlo Gesualdo. Jako zakladatel žánru opery platí Claudio Monteverdi. Neapolskou operní školu založil Alessandro Scarlatti. Proslulým skladatelem vážné hudby byl Antonio Vivaldi.
Nejslavnějšími operními skladateli období bel canta byli Vincenzo Bellini (Norma, Puritáni), Gioacchino Rossini a Gaetano Donizetti (Lucia di Lammermoor, Nápoj lásky). Dalšími operními skladateli byli především Giuseppe Verdi (mj. La traviata), Giacomo Puccini (Madam Butterfly, Tosca a další), či Ruggero Leoncavallo (Komedianti). Ennio Morricone je možná nejslavnějším autorem filmové hudby všech dob. I Nino Rota se proslavil filmovou hudbou, především k filmu Kmotr.

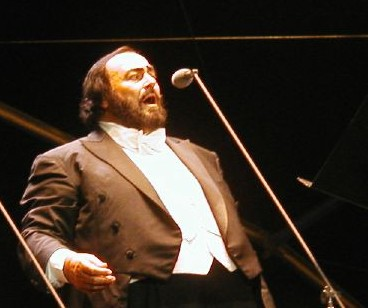
Luciano Pavarotti

Z pěvců dosáhli velké proslulosti mj. tenoři Enrico Caruso, Luciano Pavarotti a Andrea Bocelli. Mezi celosvětově známé pěvkyně patří sopranistky Renata Tebaldiová, Renata Scottová a mezzosopranistka Cecilia Bartoli. Dějiny baletu formoval Carlo Blasis, zejména tím, že vymyslel tzv. základní baletní postoj.
Houslový virtuóz Niccolò Paganini se stal přímo ikonickou postavou svého oboru. Stejně jako výrobce houslí Antonio Stradivari. Bartolomeo Cristofori je považován za vynálezce klavíru.

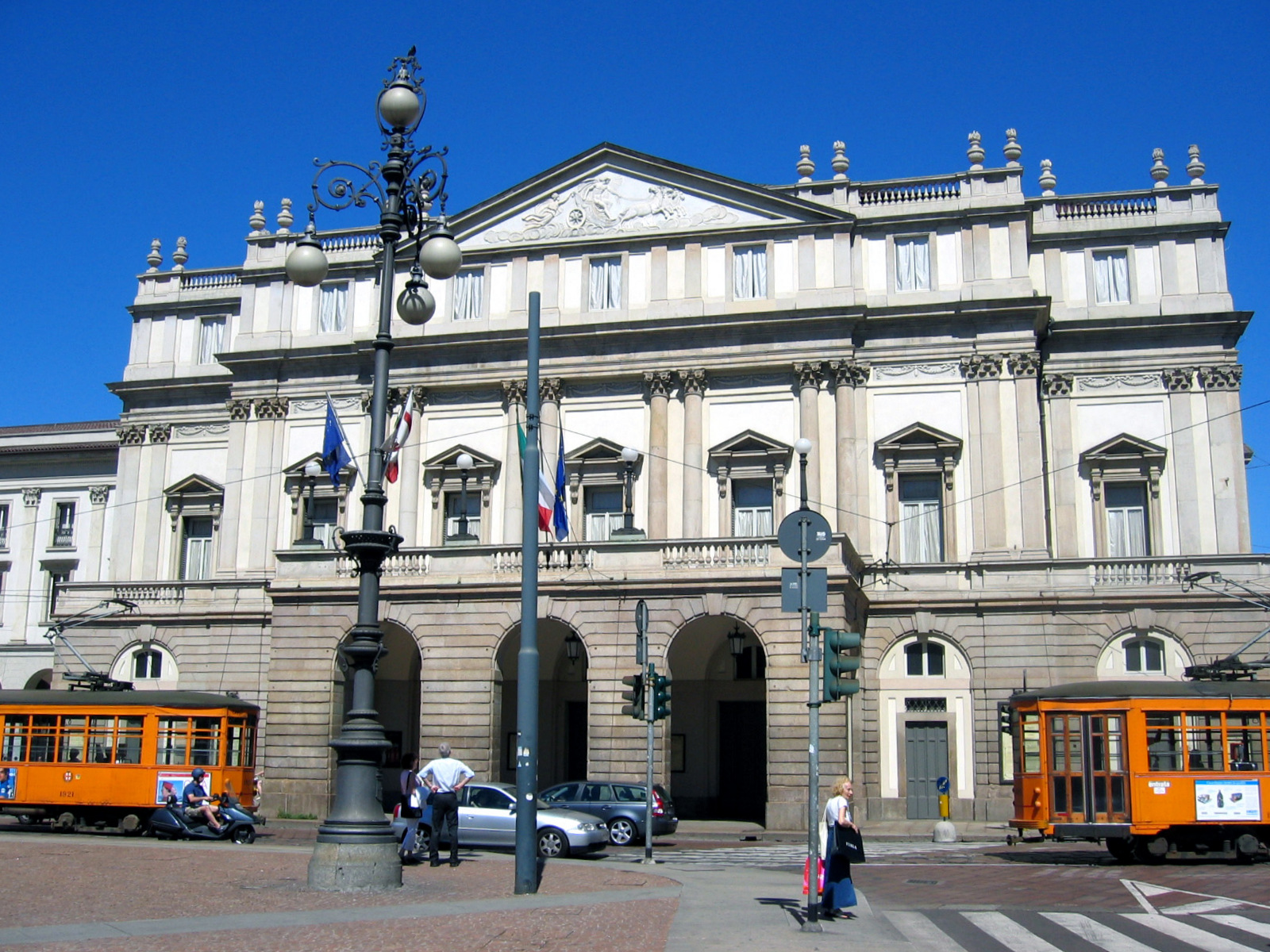
La Scala

Nejstarším doposud provozovaným operním domem světa je Teatro San Carlo v Neapoli. Milánská La Scala a Teatro La Fenice v Benátkách patří rovněž k nejvýznamnějším operním scénám světa.

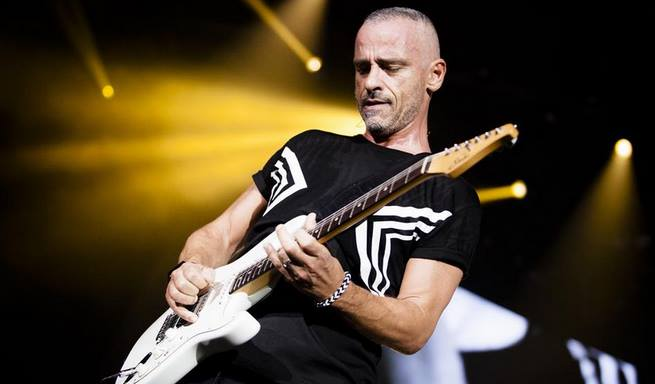
Eros Ramazzotti

V oblasti populární hudby, kde tradičně dominují Britové a Američané, se dokázal celosvětově prosadit Eros Ramazzotti a někteří představitelé tzv. italopopu 70. let jako Toto Cutugno, Umberto Tozzi nebo skupina Ricchi e Poveri. Rock do italské hudby přinesl Adriano Celentano. První velký mezinárodní italský pop hit Nel blu, dipinto di blu (Volare) z roku 1958 napsal Domenico Modugno.

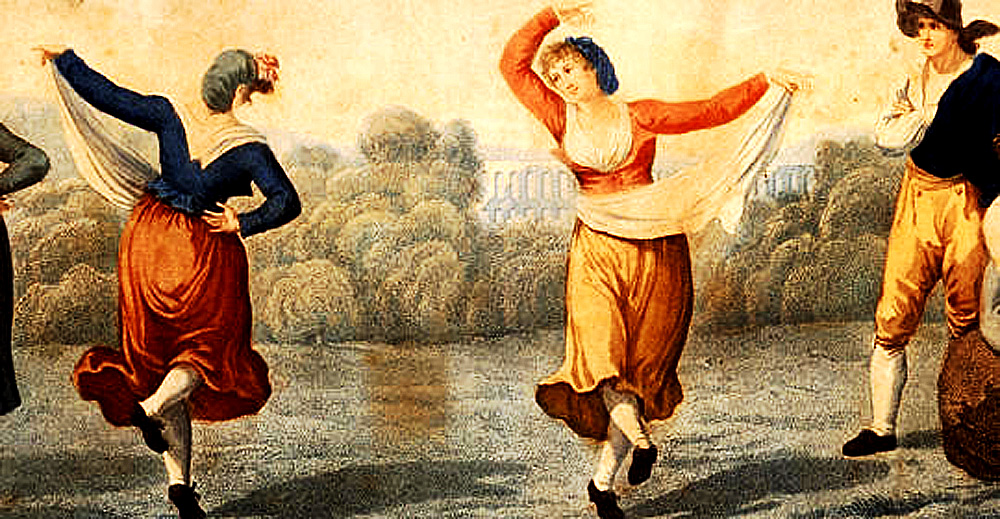
Italský lidový tanec saltarello

Italský folklór je velmi bohatý a stále živý a oblíbený i u mladší generace. Jde o převážně středomořský folklór, případně na severu Itálie i se středoevropským vlivem. Známá folklorní oblast je severovýchodní Itálie, tzv. benátský styl středomořských tradic s typickou hudbou a tanci, které ovlivnily celou Dalmácii a také Balkán, známá je i oblast Romagna, zejména svou klarinetovou hudbou. Jižní Itálie je známé také množstvím písní a tanců, nejznámější je tanec tarantella, který má starořecký původ a tančí se v celé jižní Itálii. K místnímu folklóru patří i písničky o mafii (La musica della mafia). Tradiční a pro Evropu jedinečné písničky se zpívají na ostrově Sardinie. Jsou to polyfonní písničky, podobné těm v řeckém kraji Epirus. Jedním z nejznámějších italských lidových zpěváků je Otello Profazio. Z italských lidových písní se vyvinula i tradiční opera, která obsahuje jednak prvky tradiční italské hudby a také lidového italského divadla. Po celé Itálii, od severu na jih se v létě konají lidové zábavy (festa, sagra), často na počest různých svatých, či oslava plodin (svátek vína, chleba, melounů toto je pozůstatek starověkých oslav bohů. Běžné jsou i procesí se sochou svatých. Italské tradice si připomínají i Italové v zahraničí, kteří se často distancují od jiných etnických skupin. Mezi nejznámější lidové italské písně patří tradiční neapolská tarantela (Tarantella Napoletana), sicilská píseň ciuri, ciuri ( květy, květy), sicilská C'e na luna a mezzo mari (jeden měsíc uprostřed moře), také sicilská Bruccia la terra, která byla použita jako hlavní píseň filmu Kmotr, neapolská O Sole Mio (Moje slunce), romaňolská Romagna mia (moje Romagna), benátská Mamma mia Damme cento lire (Mama moje, dej mi sto lir) furlanské písně E duci mi clamin cont (Všichni mi říkají hrabě) a O ce bjel cjisciel di Udine (Takový pěkný hrad v Udine) a istrijské písně La mula de Parenzo (Dívka z Poreče) a Tutti mi chiamano bionda (Všichni mi říkají blondýna).

### Film
Velikou tradici má v Itálii filmové umění, režiséři Federico Fellini, Luchino Visconti, Michelangelo Antonioni, Roberto Rossellini či Vittorio de Sica, zhusta představitelé neorealismu, patří ke klasikům světového filmu.
Řadu ocenění z filmových festivalů nastřádal režisér Bernardo Bertolucci. Oscara krom výše jmenovaných získali Elio Petri, Giuseppe Tornatore, Gabriele Salvatores, Roberto Benigni a Paolo Sorrentino, šestkrát na něj byl nominován Mario Monicelli. Renato Castellani, Pietro Germi, Francesco Rosi, Bratři Tavianiové, Ermanno Olmi a Nanni Moretti mají Zlatou palmu z Cannes. Gianni Amelio drží rekord v počtu získaných Evropských filmových cen za nejlepší film (spolu s Larsem von Trierem a Michaelem Henekem), Ettore Scola je držitelem Zlatého glóbu. Významným tvůrcem byl i Franco Zeffirelli. Pier Paolo Pasolini dráždí dodnes diváky i filmové teoretiky svými avantgardními pokusy. Sergio Leone se pak prosadil v Hollywoodu, stejně jako Frank Capra, mj. autor americké vánoční klasiky Život je krásný. Mnoho italských režisérů se prosadilo díky schopnostem filmových producentů, jakými byli Carlo Ponti a Dino De Laurentiis.

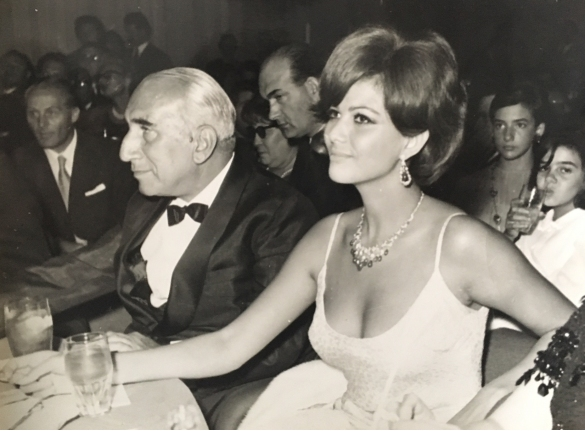
Claudia Cardinalová

V neorealistických snímcích se proslavil herec Marcello Mastroianni. Celosvětová sláva neminula ani herečky Sofii Lorenovou, Claudii Cardinalovou, Ginu Lollobrigidu a Isabellu Rosselliniovou. Oscara získala Anna Magnani.
Zejména v 70. a 80. letech byla italská kinematografie, podobně jako francouzská, schopná konkurovat Hollywoodu i v oblasti populárního filmu, zejména v žánru komedie. Za hranice své země pronikli Paolo Villaggio (známý ze série ztřeštěných komedií o účetním Fantozzim) či dvojice Bud Spencer a Terence Hill (vlastními jmény Carlo Pedersoli a Mario Girotti). V modelingu (a nakonec i ve filmu) se prosadila modelka Monica Bellucciová.
Benátský filmový festival patří k "velké trojce" nejprestižnějších filmových festivalů světa, spolu s Cannes a Berlinale. Je také nejstarším filmovým festivalem, vznikl roku 1932. Jeho hlavní cenou je Zlatý lev. Nejdůležitější italskou národní filmovou cenou je Donatellův David.

### Památky

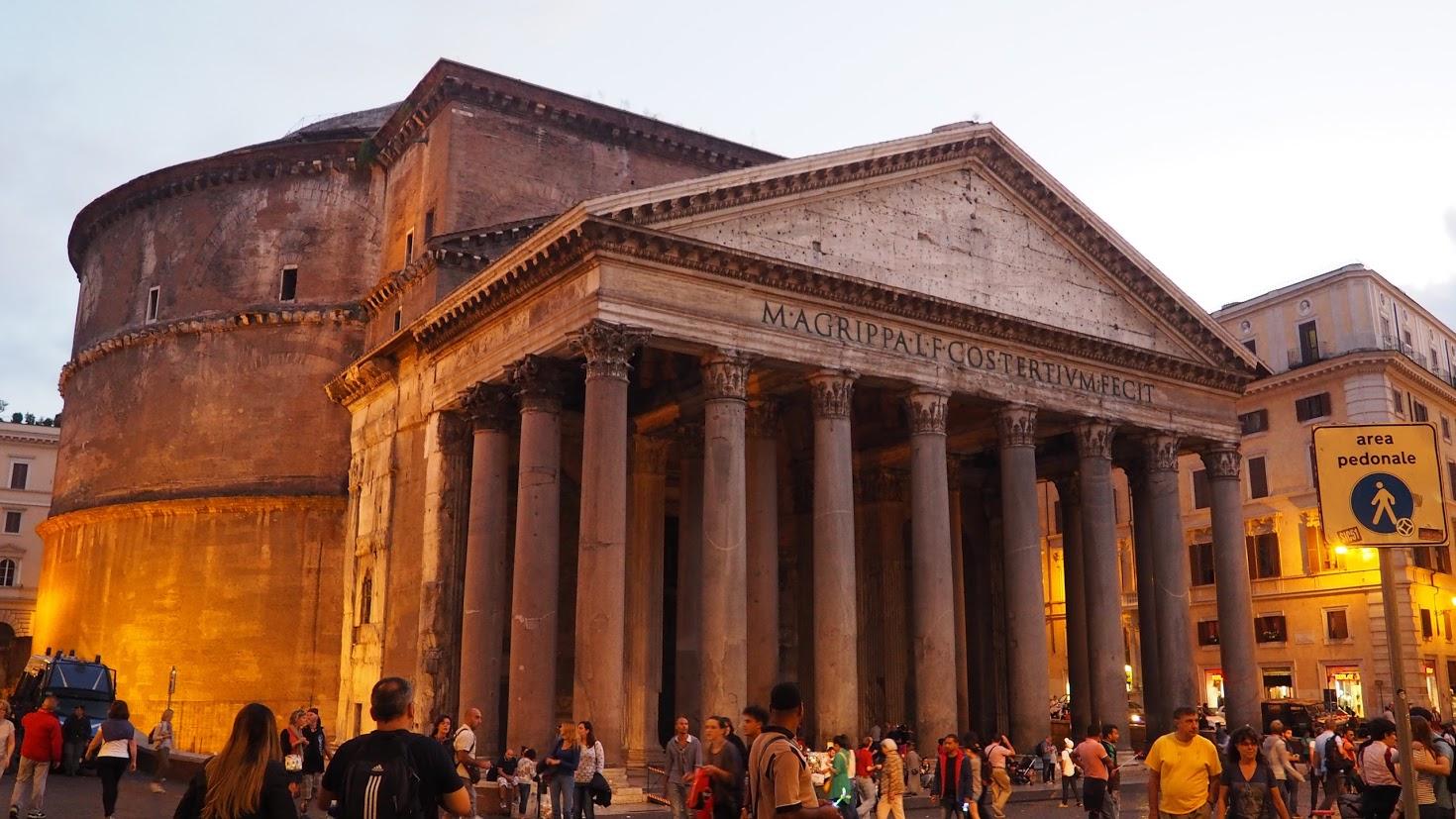
Pantheon

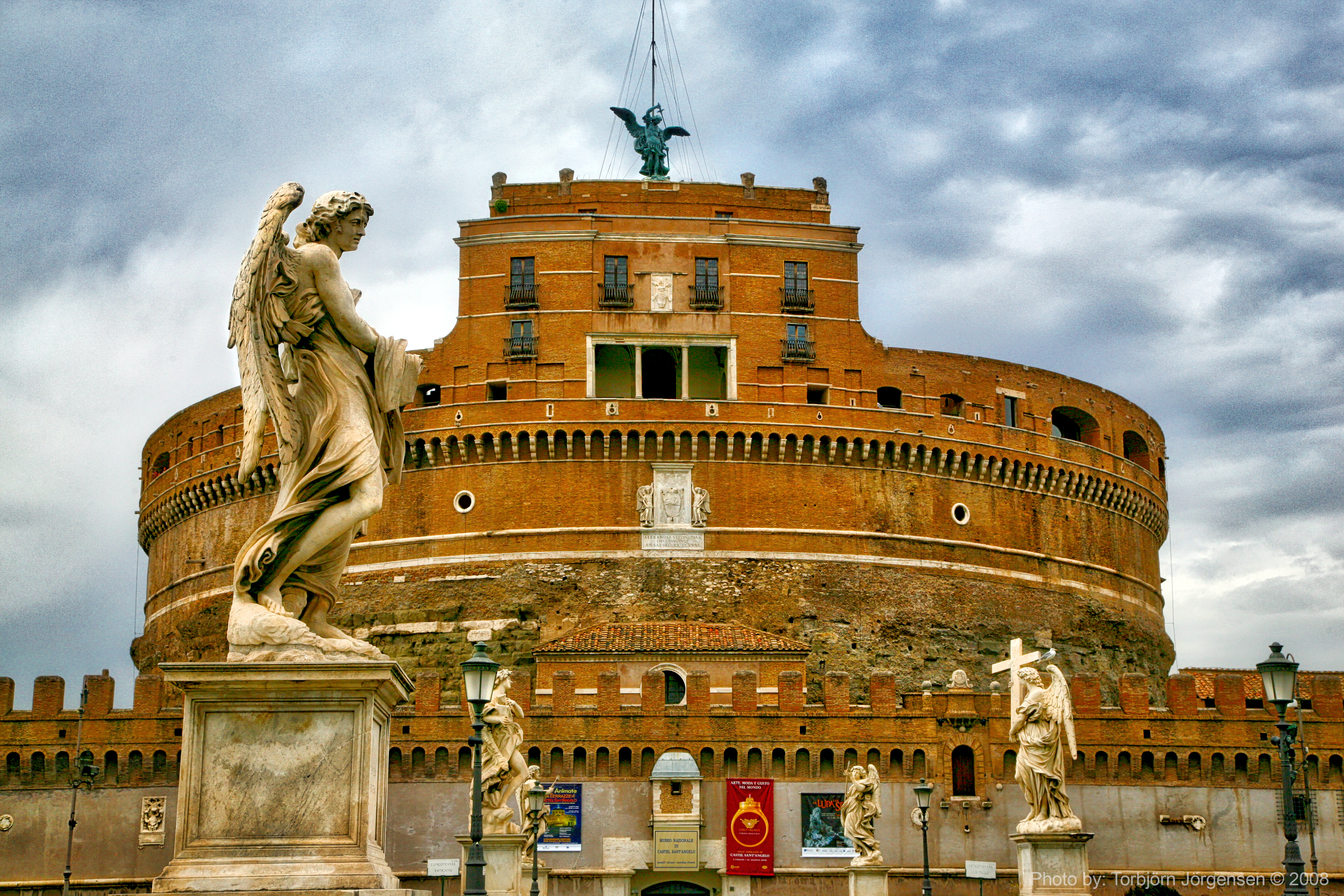
Andělský hrad

Ke starořímským památkám nebyl čas milosrdný. Většina jich zmizela. Největší a nejproslulejší dochovanou je Koloseum, kde se utkávali gladiátoři při svých zápasech. Nejzachovalejší starořímskou stavbou je Pantheon. Stav ostatních pozůstatků je dobře patrný na Foru Romanu. Starořímské kořeny má i Andělský hrad, byť byl později často upravovaný. Architektura typické římské vily byla zachována ve Villa Romana del Casale. Mimo Řím se dochovala Hadriánova vila nedaleko Tivoli.

Počátky křesťanství v Římě si turisté mohou připomenout především v římských katakombách. Z raně křesťanské římské architektury se dochovala Bazilika Panny Marie Sněžné v Římě. Byla časem upravována, ale ze staveb tehdejší doby si zachovala původní ráz nejvíce.

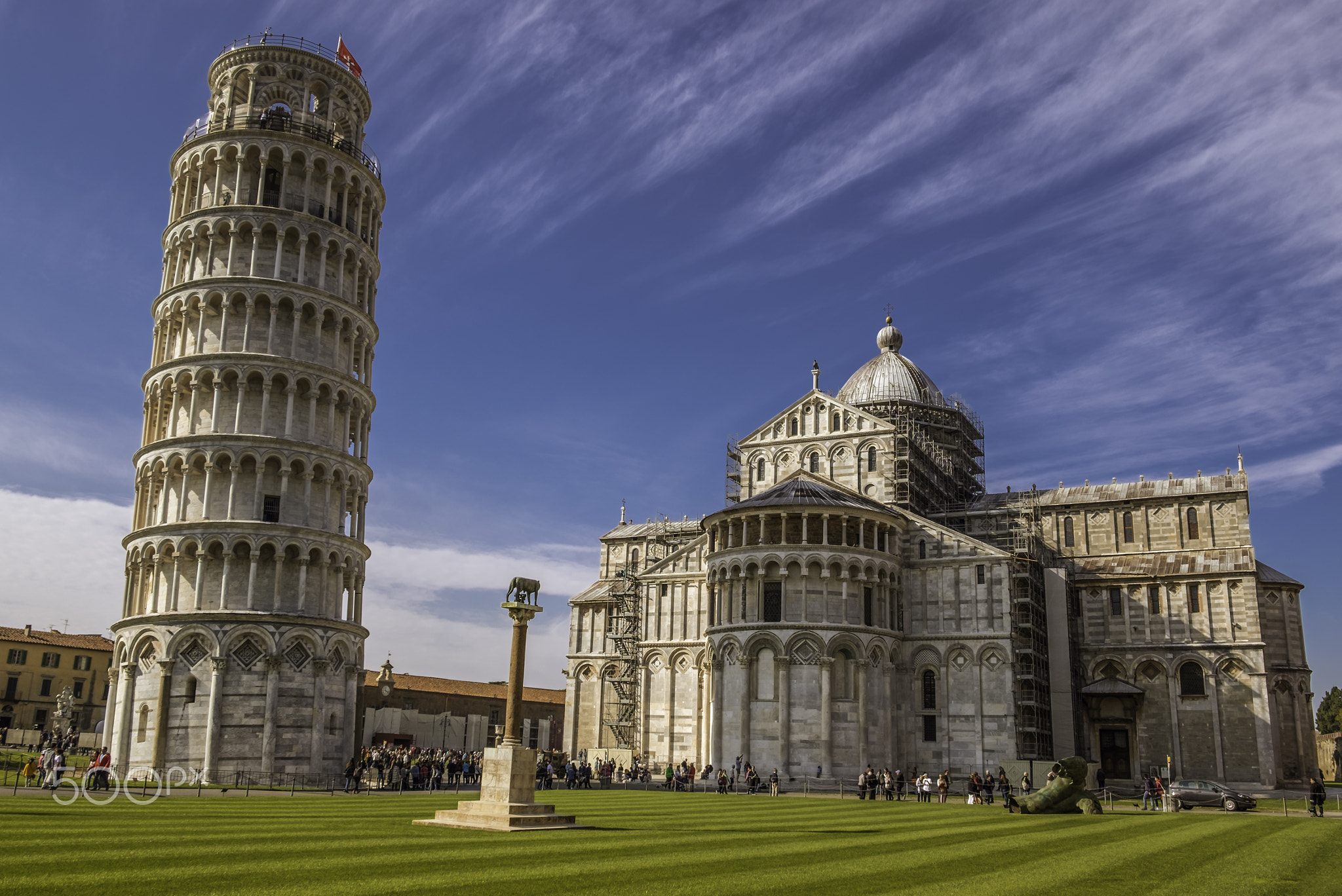
Šikmá věž, baptisterium a dóm na Piazza dei Miracoli v Pise

Románská architektura měla epicentrum v Pise. Její nejznámější produkt, šikmá věž v Pise, se proslavila jako kuriozita, ale i ostatní monumenty na Piazza dei Miracoli jsou poklady románské architektury. Z dalších staveb jsou to Bazilika svatého Františka z Assisi v Assisi, Katedrála v Cefalù, Castel del Monte v Apulii, Baptisterium San Giovanni ve Florencii a Katedrála Nanebevzetí Panny Marie v Modeně. Již románsko-gotickou mutací je Bazilika svatého Antonína v Padově nebo katedrála v Sienně.

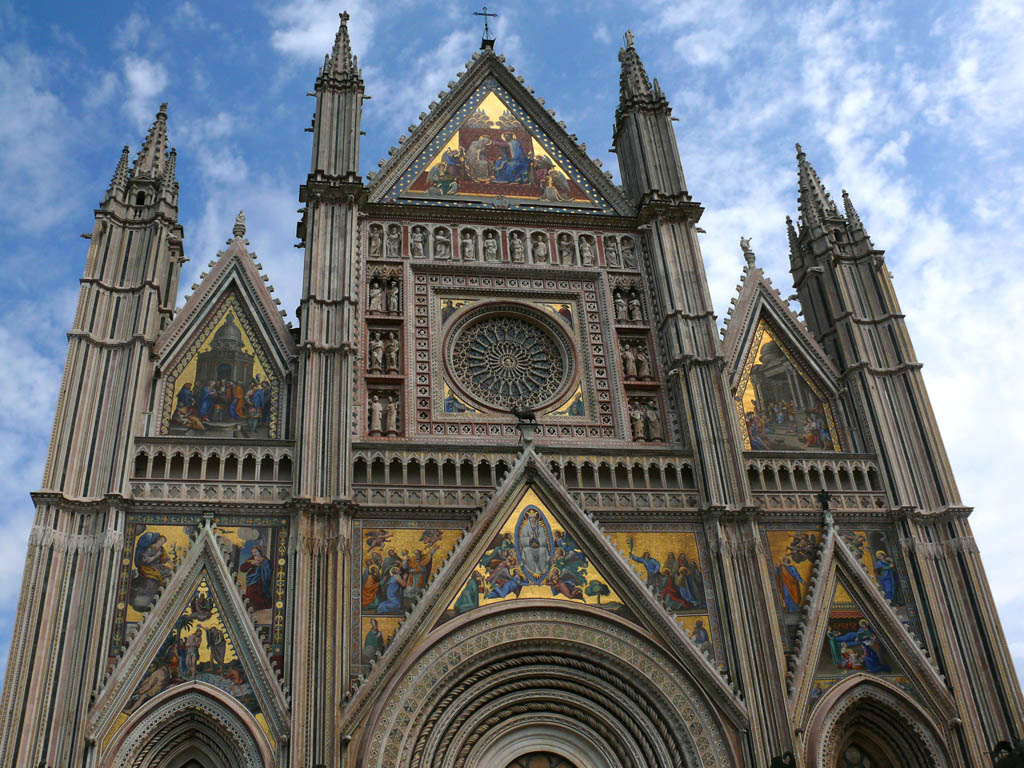
Katedrála v Orvietu

Italská gotika nalezla svůj nejčistší výraz patrně v Katedrále Narození Panny Marie v Miláně nebo v katedrále v Orvietu. Gotický kostel Santa Maria delle Grazie v Miláně se proslavil tím, že v refektáři (jídelně) dominikánského kláštera k němu připojeného se nachází známá freska Poslední večeře (1498) od Leonarda da Vinciho. Benátskou gotiku reprezentuje především Dóžecí palác na náměstí Svatého Marka, kde se nachází i řada dalších významných paláců. Bazilika svatého Marka v Benátkách spojuje gotiku s byzantským slohem, podobně jako bazilika San Vitale v Ravenně. Z nesakrálních staveb se gotika uplatnila při stavbě Palazzo Vecchio, jenž je dnes florentskou radnicí. Přechod mezi gotikou a renesancí symbolizuje florentský chrám Santa Maria del Fiore – základ je gotický, kupole je renesanční.

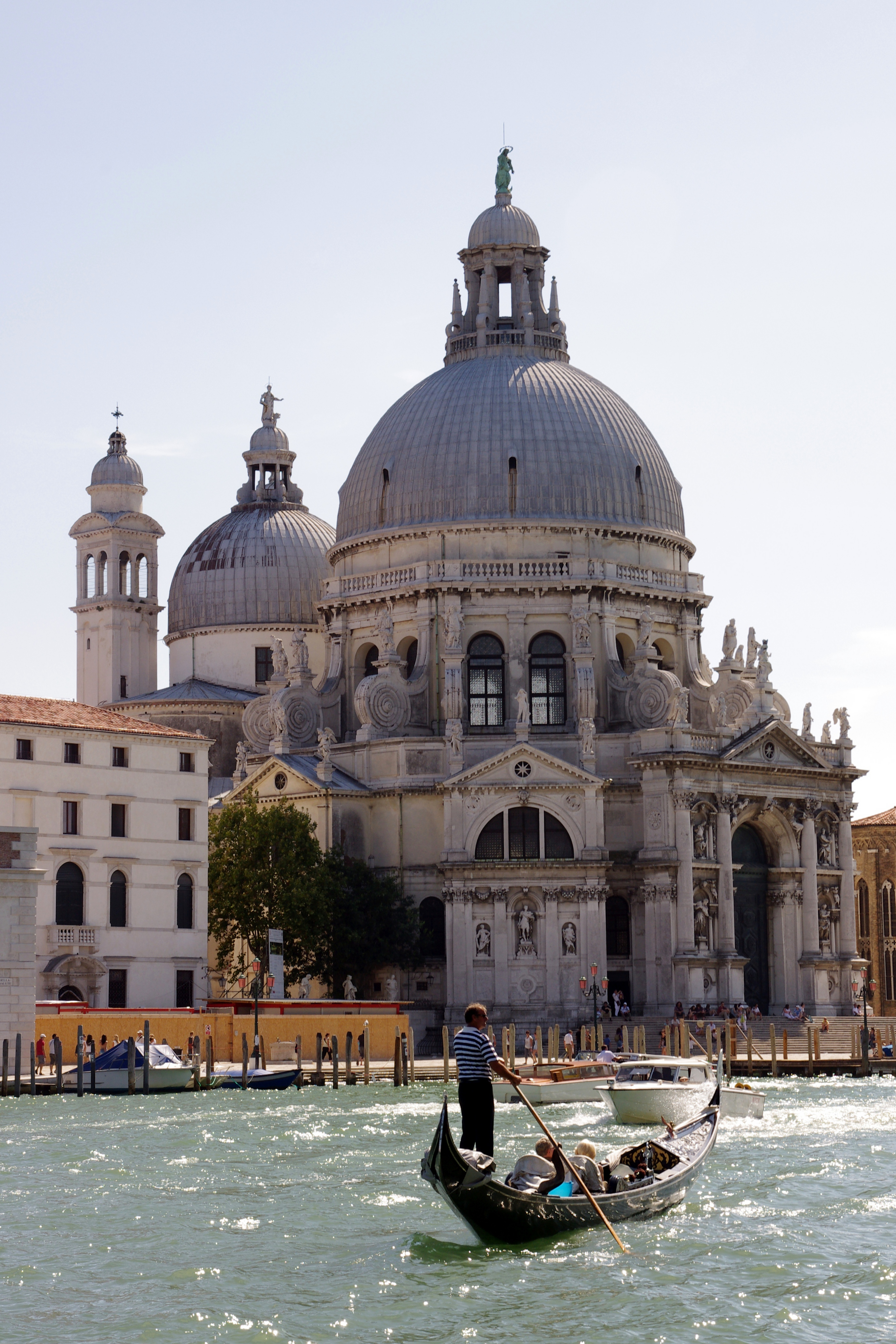
Santa Maria della Salute

Perlou renesanční architektury je vila La Rotonda nedaleko města Vicenza nebo Villa d'Este v Tivoli. To, že se renesance uplatňovala mnohem více u staveb světského ražení dokládá též hrad Sforzesco v Miláně, nebo Palác Farnese v Římě. Možnost skloubení i se sakrálním účelem dokazuje bazilika San Lorenzo ve Florencii.

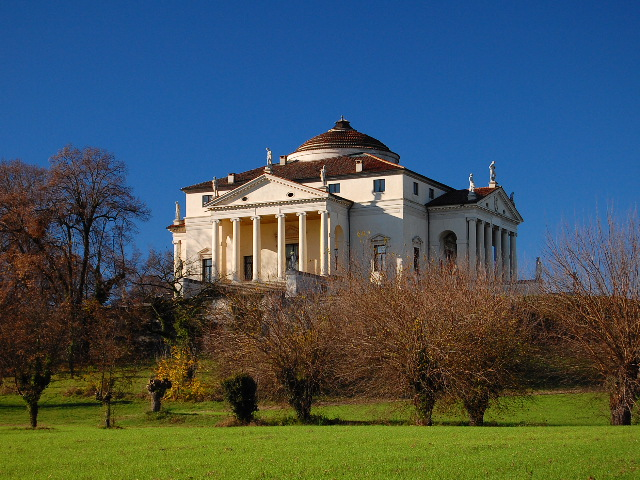
Vila La Rotonda

V éře baroka již Itálie byla spíše evropskou periferií. Přesto zde i v této éře vznikaly významné stavby, jak dokazuje barokní Bazilika svatého Pavla za hradbami v Římě (byť kořeny má románské a snad byla postavena nad hrobem Pavla z Tarsu již ve 4. století) nebo chrám Santa Maria della Salute v Benátkách. Ze šlechtických sídel je významný zámek Caserta (k němuž vede proslulý Akvadukt Vanvitelli) či královský palác v Turíně.

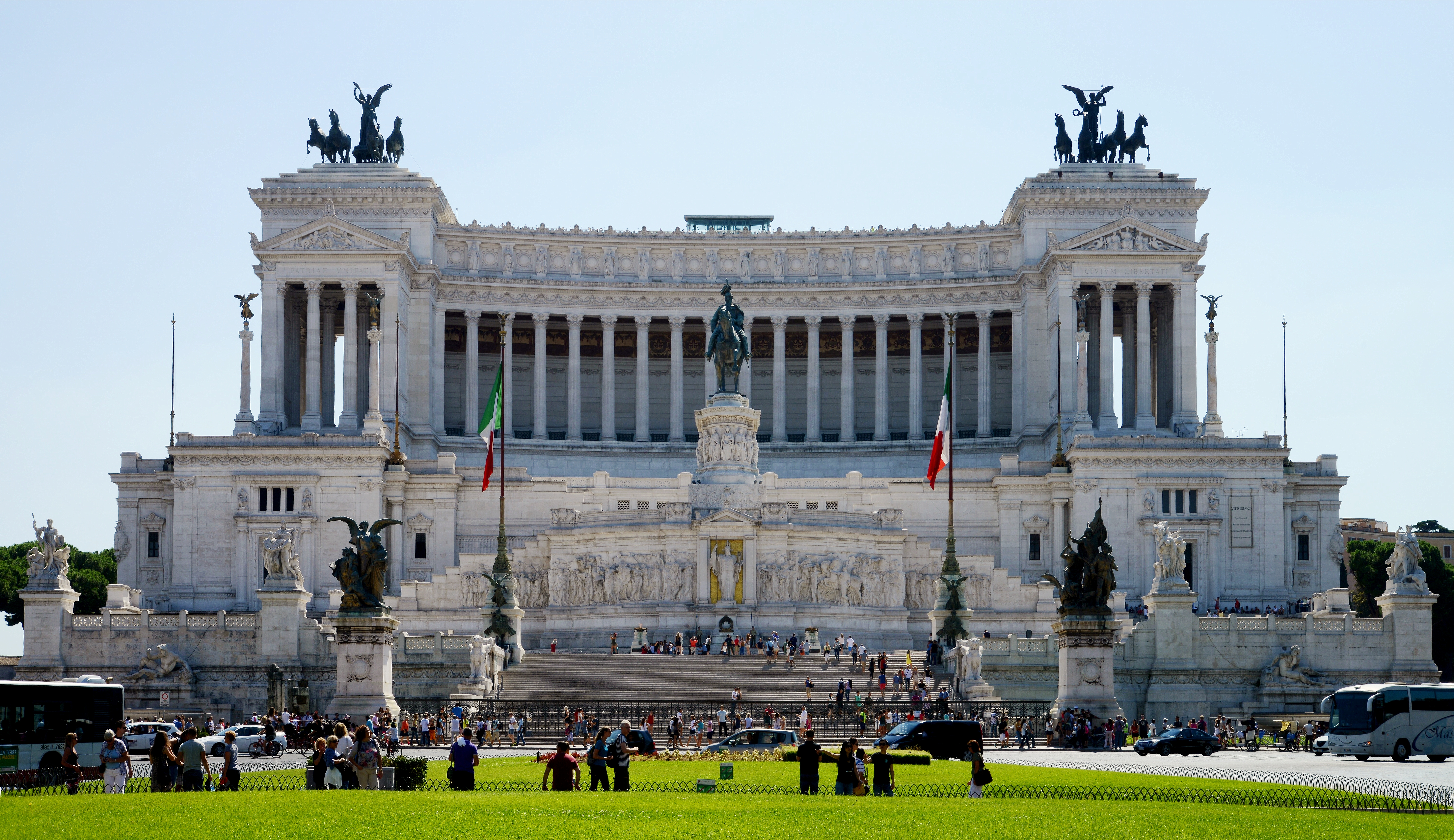
Altare della Patria

Navazující klasicismus zanechal svou stopu především v podobě Kvirinálského paláce, největšího paláce v Římě, jenž je v současnosti sídlem italského prezidenta. Historismus 19. století asi nejlépe reprezentuje Altare della Patria v Římě.
Na seznam Světového dědictví UNESCO byla krom řady uvedených památek zapsána celá historická centra Říma, Florencie, Benátek, San Gimignana, Matery, Vicenzy, Ferrary, Neapole, Sieny, Ravenny, Pienzy, Alberobella, Urbina, Assisi, Verony, Syrakus, Janova, Mantovy, Sabbionety, Palerma a dělnická městečka Crespi d'Adda a Ivrea.

### Kuchyně

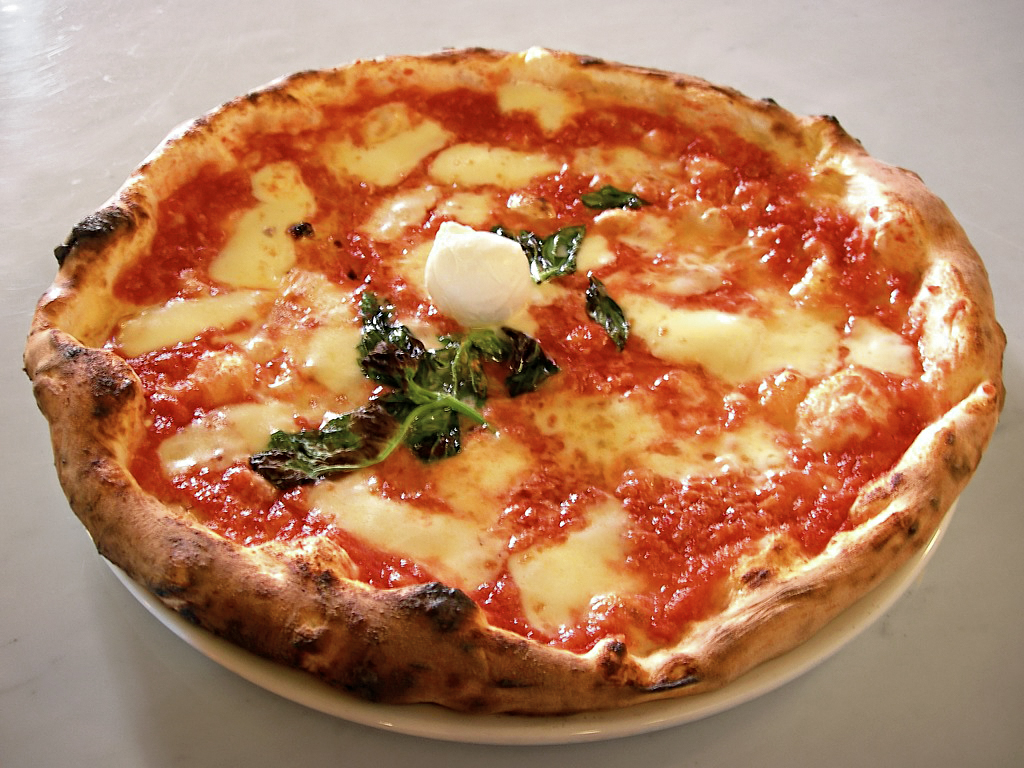
Pizza Margherita, její barvy symbolizují italskou trikolóru

Italská kuchyně patří mezi nejznámější světové kuchyně, jelikož má množství specialit různého druhu. Nejznámějšími jídly jsou neapolská pizza, která má původ v antice, kdy podobné jídlo připravovali už Řekové a Římané, těstoviny různého druhu se širokým sortimentem omáček, které se datují 15. století a lasagne, případně pasticio, které se zmiňuje již u starých Etrusků. Kromě těchto specialit Italové připravují různé speciality z hovězího, jehněčího a vepřového masa a také z mořských živočichů a ryb. Známý její italský biftek z Florencie fiorentina a také smažený milánský řízek milanese, který převzali Rakušané a vznikl tak tradiční vídeňský řízek. Na severu Itálie se vyrábějí různé druhy salámů a šunek, známá je světoznámá furlanská šunka prosciutto a také mortadela. Mezi salámy patří např. Ossocolo, Soprèssa a cotechino či klobásy (salsiccia), tradiční italská slanina se nazývá pancetta. Italové jsou známí i výrobou sýrů jako parmezán, pecorino (ovčí sýr), mozzarella či gorgonzola. Typická italská příloha je zeleninový salát a kukuřičná kaše polenta. Nejznámější italské zákusky jsou benátské tiramisu a sicilské plněné trubičky cannoli, jiné známé zákusky jsou profiterol a panna cotta. Z alkoholických nápojů je světoznámé italské víno. Existuje mnoho úrodných vinných krajů, nejkvalitnějších hroznů se dostává ve střední Itálii, hlavně v kraji Toskánsko a v severoitalském kraji Furlansko. Mezi tvrdé italské alkoholické nápoje (bevanda superalcoliche) patří vínovice grappa či citrónový likér limoncello. Tradiční jsou i sicilské krvavé pomeranče, či olivový olej pěstovaný ve střední a jižní Itálii.

### Sport

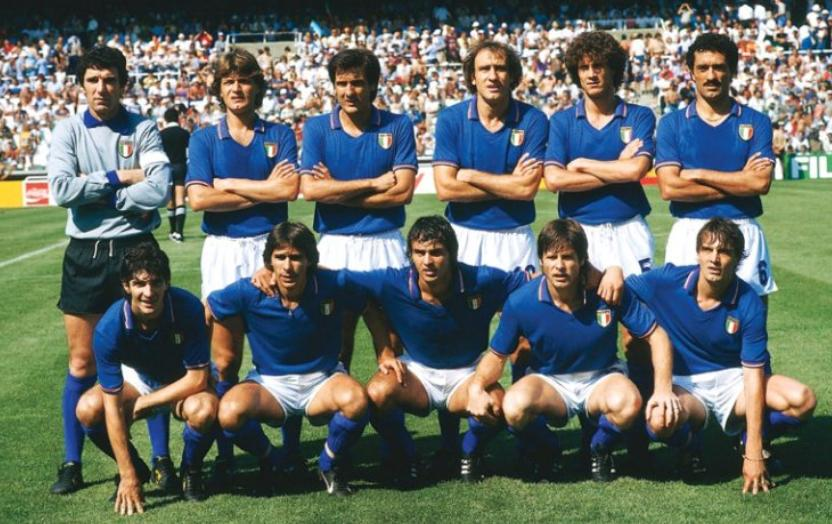
Mistři světa ve fotbale z roku 1982

V Itálii je zdaleka nejpopulárnějším sportem fotbal. Italská fotbalová reprezentace (přezdívaná Squadra Azzura, nebo Gli Azzurri – "Modří") patří mezi nejúspěšnější týmy. Je čtyřnásobným mistrem světa – držitelem titulů z let 1934, 1938, 1982 a 2006. Dvakrát též vyhrála mistrovství Evropy (1968, 2020). Italské kluby získaly 48 hlavních evropských titulů, což Itálii činí druhou nejúspěšnější zemi v historii evropského fotbalu. AC Milán, Inter Milán a Juventus Turín vyhrály nejprestižnější z pohárů, Ligu mistrů. AC Milán je druhý nejúspěšnější tým této soutěže. Nejvyšší italská soutěž Serie A patří k nejlepším ligám v Evropě. Zlatý míč pro nejlepšího fotbalistu Evropy získali Omar Sívori (1961), Gianni Rivera (1969), Paolo Rossi (1982), Roberto Baggio (1993) a Fabio Cannavaro (2006). K legendárním italským fotbalistům patří i Giuseppe Meazza, Silvio Piola, Luis Monti, Paolo Maldini či Andrea Pirlo.
Alberto Tomba je nejslavnějším italským sjezdovým lyžařem, se třemi zlatými olympijskými medailemi. Běžkyně na lyžích Stefania Belmondová přivezla z OH deset cenných kovů, z toho dvě zlata. Sjezdařka Deborah Compagnonivá má tři zlaté. V šermu Italové kralují historické tabulce olympijských medailí, například šermíř Edoardo Mangiarotti získal mezi lety 1936–1960 třináct olympijských medailí, z toho šest zlatých. Vynikajících olympijských výsledků dosáhl i skokan do vody Klaus Dibiasi, kanoista Antonio Rossi, nebo běžkyně na lyžích Manuela Di Centaová. Mezi atlety vynikl chodec a trojnásobný olympijský vítěz Ugo Frigerio. Itálie třikrát pořádala olympijské hry, jednou letní (Řím 1960) a dvakrát zimní (Cortina d'Ampezzo 1956, Turín 2006).
Italská mužská basketbalová reprezentace dvakrát vyhrála mistrovství Evropy (1983, 1999), ženy jednou (1938). Pierluigi Marzorati a Dino Meneghin jsou členy síně slávy Mezinárodní basketbalové federace. Gregor Fučka je vítěz ankety Euroscar z roku 2000. Italská volejbalová reprezentace mužů má čtyři tituly mistrů světa (1990, 1994, 1998, 2022), ženská reprezentace jeden (2002). Členy síně slávy Mezinárodní volejbalové federace jsou Andrea Gardini, Andrea Giani a Lorenzo Bernardi.
Tenisté vyhráli roku 1976 Davis Cup, ženy již čtyřikrát Fed Cup (2006, 2009, 2010, 2013). Tenistka Flavia Pennettaová vyhrála US Open, Adriano Panatta a Francesca Schiavoneová pařížský grandslam.

Nejslavnějším horolezcem světa je Reinhold Messner, rodák z italského Brixenu. Boxeři Primo Carnera a Francesco Damiani byli profesionálními mistry světa v těžké váze.

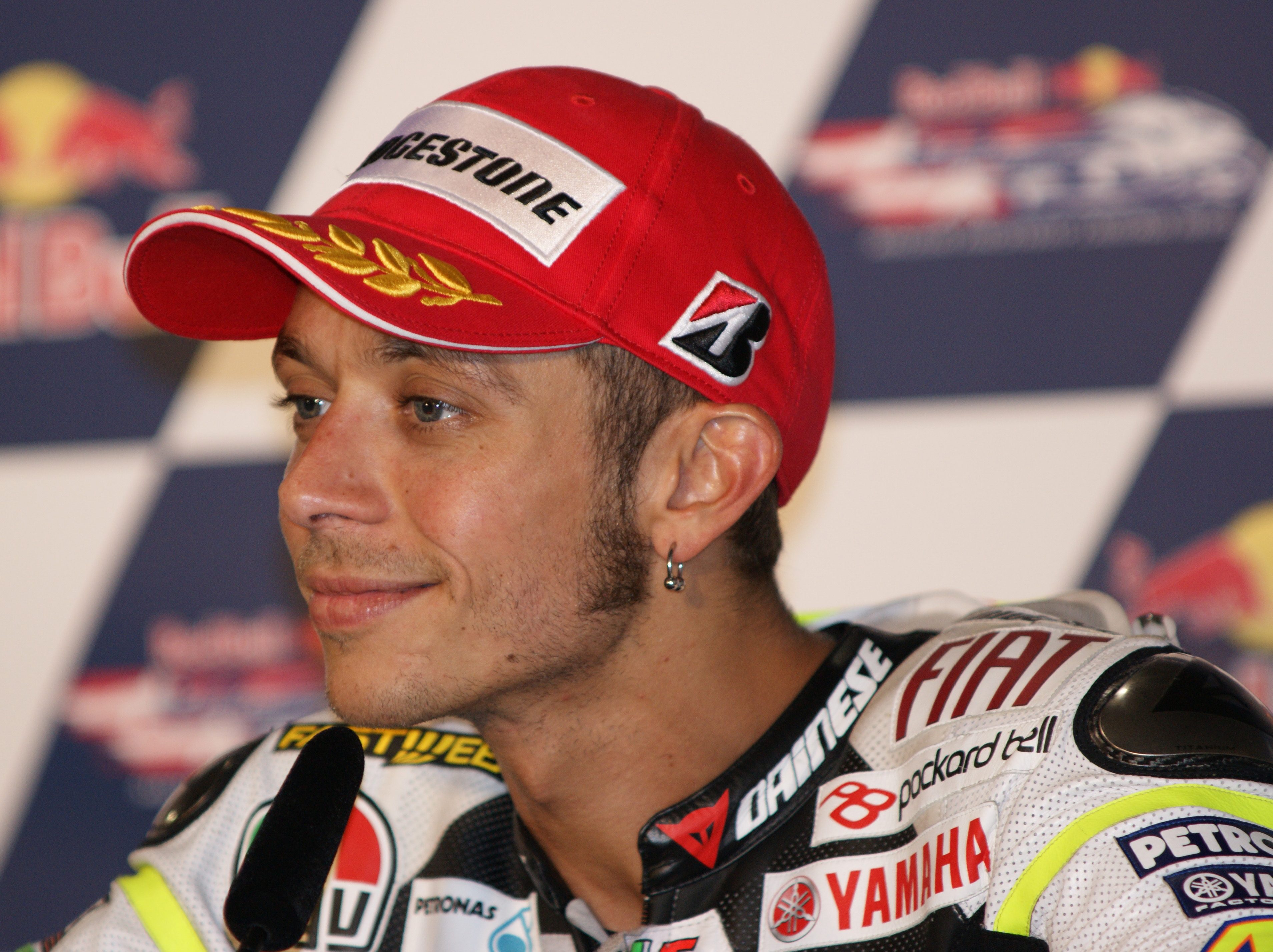
Valentino Rossi

Velmi populární je v Itálii též motorsport: Valentino Rossi je zřejmě nejslavnějším motocyklovým jezdcem MotoGP všech dob. Jeho slavným předchůdcem byl Giacomo Agostini nebo Carlo Ubbiali, k úspěšným jezdcům patřili i Max Biaggi a Walter Villa. Giuseppe Farina, Alberto Ascari a Mario Andretti (byť již jako občan USA) byli mistry světa Formule 1. Automobilový závodník Enzo Ferrari po konci své kariéry založil proslulou automobilku, jíž dal jméno. Miki Biasion je dvojnásobným mistrem světa v rallye.
Cyklistický závod Giro d'Italia je druhým nejstarším etapovým závodem. a je součástí Grand Tour, tedy jedním ze tří nejdůležitějších cyklistických závodů světa. Italští cyklisté patří k nejúspěšnějším v Evropě – Fausto Coppi, Gino Bartali, Ottavio Bottecchia, Gastone Nencini, Felice Gimondi, Marco Pantani a Vincenzo Nibali dokázali vyhrát Tour de France.

## Věda

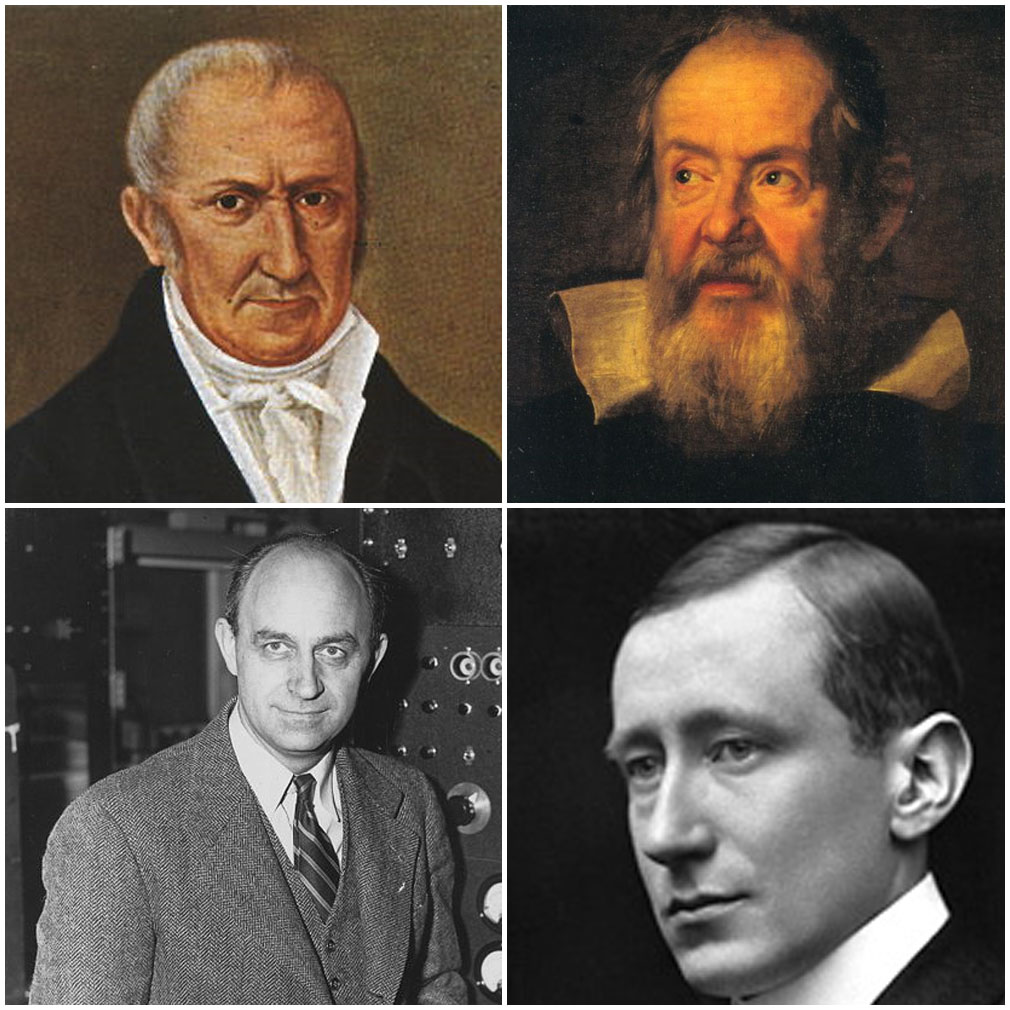
Po směru hodinových ručiček zleva: Alessandro Volta, vynálezce elektrické baterie a objevitel methanu;
Galileo Galilei, uznávaný jako otec moderní vědy, fyziky a pozorovací astronomie;
Guglielmo Marconi, vynálezce dálkového rádiového přenosu;
Enrico Fermi, tvůrce prvního jaderného reaktoru, Chicago Pile-1

Itálie byla dlouho též centrem evropské vědy, jak dokazují jména všestranného renesančního génia Leonarda da Vinciho, vynálezce barometru Evangelistu Torricelliho, astronomů Galilea Galileiho a Giordana Bruna, fyziků Guglielma Marconiho a Alessandra Voltu. Z moderní éry lze vzpomenout fyzika Enrica Fermiho či Ritu Levi-Montalciniovou. Nobelovu cenu za fyziku má krom uvedených též Emilio Gino Segrè, Carlo Rubbia, Riccardo Giacconi a Giorgio Parisi. Nobelovu cenu za fyziologii Mario Capecchi, Renato Dulbecco, Salvador Luria, Daniel Bovet a Camillo Golgi. Za chemii pak Giulio Natta.
Voltovým oponentem při výzkumu elektřiny byl Luigi Galvani. Leonardo Fibonacci byl patrně nejvýznamnějším středověkým matematikem, který mj. do Evropy zavedl arabské číslice. Turínský matematik Joseph-Louis Lagrange založil variační počet. Zakladatelem teorie množin byl Giuseppe Peano. Teorii pravděpodobnosti ustavoval Gerolamo Cardano. Matematik Niccolò Fontana Tartaglia studoval dráhy dělových koulí. První ženou, která napsala učebnici matematiky a stala se profesorkou této vědy, byla Maria Gaetana Agnesiová. Matematickou biologii provozoval Vito Volterra. Prestižní matematickou Fieldsovu medaili získali Enrico Bombieri a Alessio Figalli. Jiný italský matematik, Silvio Micali, získal Turingovu cenu, zvanou též „Nobelova cena počítačové vědy“.
Amedeo Avogadro započal moderní výzkum plynů. Zakladatelem histologie byl Marcello Malpighi, experimentální biologie Francesco Redi, účetnictví Luca Pacioli. Bonaventura Cavalieri byl významný geometr a průkopník optiky. Saturnovy měsíce objevil Janovan Giovanni Domenico Cassini. Giuseppe Piazzi objevil první trpasličí planetku, povrch Marsu mapoval Giovanni Schiaparelli. Lazzaro Spallanzani proslul výzkumem netopýrů, a tím pádem echolokace. Přístroj vynálezce Antonia Meucciho je někdy považován za první telefon. Rozvoj knihtisku ovlivnil tiskař Aldus Manutius.

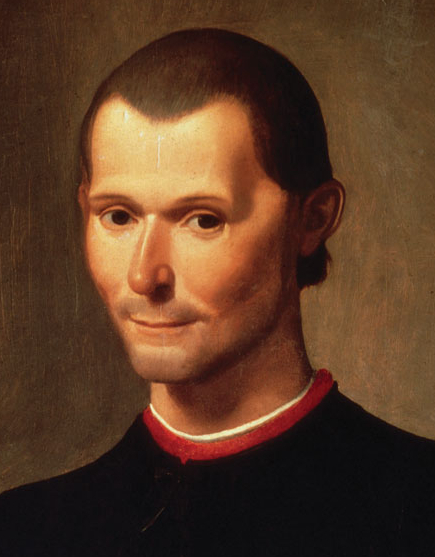
Niccolò Machiavelli

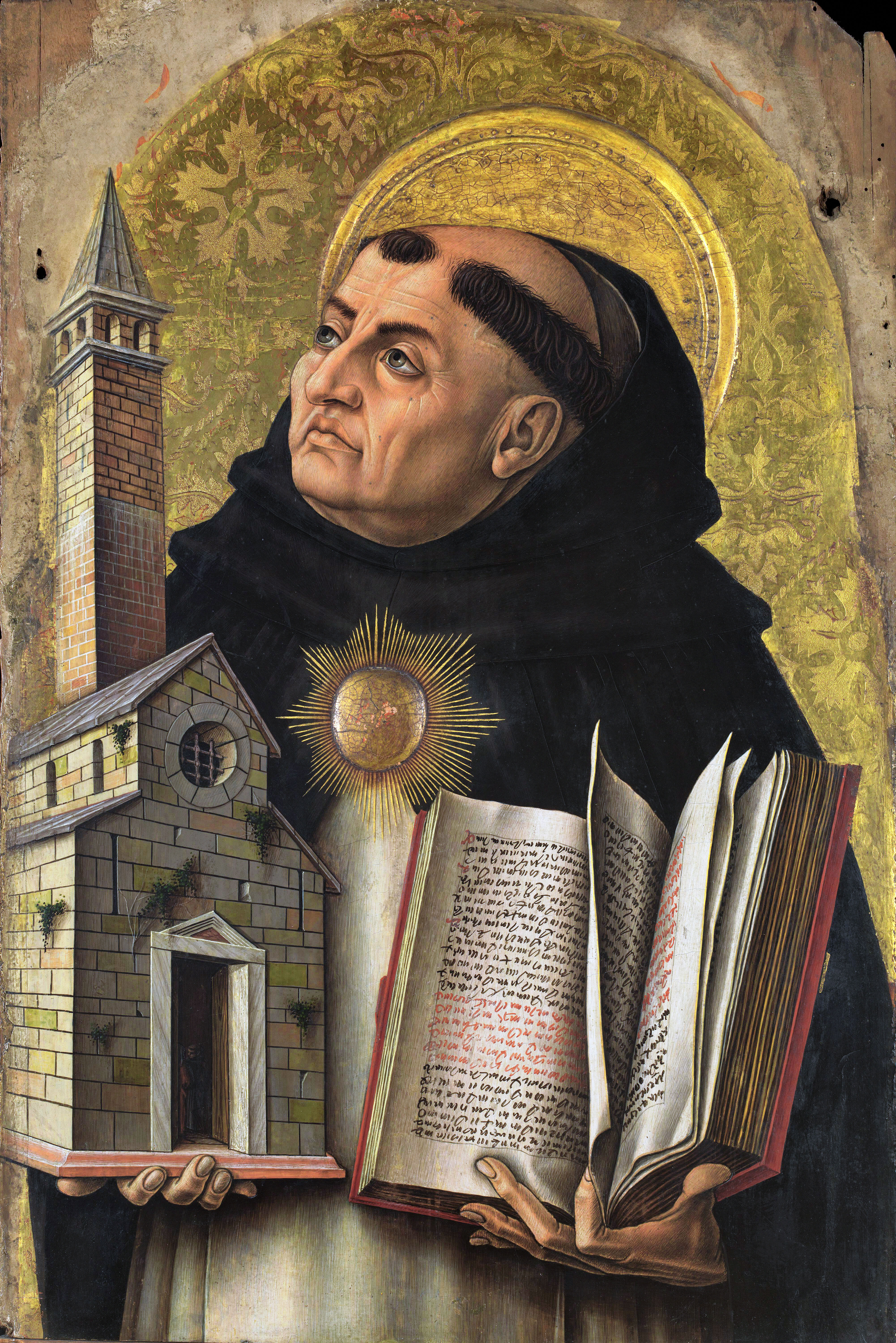
Tomáš Akvinský

V oblasti humanitních a sociálních věd vynikl již starý Řím, kde působili významní filozofové jako Cicero, Seneca a Plinius starší či historikové jako Tacitus, Livius a v pozdních fázích Říma Ammianus Marcellinus. I raná křesťanská teologie a filozofie se rozvíjela v Itálii, například díky Boëthiovi. Ale i později ve středověku a raném novověku byla Itálie stále intelektuálním centrem evropské civilizace, Italy byli zakladatel moderní politické filozofie Niccolò Machiavelli či nejvýznamnější scholastický myslitel Tomáš Akvinský. Italské osvícenství reprezentoval především Giambattista Vico. Klasikem humanistické filozofie je Pico della Mirandola. Platónským filozofem, ale také významným hermetikem byl Marsilio Ficino. Raným filozofickým odpůrcem trestu smrti byl Cesare Beccaria. Velice vlivnou reinterpretaci marxismu nabídl filozof Antonio Gramsci. V posledních letech je hojně citován filozof Gianni Vattimo, tzv. filozofii informace rozvíjí oxfordský profesor Luciano Floridi. Maria Montessori vytvořila unikátní pedagogický systém. Významným sociologem a ekonomem byl Vilfredo Pareto. Franco Modigliani získal roku 1985 Nobelovu cenu za ekonomii. V medicejské éře sepsal důležité Dějiny Itálie historik Francesco Guicciardini. Významným historikem a také prezidentem mezinárodního PEN klubu byl Benedetto Croce. Nepravost Konstantinovy donace prokázal filolog Lorenzo Valla. Klasikem hudební teorie je benediktinský mnich Guido z Arezza. Objevitelem v Údolí králů se stal archeolog Giovanni Battista Belzoni. Ač ji vedl do slepých uliček, moderní kriminologii zakládal Cesare Lombroso.
Boloňská univerzita (Università di Bologna) je nejstarší univerzitou na světě. Vznikla (patrně) již roku 1088. Podle QS World University Rankings 2020 je nekvalitnější italskou vysokou školou Milánská polytechnika (Politecnico di Milano), 149. nejlepší na světě. O druhé místo mezi italskými univerzitami se pak dělí Boloňská univerzita a Univerzita v Pise (Sant'Anna – Scuola Universitaria Superiore Pisa). Za zmínku stojí, že některé z nejlepších italských univerzit, které jsou vysoce hodnoceny i ve světě, mají ve srovnání s univerzitami v jiných zemích opravdu levné školné.Náklady na studium se mohou pohybovat mezi 500 a 3000 eur ročně.